# Gilbert du Motier de La Fayette
Marie-Joseph Paul Yves Roch Gilbert du Motier, marchese di La Fayette ([maʁˈki də la faˈjɛt]; Château de Chavaniac, 6 settembre 1757 – Parigi, 20 maggio 1834), è stato un generale e politico francese con cittadinanza statunitense, protagonista sia della Rivoluzione americana prima sia della Rivoluzione francese poi.
Nato a Chavaniac, nella provincia di Alvernia nel centro-sud della Francia, La Fayette proveniva da una ricca famiglia di proprietari terrieri. Convintosi che la causa dell'indipendenza americana nella guerra rivoluzionaria fosse nobile, viaggiò verso il Nuovo Mondo in cerca di gloria e divenne un importante Major general dell'Esercito continentale al comando di George Washington. La Fayette, vinta la guerra, ritornò in Francia e fu eletto, come rappresentante della nobiltà, agli Stati generali del 1789; contribuì a scrivere la Dichiarazione dei diritti dell'uomo e del cittadino con l'aiuto dell'amico Thomas Jefferson e, dopo la presa della Bastiglia, fu nominato comandante in capo della Guardia Nazionale. La Fayette cercò di seguire una sorta di terza via durante la Rivoluzione francese, favorendo la nascita di una nuova monarchia costituzionale. Alcuni mesi dopo la strage di Campo di Marte del 17 luglio 1791, La Fayette si congedò dal comando della Guardia nazionale e, nell'agosto 1792, le fazioni radicali giacobine ordinarono il suo arresto. In fuga attraverso i Paesi Bassi austriaci, il generale fu catturato dalle truppe austriache e trascorse più di cinque anni in carcere.
La Fayette ritornò in Francia dopo che Napoleone Bonaparte aveva assicurato il suo rilascio nel 1797, anche se rifiutò di entrare a far parte del suo governo. Dopo la Restaurazione del 1814 divenne un membro liberale della Camera dei deputati, posizione che mantenne per la maggior parte del resto della sua vita. Nel corso della Rivoluzione di luglio del 1830, La Fayette rifiutò l'offerta di diventare dittatore francese e sostenne, invece, Luigi Filippo come re, ma gli si rivoltò contro quando il monarca divenne autocratico. La Fayette morì il 20 maggio 1834 e fu sepolto nel cimitero di Picpus di Parigi. Per le sue vittorie militari al servizio della Francia e degli Stati Uniti, è noto anche come il primo «eroe dei due mondi» (Hero of the two worlds).

## Biografia

### Infanzia

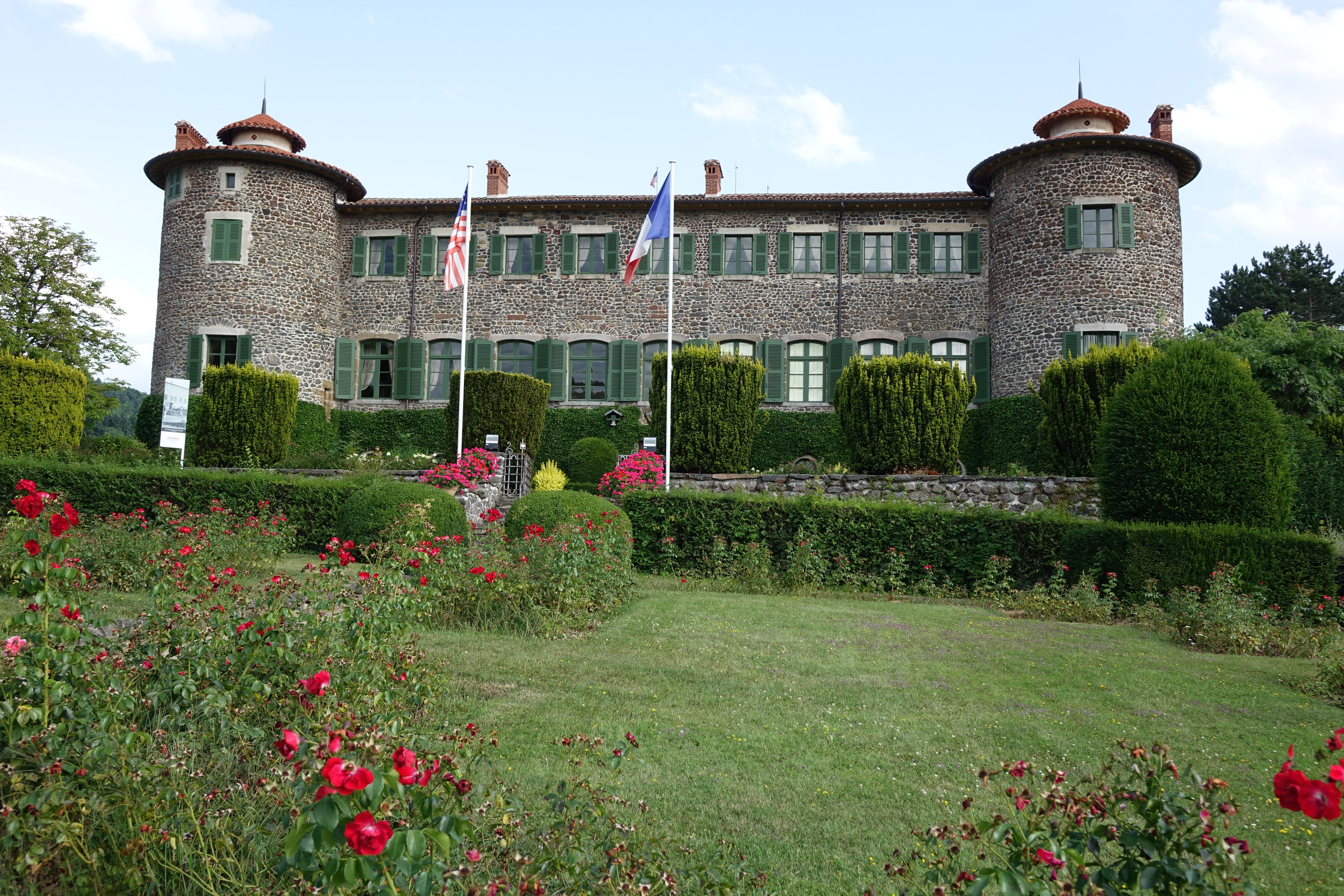
Il luogo di nascita di La Fayette a Chavaniac, Alvernia

La Fayette nacque il 6 settembre 1757 da Michel Louis Christophe Roch Gilbert Paulette du Motier, marchese di La Fayette, colonnello dei granatieri, e da Marie Louise Jolie de La Rivière, al castello di Chavaniac, presso Chavaniac-Lafayette nell'antica regione dell'Alvernia (ora Alta Loira).
Il lignaggio nobile di La Fayette era probabilmente uno dei più antichi e illustri d'Alvernia e, forse, di tutta la Francia. I maschi della famiglia La Fayette godevano di un'alta reputazione per il loro coraggio e la loro cavalleria ed erano spesso ricordati per lo sprezzo verso il pericolo. Uno dei primi antenati di La Fayette, Gilbert III de La Fayette, maresciallo di Francia, era stato compagno d'arme dell'esercito di Giovanna d'Arco durante l'assedio di Orléans nel 1429. Secondo una leggenda, un altro suo antenato aveva trovato la corona di spine di Gesù durante la sesta crociata. Anche i suoi antenati che non appartenevano alla famiglia La Fayette erano notevoli: il suo bisnonno (nonno materno della madre) era il Conte di La Rivière che, fino alla sua morte nel 1770, era stato comandante dei Mousquetaires du roi, o moschettieri neri, e fu cavaliere della guardia personale del re Luigi XV di Francia. Lo zio paterno di La Fayette, Jacques-Roch, morì invece il 18 gennaio 1734, mentre combatteva gli austriaci a Milano nel corso della guerra di successione polacca; alla sua morte, il titolo di marchese passò al fratello Michel, padre di Gilbert.
Il padre di La Fayette, allo stesso modo, era morto sul campo di battaglia: il 1º agosto 1759 Michel de La Fayette fu infatti colpito da una palla di cannone mentre combatteva le truppe britanniche nella battaglia di Minden. La Fayette divenne così marchese e signore di Chavaniac, ma la proprietà restò alla madre; quest'ultima, forse devastata dalla perdita del marito, andò a vivere a Parigi con il padre e il nonno, lasciando che La Fayette venisse allevato a Chavaniac-Lafayette dalla nonna paterna, Madame de Chavaniac, che aveva portato il castello della famiglia come dote.

### Al Collège du Plessis
Nel 1768, quando La Fayette era undicenne, fu convocato a Parigi per vivere con la madre e il bisnonno presso i loro appartamenti al Palazzo del Lussemburgo. Fu deciso che il giovane avrebbe dovuto portare avanti la tradizione militare e marziale di famiglia, decisione che il ragazzo condivise pienamente. Il giovane La Fayette fu intanto mandato al Collège du Plessis, che faceva parte della Sorbona: la scuola era esclusiva per i giovani nobili e le facoltà della vicina Sorbona supervisionavano l'insegnamento nel Collège, dove per quattro anni La Fayette studiò matematica, storia, geografia, letteratura francese, teologia, legge e retorica, e lesse i lavori degli ultimi poeti e filosofi della Repubblica Romana (inclusi Cicerone, Seneca e Plutarco) e i Commentarii di Giulio Cesare, tutti nell'originale lingua latina. I suoi studi al Collège includevano i racconti della difesa di Vercingetorige della regione dell'Alvernia, che era la patria di La Fayette, contro i Romani nel I secolo a.C., il che cementò l'apprezzamento del ragazzo per le imprese militari dell'eroe della sua regione natale. La Fayette disse successivamente di «aver avuto un occhio di riguardo maggiore per Vercingetorige nel difendere le nostre montagne che per Clodoveo [il quale per primo unì la Francia] e i suoi successori». Egli aggiunse inoltre che «sarebbe stato molto meglio essere Vercingetorige nel difendere le montagne d'Alvernia».
La Fayette, dei suoi anni al Collège, ricordava con orgoglio di aver vinto il premio d'istituto per la retorica latina ma che era rimasto deluso di non aver trionfato nella fase a livello universitario della competizione. Questo fu, per La Fayette, un fallimento della giustizia, in quanto lamenta nelle sue memorie che anche i ragazzi che avevano ripetuto la stessa classe di latino più volte avevano il permesso di competere nel concorso, mentre lui aveva completato il corso solo una volta. La Fayette credeva che avrebbe vinto il cimento, nonostante lo svantaggio, se solo fosse stato un copista migliore, in quanto il suo scritto era stato valutato con severità da un giudice che gli tolse un punto per ogni parola mancante di una frase che lui aveva involontariamente omesso.
Anche se lo studio del latino non diede subito gli allori che La Fayette desiderava, potrebbe essere stata la più importante impresa dei suoi primi anni. Il latino diede al ragazzo eccitabile un potente mezzo per mettere a fuoco i suoi giovanili entusiasmi attraverso la lingua, la storia e la filosofia dell'antica Repubblica Romana e del mondo classico. Attraverso il suo corso di studi, assorbì i principi morali ed etici tramandati in testi come il De officiis di Cicerone, le Georgiche e le poesie pastorali di Virgilio, e le odi e le satire di Orazio: tutto nel programma standard nei collegi di Parigi. La storia, rappresentata nel curriculum da parte del capostipite greco della disciplina, Erodoto, e i racconti biografici, dove incombeva la figura del grande Plutarco, divennero entrambi passioni di La Fayette per tutta la sua vita. I libri di questi autori e dei loro contemporanei, oltre che dei loro seguaci, erano allineati sugli scaffali delle sue librerie e le lezioni che avevano insegnato formarono i contorni della sua vita. La Fayette, infatti, rimase completamente affascinato della Roma repubblicana, i cui cittadini evitavano il dispotismo regolandosi secondo principi della virtù e dell'onore.
In qualità di membro della nobiltà di spada, La Fayette era un membro insolito del corpo studentesco della scuola. La maggior parte dei suoi compagni di classe apparteneva alla meno prestigiosa nobiltà di toga, le cui famiglie dovevano il loro rango soprattutto al servizio giudiziario o amministrativo; vi era anche una manciata di studenti con borse di studio eccellenti provenienti da ambienti borghesi, come il futuro politico e giornalista Antoine-Joseph Gorsas, figlio di un calzolaio di Limoges. Avendo vissuto quasi in isolamento fino a quel momento, La Fayette scoprì che gli piaceva il cameratismo e il rispetto che trovava tra i suoi compagni di scuola. Anche a loro lui piaceva, e La Fayette si sentiva come un astro nascente tra amici devoti che in questo modo gli diedero il suo primo assaggio di leadership. Anche se si trovava in un cerchio di ragazzi più grandi, nelle memorie ricordava che gli altri studenti agivano come «discepoli» che lo «avrebbero difeso fieramente se ci fosse mai stato bisogno». La dedizione dei ragazzi non si estese, però, necessariamente alle cause che La Fayette sosteneva, come lui stesso imparò il giorno in cui, come ricorda, aveva voluto «montare su una protesta per evitare la punizione ingiusta» di uno dei suoi compagni: con sorpresa di La Fayette, scoprì che non era poi così ben supportato come poteva sperare. Questo sarebbe diventato un tema costante per tutta la sua vita, perché lo zelo senza limiti di La Fayette spesso generava ammirazione e altrettante volte sconcerto.

### Ingresso tra i moschettieri
La Fayette era comunque deciso a intraprendere la carriera militare, e il suo sogno rimaneva avere una distinzione in questo ambito. Come egli stesso ricordava, visse i suoi anni di gioventù «bruciando dal desiderio di avere una divisa». Il conte de La Rivière, bisnonno del ragazzo, iscrisse il giovane La Fayette a un programma di formazione per futuri moschettieri. La madre e il bisnonno di La Fayette morirono, con suo grande dispiacere, rispettivamente il 3 e il 24 aprile 1770, lasciando a La Fayette un reddito di 25 000 livre. Alla morte di uno zio, il dodicenne La Fayette ereditò un ulteriore reddito annuo di 120 000 livre.
Nel mese di maggio 1771, ancora tredicenne, La Fayette divenne ufficiale dei Moschettieri Neri, ovvero le guardie del re, con la posizione di sous-lieutenant. I suoi compiti, che includevano la marcia nelle parate militari e presentare sé stesso al re Luigi, erano per lo più funzioni cerimoniali, che quindi non gli impedirono di continuare gli studi al Collège come al solito.

### Matrimonio

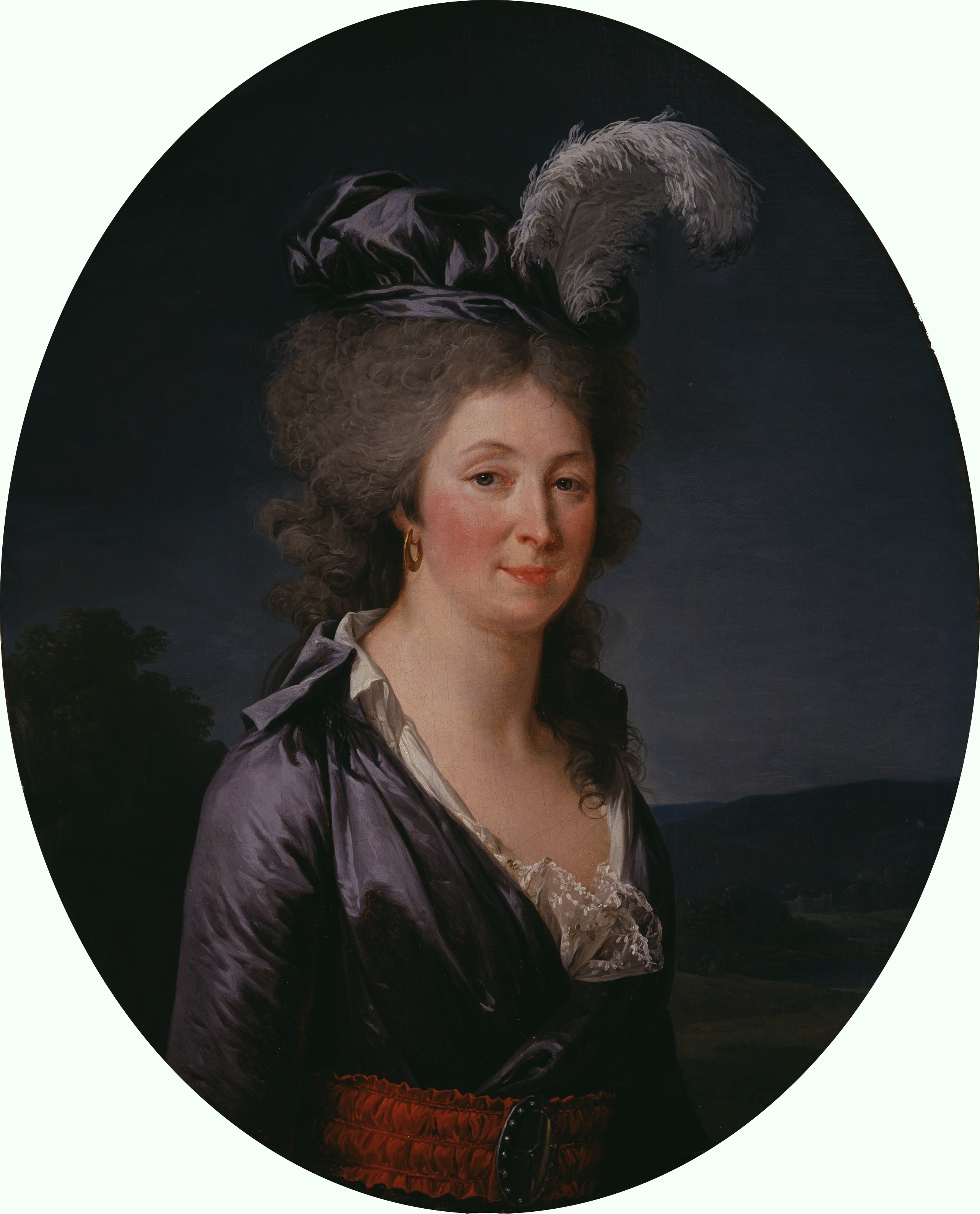
Madame Adrienne de La Fayette ritratta da Adélaïde Labille-Guiard nel 1790

In quel momento, Jean-Paul-François de Noailles, duca d'Ayen, stava cercando di far sposare alcune delle sue cinque figlie. Il giovane La Fayette, che aveva quattordici anni, sembrava un buon partito per sua figlia dodicenne, Marie Adrienne Françoise, e il duca parlò al tutore del ragazzo (lo zio di La Fayette, il nuovo conte) per negoziare un accordo. Tuttavia, al matrimonio combinato si oppose la moglie del duca, che percepiva la coppia, e soprattutto la figlia, come troppo giovane per sposarsi. La questione fu risolta accettando di non parlare di progetti matrimoniali per due anni, durante i quali i due futuri coniugi si sarebbero incontrati di volta in volta in contesti informali per arrivare a conoscersi meglio. Lo schema funzionò: i due si innamorarono e rimasero felicemente insieme dal momento del loro matrimonio, nel 1774, fino alla morte di lei nel 1807.

### All'Académie de Versailles
Dopo il contratto di matrimonio firmato nel 1773, La Fayette iniziò a vivere con la giovane moglie nella casa del suocero a Versailles, ma continuò la sua formazione, sia al centro ippico di Versailles sia presso la prestigiosa Académie de Versailles. La transizione fu rocciosa: abbandonò il Collège du Plessis e il suo curriculum classico per l'Académie de Versailles, che offriva l'istruzione nei punti più fini del comportamento dei giovani della nobiltà di corte. Lì, La Fayette avrebbe dovuto imparare a cavalcare come un ufficiale gentiluomo, a ballare con grazia e a usare la spada con aplomb, abilità che potevano creare o distruggere un uomo a corte, dove erano richiesti continuamente modi impeccabili e un singolo errore poteva segnare un uomo per tutta la vita. L'Académie insegnò a La Fayette anche delle nuove e dure lezioni sul rango sociale: per la prima volta nella sua vita, egli si trovò a contatto di un gruppo di giovani uomini le cui linee nobiliari superavano la sua a tutti gli effetti; le loro famiglie erano più antiche, più istruite, e più di successo in tutti i modi che qualsiasi La Fayette avesse mai conosciuto, esercitavano un potere enorme, godevano di stime incontrastate e possedevano ampie ricchezze. Il suo compagno di classe più notevole era il conte d'Artois (poi re Carlo X di Francia), fratello del futuro re Luigi XVI. La Fayette era stato trasportato nel più elevato di tutti i possibili ambiti sociali, quello in cui i suoi progenitori morti sul campo di battaglia, la fama provinciale di sua nonna e la sua nomina nei Moschettieri Neri contavano molto meno di quanto credesse.
La Fayette fu nominato tenente dei dragoni del reggimento comandato dal suocero Noailles nell'aprile 1773; il trasferimento dal reggimento reale era stato fatto su richiesta dello stesso suocero di La Fayette.
Nel 1775 La Fayette partecipò alle esercitazioni annuali della sua unità a Metz, dove incontrò Charles-François de Broglie, marchese di Ruffec, comandante dell'Esercito dell'Est. A cena, entrambi gli uomini discussero della recente rivolta contro il dominio britannico attuata dalle Tredici colonie nordamericane. Alcune ricostruzioni storiografiche suggeriscono che il marchese La Fayette odiasse gli inglesi per avergli ucciso il padre, e sentiva che una sconfitta inglese in Nord America avrebbe diminuito la statura internazionale della loro nazione. Uno storico nota invece che il marchese era da poco diventato un membro della massoneria; la ribellione perciò «infiammò la sua immaginazione cavalleresca - e ora anche massonica - con le descrizioni degli americani come "persone che lottano per la libertà"».
Nel settembre 1775, quando La Fayette compì 18 anni, tornò a Parigi, dove ricevette la fascia di capitano dei Dragoni, che gli era stata promessa come regalo di nozze. Nel mese di dicembre nacque la sua prima figlia, Henriette. Durante questi mesi La Fayette si convinse che la rivoluzione americana rifletteva le proprie convinzioni, affermando: «Il mio cuore le è stato dedicato».

### Partenza dalla Francia

#### Trovare una causa

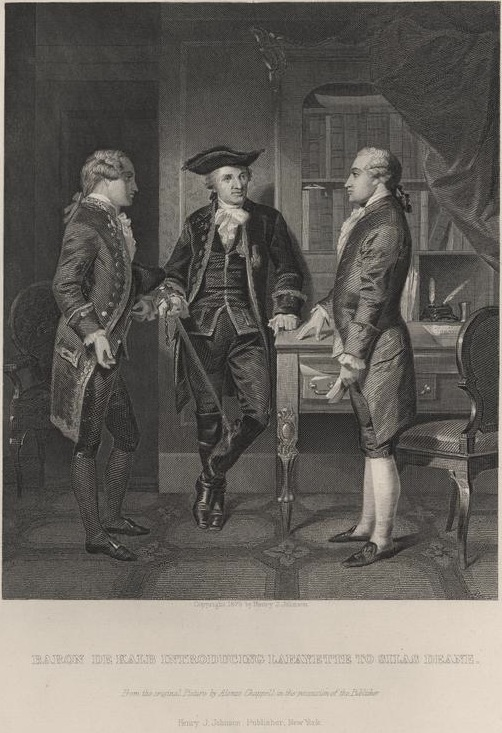
Una stampa del 1789 con La Fayette (al centro) introdotto dal barone Johann De Kalb (a sinistra) a Silas Deane

L'anno 1776 vide delle delicate trattative tra gli agenti americani (tra cui Silas Deane), Luigi XVI e il suo ministro degli esteri, il conte Charles Gravier. Il re e il suo ministro speravano che, fornendo agli americani armi e ufficiali, questi avrebbero potuto sconfiggere i britannici e ripristinare così l'influenza francese in Nord America, vendicando la sconfitta della Francia nella Guerra dei sette anni. Quando La Fayette apprese che degli ufficiali francesi stavano per essere inviati in America, chiese di essere incluso tra di essi; incontrò così Deane e guadagnò l'incarico nonostante la giovane età. Il 7 dicembre 1776 Deane arruolò formalmente La Fayette come Major general dell'Esercito Continentale.
Il piano di inviare ufficiali francesi (così come altri aiuti) nelle colonie americane fu tuttavia scoperto e i britannici minacciarono di muovere guerra alla Francia. Il suocero di La Fayette, Jean de Noailles, rimproverò il giovane e gli ordinò, per farsi perdonare, di recarsi a Londra nel febbraio 1777 in visita a Emmanuel-Marie-Louis, marchese de Noailles, ambasciatore francese in Gran Bretagna e zio acquisito di La Fayette in virtù del matrimonio. Arrivato in città, La Fayette vi trascorse tre settimane, durante le quali fu presentato al re Giorgio III. Nel frattempo, comunque, non abbandonò i suoi piani per andare in America: al suo ritorno in Francia voleva infatti nascondersi dal suocero (e ufficiale superiore), e gli scrisse che stava progettando di andare in America. De Noailles, furioso, convinse Luigi XVI a emettere un decreto che proibiva agli ufficiali francesi di servire in America, nominando specificatamente La Fayette. Il ministro Charles Gravier potrebbe aver poi persuaso il re a ordinare l'arresto di La Fayette, anche se questa notizia è incerta.

#### Viaggio in America

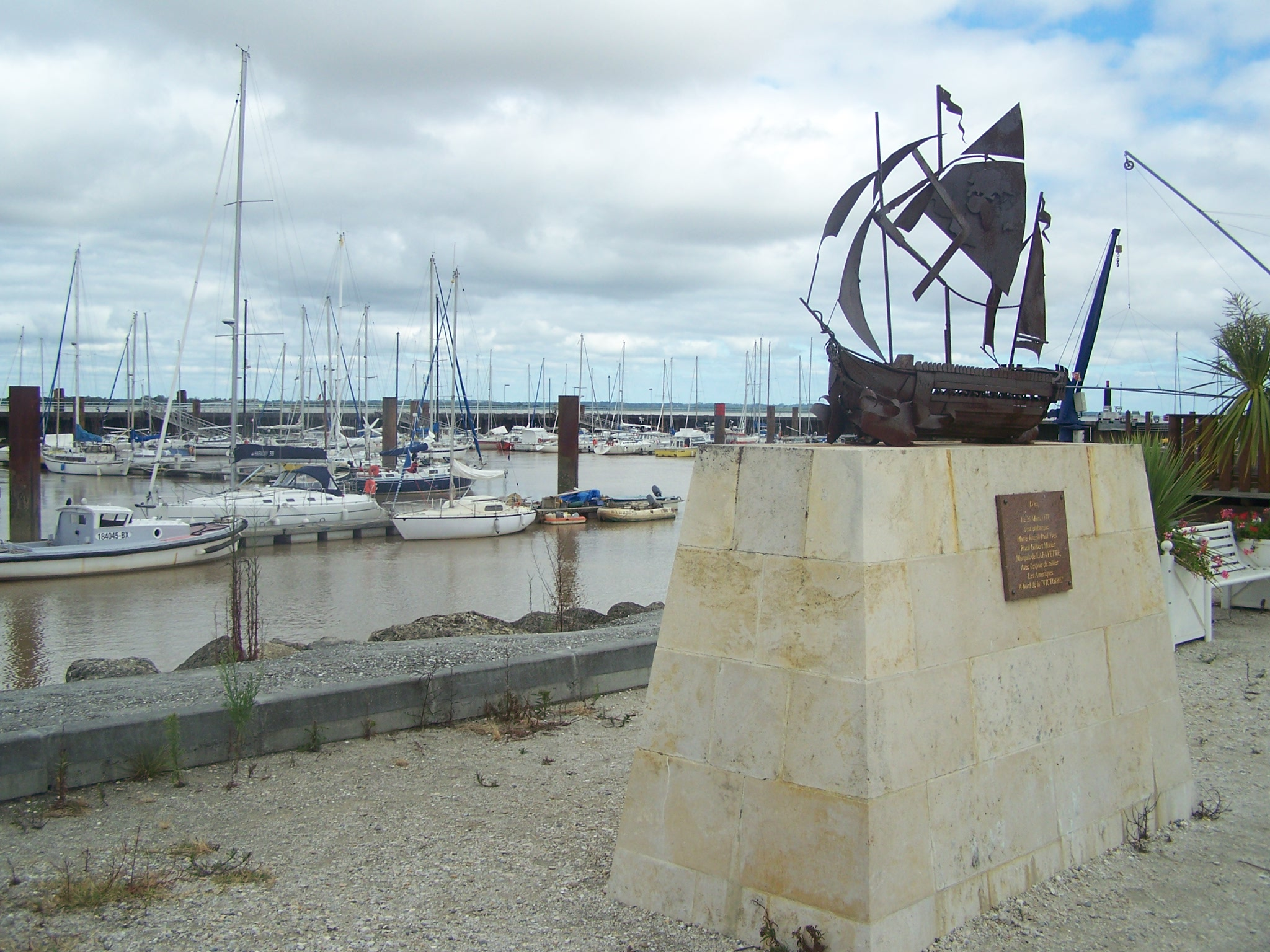
Monumento a ricordo della partenza di La Fayette nel 1777 a Pauillac

La Fayette apprese che il Congresso Continentale non aveva i soldi per pagargli il viaggio; di conseguenza, acquisì di tasca propria la nave a vela Victoire per 112.000 sterline. La Fayette soggiornò a Bordeaux, dove si stava preparando la Victoire per il viaggio, e mandò a chiedere informazioni sulla reazione della sua famiglia. Le risposte, tra cui le lettere di sua moglie e di altri parenti, gettarono La Fayette in un tumulto emotivo: poco dopo la partenza, ordinò che la nave ritornasse indietro a Bordeaux a causa della frustrazione degli ufficiali del reggimento del suocero che viaggiavano con lui. Il comandante dell'esercito allora ordinò a La Fayette di riportare il reggimento del suocero a Marsiglia. De Broglie, che sperava di diventare un leader militare e politico in America, si incontrò però con La Fayette a Bordeaux e lo convinse che il governo francese in realtà voleva davvero mandarli in America; ciò, in realtà, non era vero, anche se vi era un notevole sostegno pubblico per La Fayette a Parigi, dove la causa americana era popolare. La Fayette volle comunque crederci, e finse di rispettare l'ordine di riportare il reggimento a Marsiglia, arrivando a poche miglia ad est della città prima di tornare alla sua nave. La Victoire salpò definitivamente per gli Stati Uniti il 20 aprile 1777.
Il viaggio di due mesi verso il Nuovo Mondo fu caratterizzato dal mal di mare e dalla noia. Il capitano della nave, Lebourcier, intendeva fermarsi nelle Indie occidentali per vendere merci, ma La Fayette, temendo l'arresto, acquistò lui stesso il carico per evitare l'attracco alle isole. La nave attraccò infine nei pressi di Georgetown il 13 giugno 1777.

### Rivoluzione americana

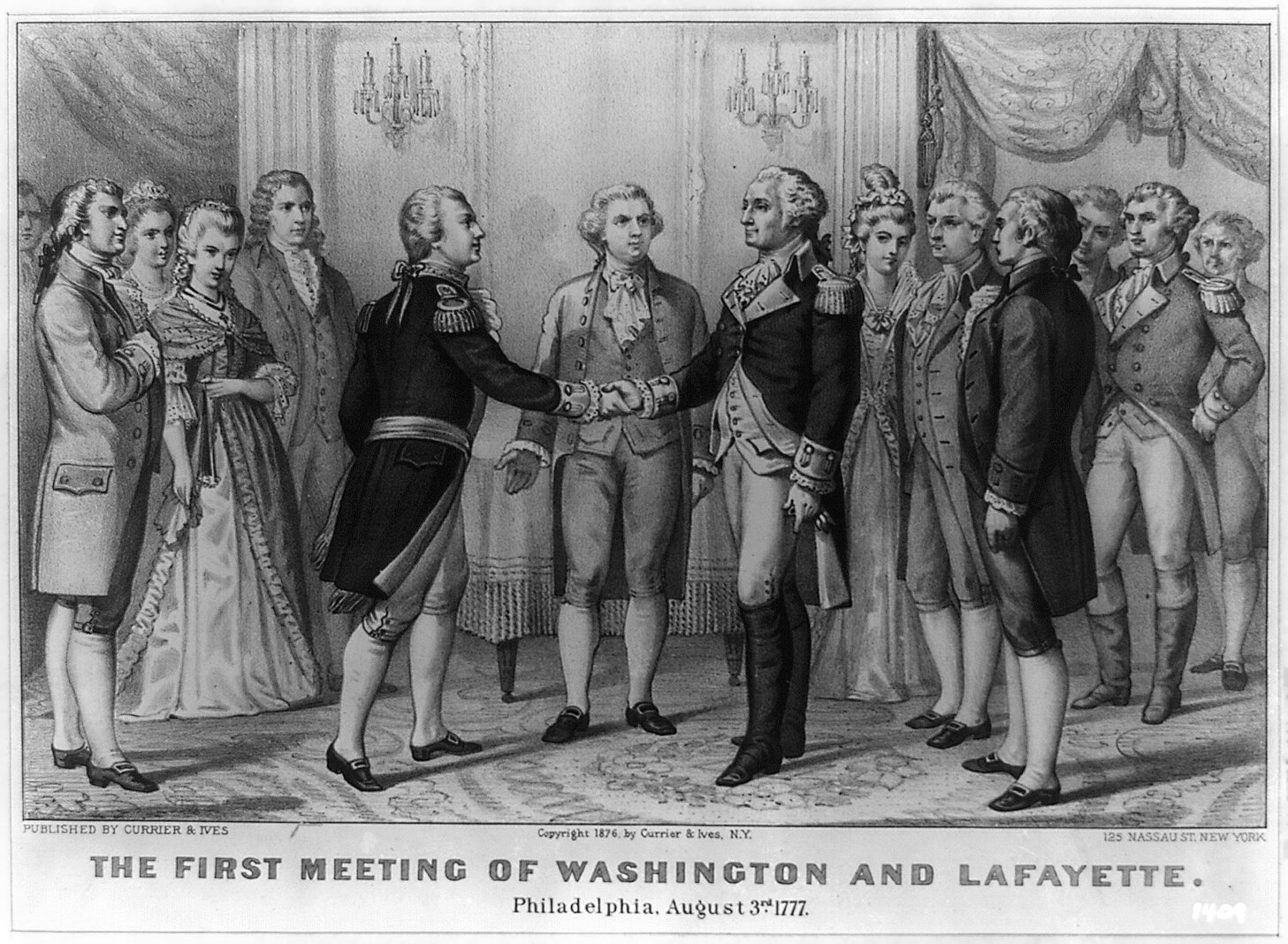
Il marchese La Fayette incontra George Washington il 5 agosto 1777

Al suo arrivo La Fayette incontrò il maggiore Benjamin Huger, un ricco proprietario terriero, con il quale rimase per due settimane prima di recarsi a Filadelfia. Il Congresso Continentale era stato sommerso dagli ufficiali francesi reclutati da Deane, molti dei quali non parlavano inglese o mancavano di esperienza militare. La Fayette aveva imparato un po' di inglese in viaggio (arrivando a parlarlo fluentemente entro un anno dal suo arrivo), e la sua appartenenza massonica gli aprì molte porte a Filadelfia. Dopo che La Fayette sì offrì di servire senza paga, il Congresso lo nominò ufficialmente Major general il 31 luglio 1777. Tra i sostenitori di La Fayette vi fu l'insigne scienziato Benjamin Franklin, divenuto intanto ambasciatore degli Stati Uniti in Francia, che per corrispondenza aveva esortato il Congresso ad accogliere il giovane militare francese.
Il generale George Washington, comandante in capo dell'Esercito Continentale, arrivò a Filadelfia per informare il Congresso sulle questioni militari. La Fayette lo incontrò, per la prima volta, ad una cena il 5 agosto 1777; secondo Leepson «i due uomini legarono quasi immediatamente». Washington fu subito colpito dall'entusiasmo del giovane ed era incline a pensare bene di un compagno massone come lui; La Fayette, invece, era semplicemente in soggezione per la presenza del comandante generale. Washington prese il giovane generale francese con sé per fargli vedere il suo campo militare, e quando espresse il proprio imbarazzo per il suo stato e quello in cui versavano le sue truppe, La Fayette rispose: «Sono qui per imparare, non per insegnare». La Fayette divenne ben presto un membro dello staff di Washington, anche se esisteva ancora confusione per quanto riguardava il suo status: il Congresso considerava infatti il suo un incarico più che altro onorario, mentre lui si considerava un comandante a tutti gli effetti, che avrebbe avuto il controllo di una divisione quando Washington lo avrebbe ritenuto preparato. Washington in realtà disse a La Fayette che non sarebbe stato possibile per lui comandare una divisione, in quanto era straniero, ma sarebbe stato comunque felice di tenerlo in confidenza come «amico e padre».

#### Brandywine, Valley Forge e Albany

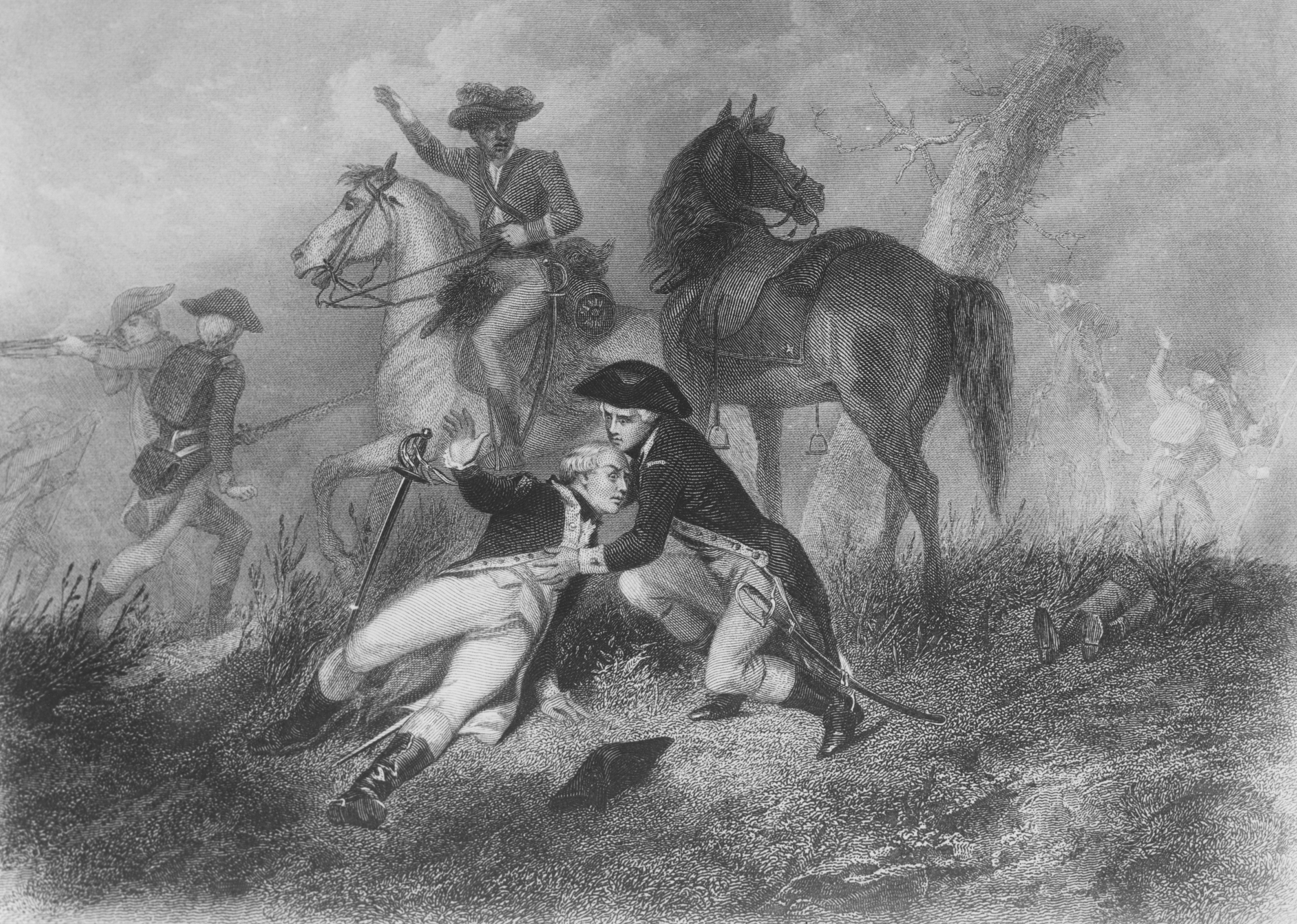
La Fayette ferito nella battaglia di Brandywine

La prima battaglia di La Fayette fu quella di Brandywine l'11 settembre 1777. Il comandante in capo delle forze britanniche, il generale William Howe, aveva pianificato l'occupazione di Filadelfia spostando le truppe a sud per nave verso Chesapeake Bay (e non Delaware Bay, che invece era pesantemente difesa dagli americani) e portandole via terra verso l'allora capitale dei ribelli. Dopo che i britannici avevano aggirato gli americani, Washington mandò La Fayette a unirsi al generale John Sullivan. Al suo arrivo, La Fayette si unì alla Terza Brigata della Pennsylvania, sotto il brigadiere Thomas Conway, e tentò di radunare il gruppo per affrontare l'attacco. Le forze assiane e britanniche continuarono ad avanzare grazie alla loro superiorità numerica e bellica, e La Fayette fu colpito alla gamba. Durante la successiva ritirata degli americani, La Fayette radunò le truppe, permettendo un ripiegamento più ordinato, prima di farsi medicare per la ferita riportata. Dopo la battaglia, Washington lo elogiò per il «coraggio e l'ardore militare» e lo consigliò, inaspettatamente, per il comando di una divisione in una lettera al Congresso, che intanto era stato frettolosamente evacuato da Filadelfia, che fu presa dai britannici nello stesso mese.
La Fayette tornò in campo a novembre, dopo due mesi di recupero presso l'insediamento moraviano di Bethlehem, e ricevette il comando della divisione in precedenza guidata dal Major general Adam Stephen. Assistette inoltre il Major general Nathanael Greene nella ricognizione delle posizioni dei britannici in New Jersey; qui, con 300 soldati, sconfisse una forza numericamente superiore di assiani nella battaglia di Gloucester il 24 novembre 1777.

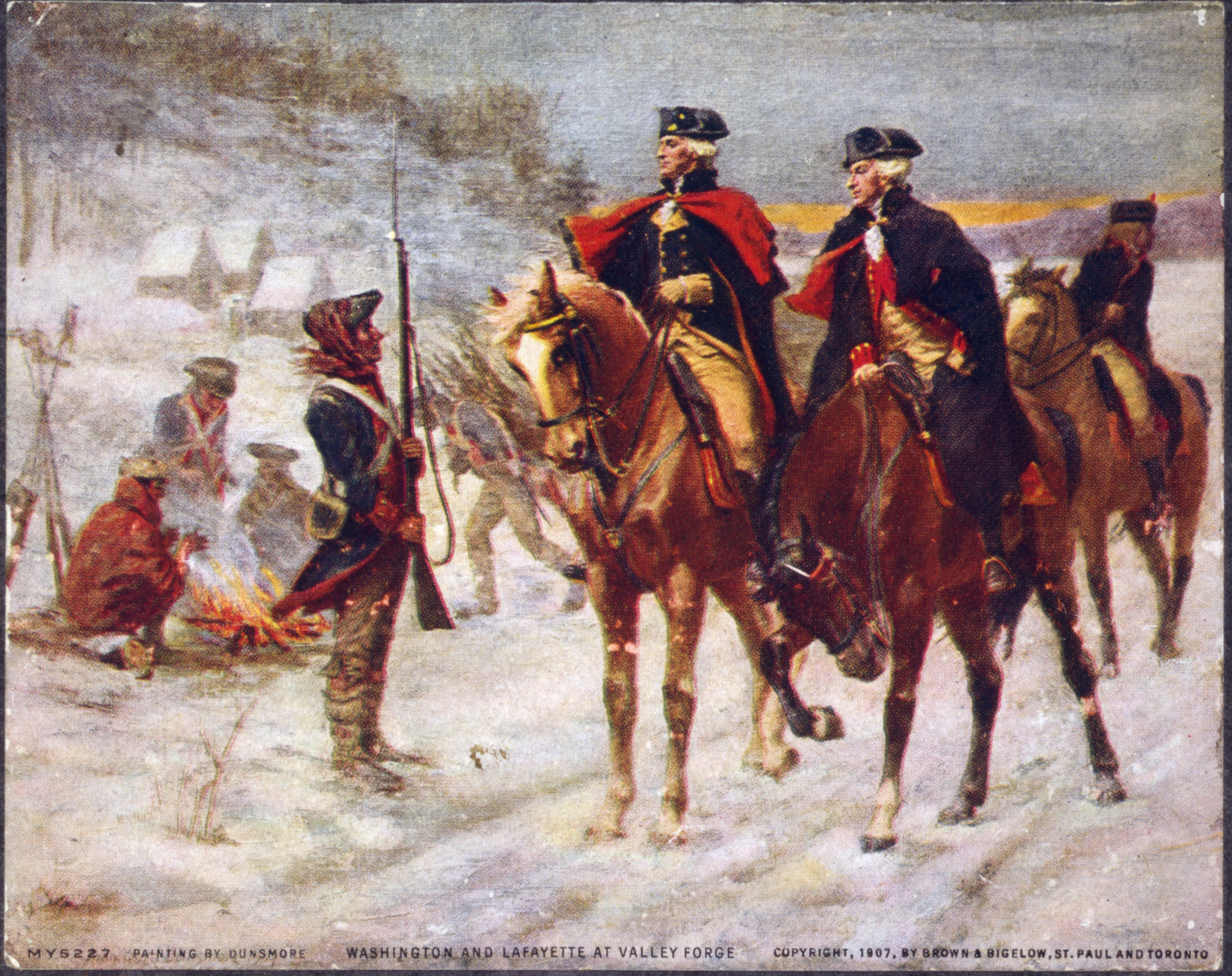
Una raffigurazione di La Fayette (a destra) e Washington a Valley Forge

La Fayette soggiornò presso l'accampamento di Washington a Valley Forge nell'inverno del 1777-1778 e condivise i disagi delle sue truppe. Lì, il Consiglio di guerra guidato da Horatio Gates chiese a La Fayette di preparare un'invasione della provincia del Quebec muovendo da Albany. Quando La Fayette arrivò ad Albany trovò però troppi pochi uomini per organizzare un'invasione; scrisse quindi a Washington della situazione ed elaborò un piano per tornare a Valley Forge. Prima di partire reclutò alla causa degli americani la tribù indiana Oneida, che faceva riferimento a La Fayette come Kayewla ("cavaliere temibile"). A Valley Forge, La Fayette criticò la decisione del consiglio di guerra di tentare un'invasione del Quebec durante l'inverno; il Congresso Continentale condivise questa posizione, e Gates lasciò il consiglio di guerra. Nel frattempo, i trattati firmati dall'America e dalla Francia furono resi pubblici nel marzo 1778, e la Francia riconobbe formalmente l'indipendenza americana.

#### Barren Hill, Monmouth e Rhode Island

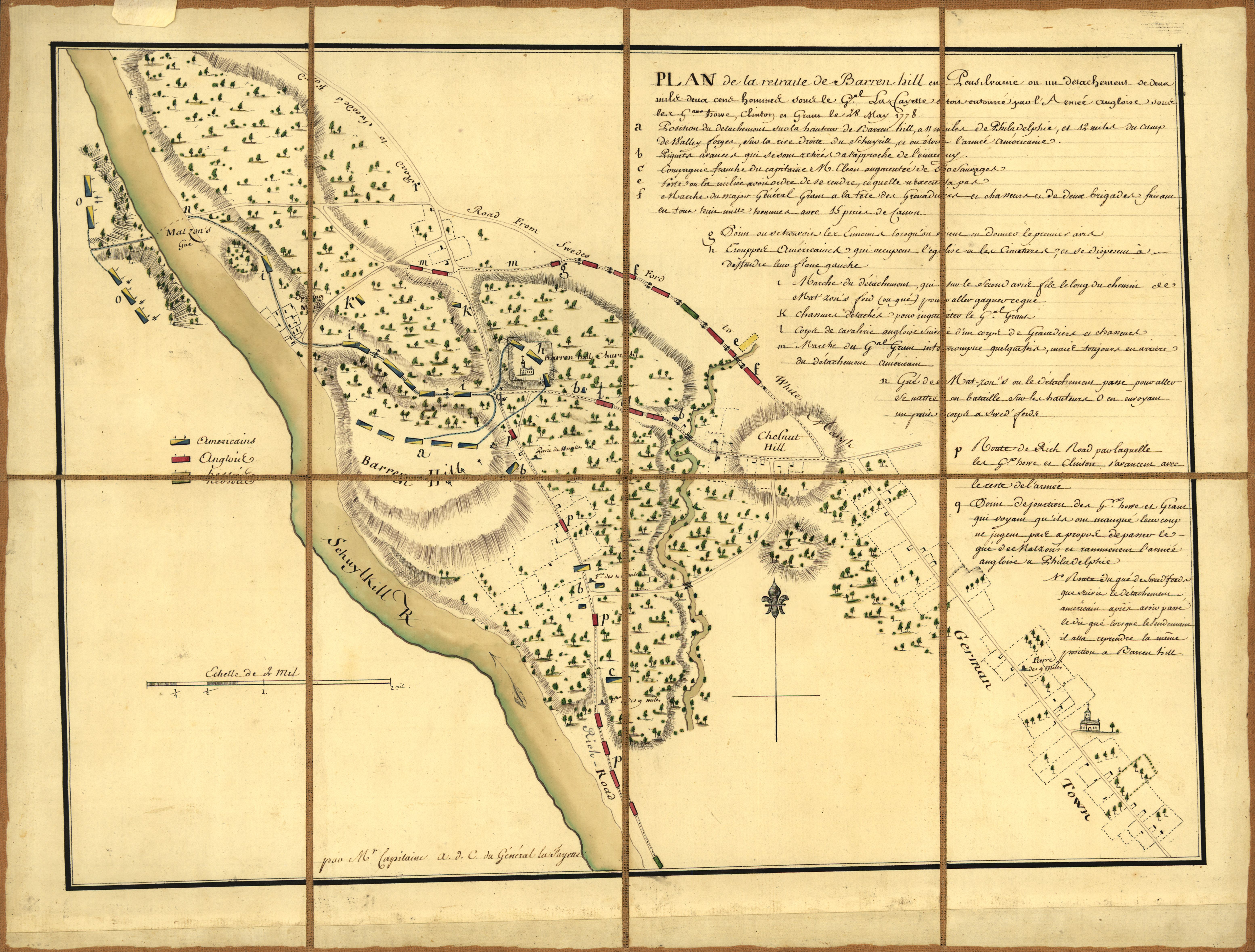
Mappa della battaglia di Barren Hill di Michel Capitaine du Chesnoy, aiutante di campo, per La Fayette

Di fronte alla prospettiva di un intervento francese, i britannici cercarono di concentrare le loro truppe di terra e le forze navali in un unico luogo, New York, evacuando Filadelfia nel maggio 1778. Il 18 maggio Washington inviò La Fayette in ricognizione con un contingente di 2.200 uomini nei pressi di Barren Hill, in Pennsylvania. Il giorno dopo i britannici appresero che La Fayette si era accampato lì vicino e inviarono 5.000 uomini per tentare di intrappolarlo e catturarlo. Il 20 maggio, il generale Howe portò con sé altri 6000 soldati e ordinò un attacco al fianco sinistro delle truppe di La Fayette: le unità americane si sparpagliarono e La Fayette organizzò una ritirata, mentre i britannici rimanevano indecisi sul da farsi. Per fingere una superiorità numerica, La Fayette ordinò ai suoi uomini di comparire dal bosco lì vicino su uno sperone (ora chiamato Lafayette Hill) e di far fuoco costantemente sul nemico, mentre il resto dell'armata contemporaneamente fuggiva attraverso una strada incassata. La Fayette fu dunque in grado di attraversare Matson's Ford con il resto delle sue truppe.

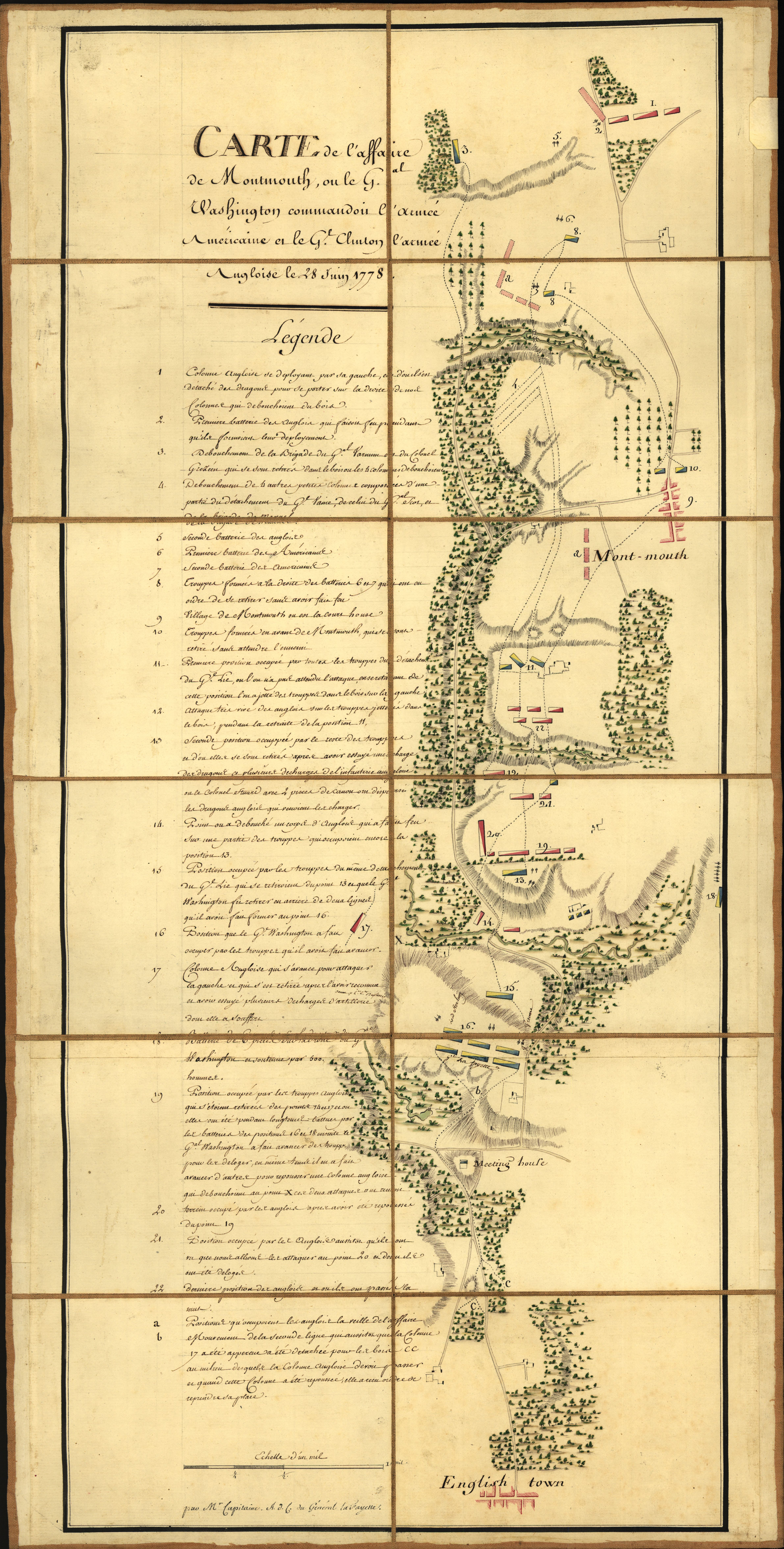
Mappa della battaglia di Monmouth di Michel Capitaine du Chesnoy, aiutante di campo, per La Fayette

Incapaci di intrappolare La Fayette, i britannici marciarono da Filadelfia verso New York; l'esercito continentale, tra cui lo stesso La Fayette, li seguì e, infine, li attaccò a Monmouth Courthouse, nel centro del New Jersey. Washington diede incarico al generale Charles Lee di guidare le truppe d'attacco, e il 28 giugno Lee si mosse contro il fianco britannico; tuttavia, subito dopo l'inizio dello scontro, diede degli ordini contrastanti, provocando il caos nei ranghi americani. La Fayette inviò un messaggio a Washington per esortarlo a giungere al fronte; al suo arrivo egli trovò gli uomini di Lee in ritirata. Washington sollevò Lee dal suo incarico, prese il comando e radunò gli americani. Dopo aver subito perdite significative a Monmouth, i britannici si ritirarono nel corso della notte e raggiunsero New York con successo.
La flotta francese arrivò a Delaware Bay l'8 luglio 1778, sotto il comando dell'ammiraglio Charles Henri d'Estaing, con il quale il generale Washington organizzò l'attacco a Newport a Rhode Island, l'altra grande base britannica nel nord. La Fayette e il generale Greene furono inviati con un contingente di 3.000 uomini per partecipare all'attacco; La Fayette voleva assumere il comando di un contingente congiunto franco-americano, ma l'idea fu respinta dall'ammiraglio. Il 9 agosto le forze di terra americane attaccarono gli inglesi senza la consulenza di d'Estaing; per ripicca, quando gli americani chiesero all'ammiraglio di portare le sue navi a Narragansett Bay, d'Estaing si rifiutò e cercò, in mare, di sconfiggere la flotta britannica. Il combattimento fu inconcludente, in quanto una tempesta sparse e danneggiò entrambe le flotte.

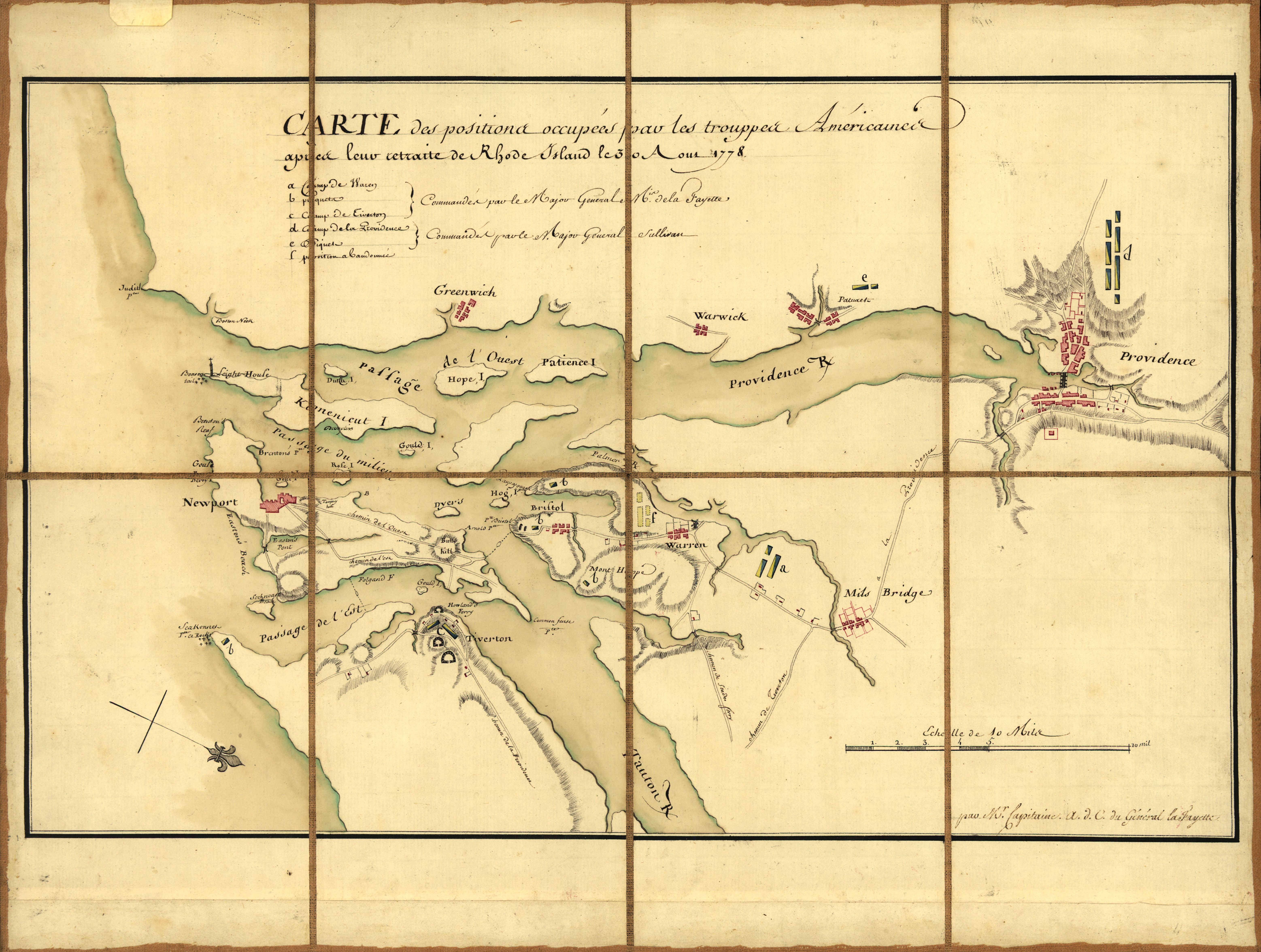
Una mappa militare del 1778 che mostra le posizioni dei generali La Fayette e Sullivan vicino a Narragansett Bay il 30 agosto

D'Estaing spostò le sue navi per le riparazioni a Boston, dove dovette affrontare una dimostrazione di rabbia dei bostoniani, che consideravano la partenza dei francesi da Newport una diserzione. John Hancock e La Fayette furono spediti in città per calmare la situazione. La Fayette in seguito tornò a Rhode Island per preparare la ritirata resasi necessaria dalla partenza di d'Estaing. Per queste azioni, La Fayette fu citato ed elogiato dal Congresso continentale per «galanteria, abilità e prudenza». La Fayette voleva estendere la guerra contro i britannici in tutto il Nord America e anche, sotto la bandiera francese, in Europa, ma le sue proposte trovarono poco interesse. Nell'ottobre 1778 chiese il permesso a Washington e al Congresso di tornare a casa in licenza: gli fu concesso, e il Congresso votò per donare a La Fayette una spada cerimoniale, tempestata d'oro, che sarebbe stata presentata in Francia da lui. La sua partenza fu ritardata per una malattia, e salpò per la Francia solo nel gennaio 1779.

#### Ritorno in Francia
Nel febbraio del 1779 La Fayette raggiunse Parigi. Per aver disobbedito al re ed essere andato in America fu posto agli arresti domiciliari per otto giorni, un atto solo formale compiuto semplicemente per salvare la faccia di Luigi XVI; a La Fayette in realtà fu dato un benvenuto da eroe e fu presto invitato dal re a cacciare con lui. Poiché l'ambasciatore americano in Francia Benjamin Franklin era malato, fu suo nipote William Temple Franklin a presentare La Fayette con la spada cerimoniale inviata dal Congresso continentale.
La Fayette spinse per un'invasione della Gran Bretagna, in cui egli stesso avrebbe preso il comando delle forze francesi. La Spagna intanto si era appena alleata con la Francia contro la Gran Bretagna, inviando alcune navi nella Manica a loro sostegno. Le navi spagnole non arrivarono fino all'agosto del 1779, e furono accolte da uno squadrone di navi britanniche ben più veloci, che nemmeno una flotta congiunta francese e spagnola avrebbero potuto bloccare. In settembre l'idea di un'invasione fu infine abbandonata, e La Fayette rivolse le sue speranze a un ritorno in America.
Nel dicembre 1779 la moglie Adrienne diede alla luce un figlio, che fu chiamato Georges Washington, in onore del generale Washington. Lavorando con Benjamin Franklin, intanto, La Fayette sì assicurò dal re la promessa di inviare in America 6000 soldati francesi comandati dal generale Jean-Baptiste de Rochambeau. La Fayette avrebbe ripreso la sua posizione di Major general delle truppe americane, fungendo da collegamento tra Rochambeau e Washington, che sarebbe stato al comando delle forze di entrambe le nazioni. Nel marzo 1780 La Fayette ripartì per l'America a bordo della fregata Hermione, salpata da Rochefort. Arrivò a Boston il 27 aprile 1780.

#### Secondo viaggio in America

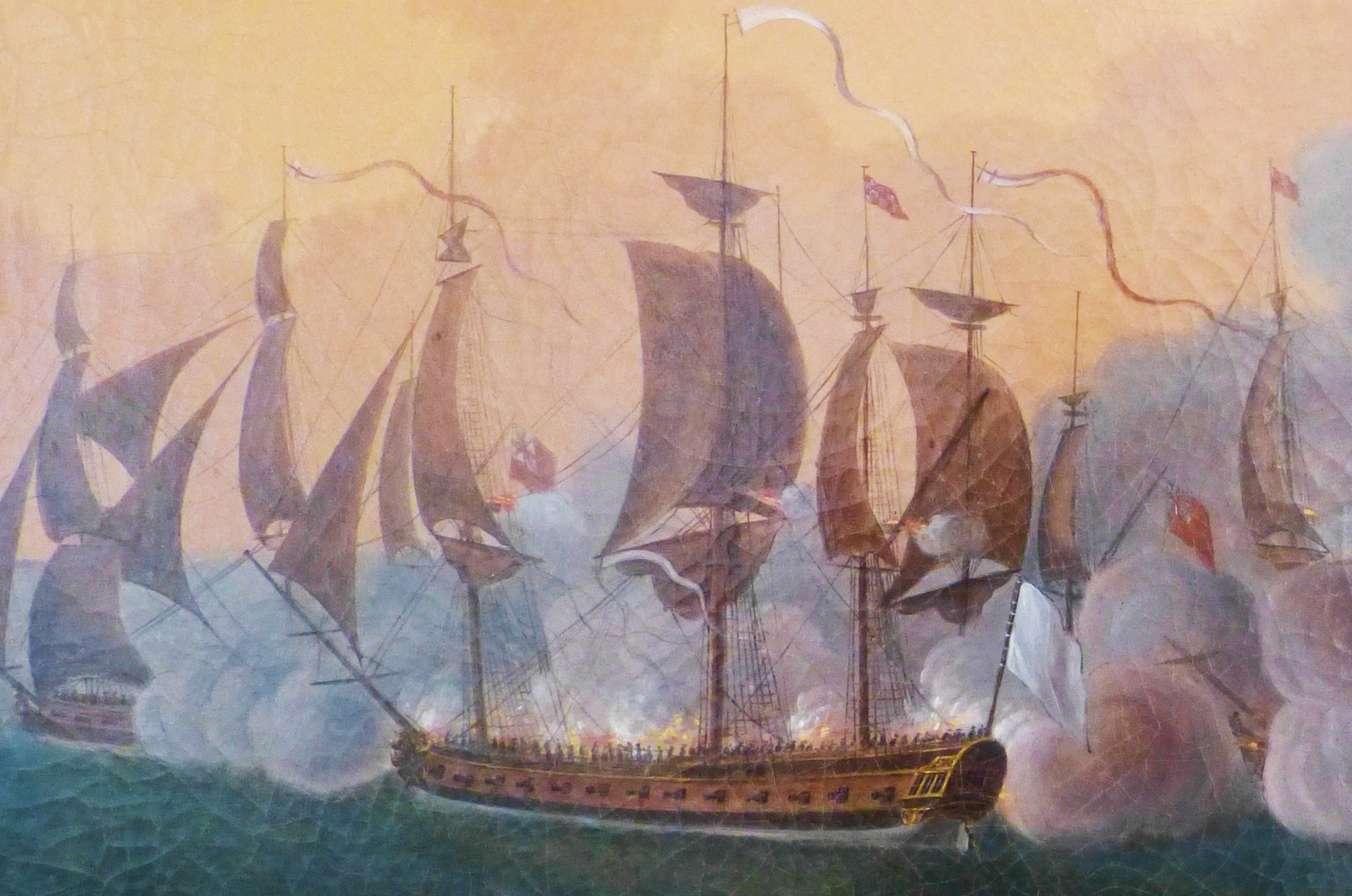
La fregata francese Hermione che riportò La Fayette in America nel 1780

Al suo ritorno, La Fayette trovò la causa americana a livelli molto bassi, scossa da diverse sconfitte militari soprattutto nel sud. La Fayette fu comunque accolto a Boston con entusiasmo, visto come «un cavaliere in un'armatura lucente dal passato cavalleresco, giunto per salvare la nazione». Egli viaggiò verso sud-ovest e il 10 maggio 1780 incontrò calorosamente Washington a Morristown; il generale e i suoi ufficiali erano felici di sentire che un grande contingente francese, promesso da La Fayette, sarebbe venuto in loro aiuto. Washington, consapevole della popolarità di La Fayette, gli fece scrivere (assieme ad Alexander Hamilton per correggere la sua ortografia) una lettera ai funzionari statali per esortarli a fornire più truppe e forniture per l'Esercito Continentale; questo diede i suoi frutti nei mesi successivi, mentre La Fayette attendeva l'arrivo della flotta francese. Tuttavia, quando la flotta arrivò, furono sbarcati meno uomini e forniture del previsto, e Rochambeau decise di attendere dei rinforzi prima di cercare la battaglia contro i britannici. Ciò era insoddisfacente per La Fayette, che propose dei progetti grandiosi per la presa di New York e di altre aree, e Rochambeau, irritato, rifiutò per un po' di tempo di ricevere La Fayette, almeno fino a quando questi non si scusò. Washington consigliò al marchese di essere paziente.

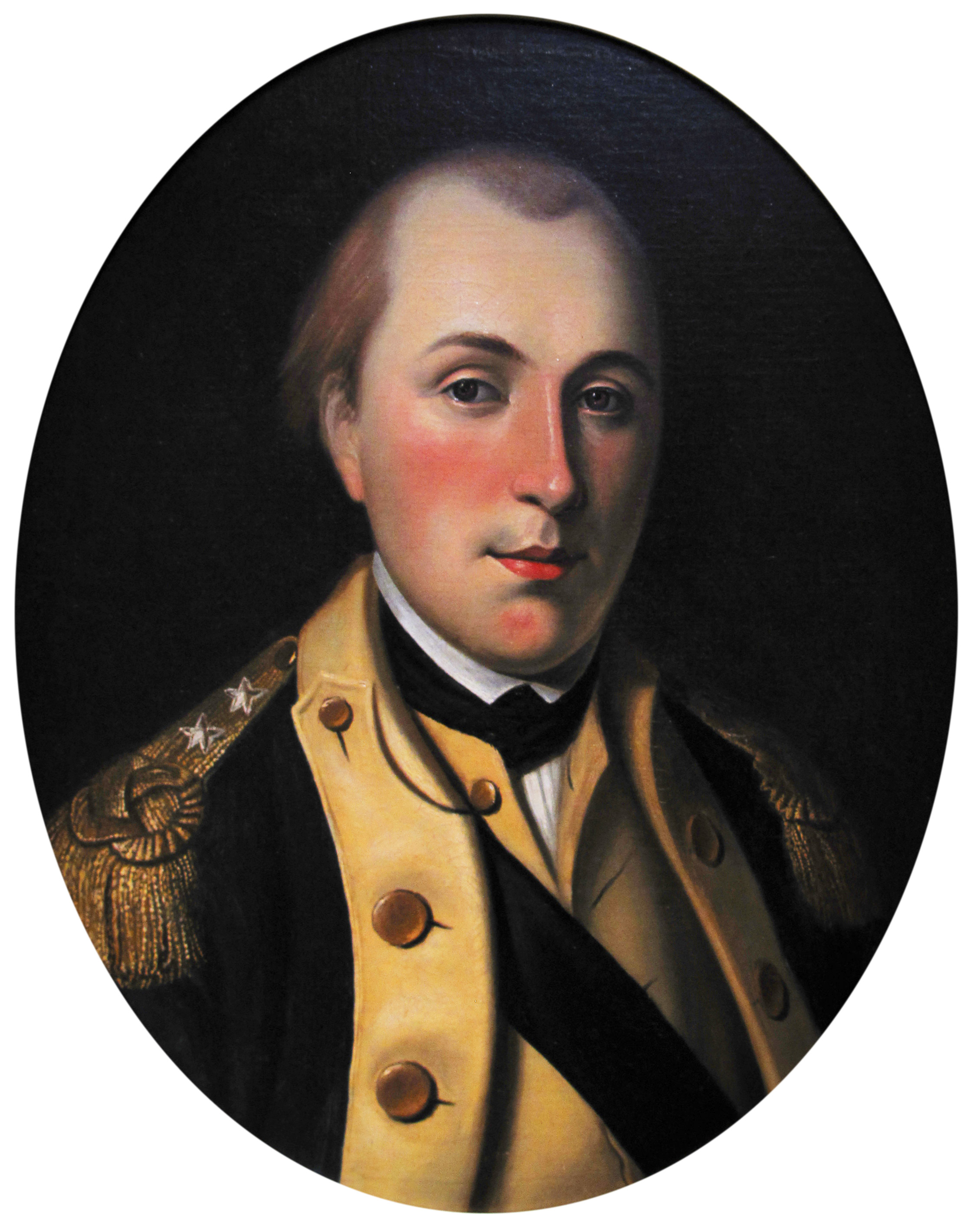
Il giovane Marchese di La Fayette indossa l'uniforme da Major general dell'Esercito Continentale di Charles Willson Peale

Quella stessa estate Washington mise La Fayette a capo di una divisione. Il marchese spese generosamente il suo comando, con cui poteva pattugliare il nord del New Jersey e l'adiacente stato di New York. La Fayette non notò alcuna azione significativa dei britannici, e in novembre Washington sciolse la divisione, mandando i soldati ai loro reggimenti statali. La guerra continuò negativamente per gli americani, poiché la maggior parte delle battaglie nel sud si risolse con una loro sconfitta; addirittura il generale americano Benedict Arnold disertò per unirsi alle forze britanniche.
La Fayette trascorse la prima parte dell'inverno del 1780-1781 a Filadelfia, dove l'American Philosophical Society lo elesse come primo membro straniero della sua storia. Il Congresso gli chiese di tornare in Francia per fare pressioni e per avere più uomini e rifornimenti, ma La Fayette rifiutò, preferendo invece spedire solo delle lettere.
Dopo la vittoria dell'Esercito Continentale nella battaglia di Cowpens in Carolina del Sud nel gennaio 1781, Washington ordinò a La Fayette di formare nuovamente il suo contingente a Filadelfia e di andare a sud, in Virginia, per collegarsi alle truppe comandate dal barone Friedrich Wilhelm von Steuben. La combinazione delle truppe avrebbe dovuto, nei piani, intrappolare le forze britanniche comandate da Benedict Arnold, prevenendo poi la sua fuga per mare con le navi francesi; se La Fayette avesse avuto successo, Arnold sarebbe stato sommariamente impiccato. Il controllo britannico dei mari impedì il piano, anche se La Fayette e una piccola parte del suo contingente (il resto fu lasciato ad Annapolis) fu in grado di raggiungere von Steuben a Yorktown. Von Steuben inviò un piano a Washington, proponendo di utilizzare le forze di terra e le navi francesi per intrappolare la principale forza britannica, guidata da Lord Cornwallis. Non ricevendo nuovi ordini da Washington, La Fayette iniziò a muovere le sue truppe a nord verso Filadelfia, solo per poi ricevere l'ordine di tornare in Virginia per assumere lì il comando militare. Un indignato La Fayette pensò di essere stato abbandonato a ristagnare in un incarico secondario mentre le battaglie decisive stavano avendo luogo altrove, e invano si oppose agli ordini ricevuti; inviò anche delle lettere al Cavaliere de la Luzerne, ambasciatore francese a Filadelfia, in cui descrisse quanto mal rifornite fossero le sue truppe. Come sperava La Fayette, de la Luzerne inviò la sua lettera in Francia con la raccomandazione di portare massicci aiuti francesi, che avrebbero giocato un ruolo cruciale nelle successive battaglie.
Washington intanto, temendo che una qualunque lettera sarebbe potuta essere catturata dagli inglesi, non poté riferire a La Fayette il piano che contemporaneamente aveva elaborato per intrappolare Cornwallis in una campagna decisiva.

#### Vittoria finale: Virginia e Yorktown

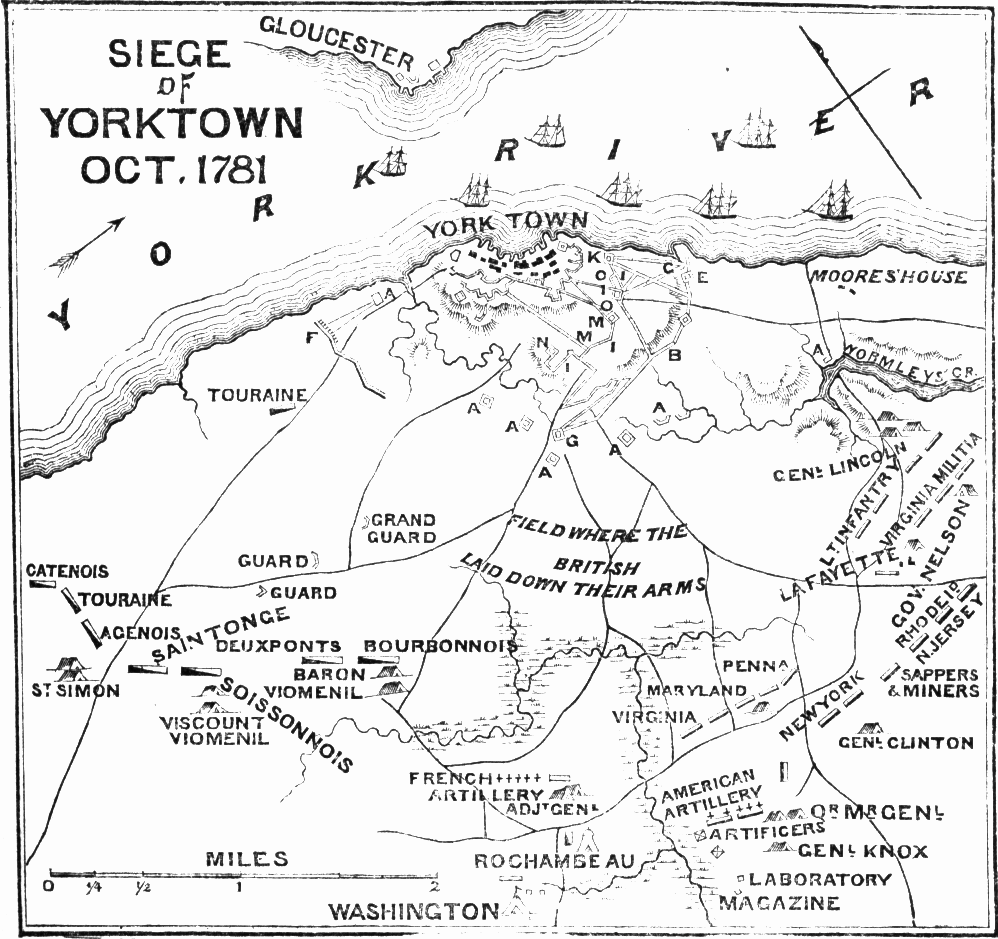
Una mappa dei siti chiave della battaglia di Yorktown

La Fayette eluse i tentativi fatti da Cornwallis di catturarlo a Richmond. Nel giugno 1781 Cornwallis aveva ricevuto ordini da Londra per procedere fino alla baia di Chesapeake e supervisionare la costruzione di un porto, in preparazione di un attacco via terra contro Filadelfia. Mentre la colonna di soldati britannici viaggiava, La Fayette inviò piccole squadre che apparivano inaspettatamente, attaccando la retroguardia inglese o i distaccamenti inviati a foraggiare, dando l'impressione che le forze da lui guidate fossero più grandi di quanto non lo fossero realmente.
Il 4 luglio i britannici lasciarono Williamsburg e si prepararono ad attraversare il fiume James. Cornwallis inviò solo un'avanguardia al lato sud del fiume, nascondendo molte altre delle sue truppe nella foresta sul lato nord, nella speranza di tendere un'imboscata a La Fayette. Il 6 luglio, La Fayette ordinò al generale Anthony Wayne, detto "il pazzo", di colpire le truppe britanniche sul lato nord con circa 800 soldati. Wayne si trovava notevolmente in inferiorità numerica ma, invece di ritirarsi, condusse una carica alla baionetta. La carica diede del tempo prezioso agli americani, mentre i britannici rimanevano bloccati. La battaglia di Green Spring fu una vittoria per Cornwallis, ma il morale americano fu rinfrancato dalla dimostrazione di coraggio mostrata dai propri uomini.
Ad agosto Cornwallis aveva stabilito le sue forze a Yorktown; La Fayette prese posizione sul Malvern Hill, da dove la sua artiglieria poteva tenere sotto tiro il nemico nei pressi dello York River, dove i britannici avevano l'ordine di costruire delle fortificazioni per proteggere le navi ancorate nel Hampton Roads. Il contenimento di La Fayette intrappolò i britannici quando la flotta francese arrivò e vinse la battaglia di Chesapeake, privando Cornwallis della protezione navale. Il 14 settembre 1781 le truppe di Washington si unirono a quelle di La Fayette e il 28 settembre, con la flotta francese che bloccava i britannici, i contingenti combinati si disposero per la battaglia di Yorktown. Il 14 ottobre, i 400 soldati di La Fayette sulla destra americana presero la ridotta 9 dopo che le forze di Alexander Hamilton avevano preso la ridotta 10 in un combattimento corpo a corpo. Queste due erano le ridotte chiave per rompere le difese britanniche. Dopo un contrattacco britannico fallito, Cornwallis si arrese definitivamente il 19 ottobre 1781; gli americani avevano di fatto vinto la guerra.

### Eroe dei due mondi
Anche se Yorktown sarebbe stata l'ultima grande battaglia terrestre della Rivoluzione americana, i britannici detenevano ancora il controllo di diverse grandi città portuali. La Fayette voleva condurre delle spedizioni per liberarle, ma Washington sentiva che il generale francese sarebbe stato più utile nella ricerca di un ulteriore supporto navale dalla Francia. A Filadelfia, il Congresso lo nominò consulente dei tre inviati americani all'estero - Benjamin Franklin a Parigi, John Jay a Madrid e John Adams a L'Aia - «per comunicare e accordarsi su tutto con lui». I deputati decisero di inviare a Luigi XVI una lettera ufficiale di encomio per il marchese.
La Fayette lasciò Boston per tornare in Francia il 18 dicembre 1781. Al suo arrivo fu accolto come un eroe e il 22 gennaio 1782 fu ricevuto a Versailles. Poté assistere alla nascita di sua figlia, che chiamò Marie-Antoinette Virginie seguendo la raccomandazione di Thomas Jefferson. Fu promosso Maréchal de camp, saltando numerosi ranghi, e fu anche nominato Cavaliere dell'Ordine di San Luigi. Nel 1782 La Fayette contribuì a preparare una spedizione combinata francese e spagnola contro le Indie occidentali britanniche, ma il Trattato di Parigi, firmato tra la Gran Bretagna e gli Stati Uniti nel 1783, rese inutile l'operazione; lo stesso La Fayette prese parte ai negoziati per la stipula del trattato.
La Fayette lavorò con Thomas Jefferson per stabilire degli accordi commerciali tra gli Stati Uniti e la Francia; questi negoziati erano volti, soprattutto, a ridurre il debito degli Stati Uniti nei confronti della Francia. Inoltre si unì ad un gruppo abolizionista francese, la Società degli amici dei Neri, che auspicava la fine della tratta degli schiavi e la parità di diritti per i neri liberi. Nel 1783, in una corrispondenza con Washington, che era proprietario di alcuni schiavi, lo esortò all'emancipazione degli schiavi e al loro insediamento nei territori come liberi mezzadri; anche se Washington rifiutò di liberare i suoi schiavi (pur esprimendo interesse per le idee del giovane), La Fayette acquistò un terreno nella Guyana francese per ospitare una piantagione in modo da portare avanti il suo progetto.

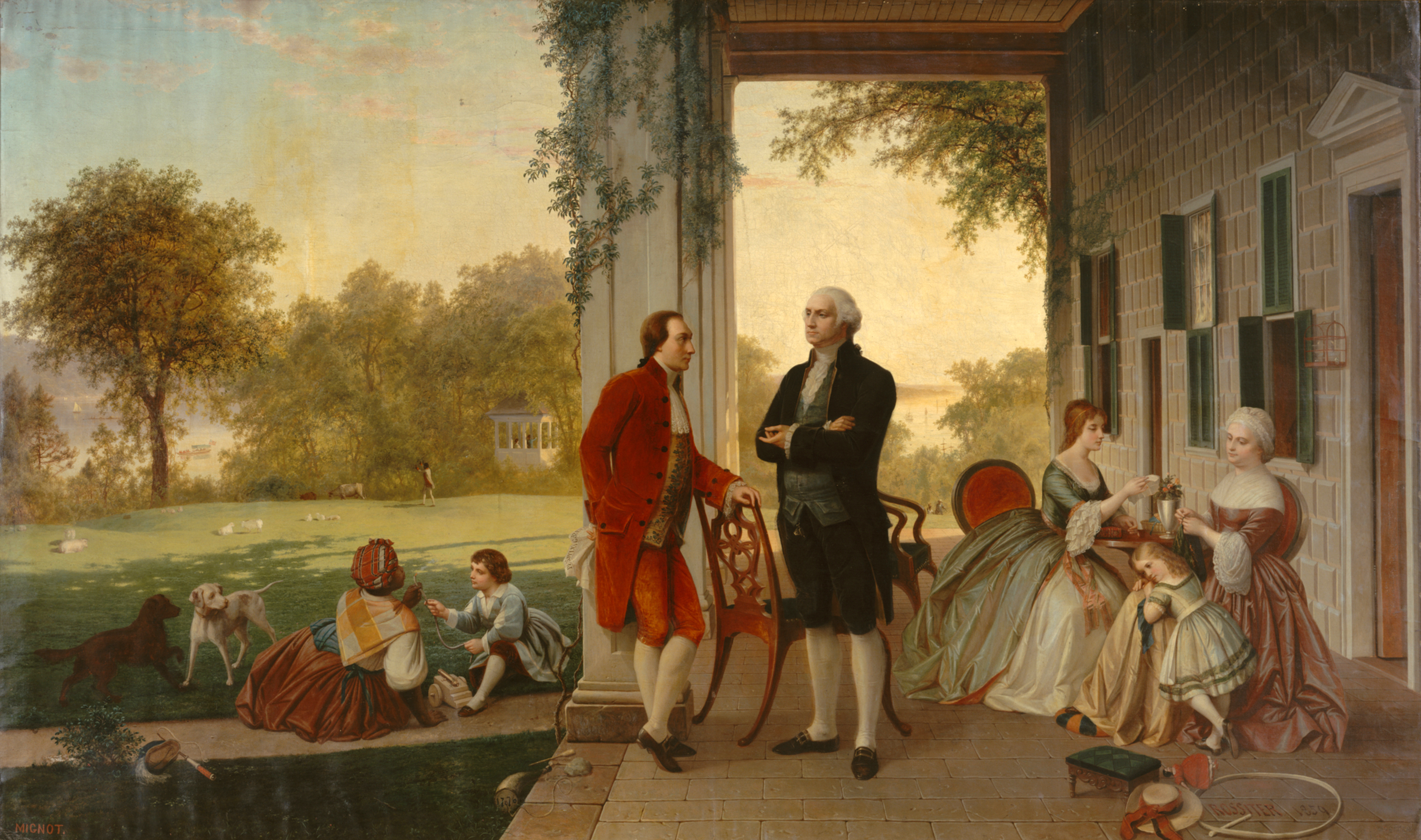
La Fayette e Washington a Mt. Vernon, 1784

Nel 1784 La Fayette visitò l'America, dove godette di un benvenuto entusiastico; visitò tutti gli stati tranne la Georgia. Il viaggio comprese una visita alla fattoria di Washington a Mount Vernon il 17 agosto. La Fayette tenne un discorso all'Assemblea dei Delegati della Virginia, dove chiese «la libertà di tutta l'umanità» ed esortò all'emancipazione degli schiavi. La Fayette esortò anche l'organismo legislatore della Pennsylvania a contribuire a formare un'unione federale (gli stati furono poi vincolati dagli Articoli della Confederazione). Visitò successivamente la Mohawk Valley nello Stato di New York per partecipare ai negoziati di pace con i capi degli Irochesi, alcuni dei quali aveva già conosciuto nel 1778. La Fayette ricevette una laurea ad honorem a Harvard, un ritratto di Washington come dono della città di Boston e un busto da parte dello Stato della Virginia. L'assemblea legislativa del Maryland lo onorò, facendo sia di lui che dei suoi eredi maschi «dei cittadini naturalizzati» dello stato, il che lo avrebbe reso un cittadino naturalizzato degli Stati Uniti dopo la ratifica, nel 1789, della nuova Costituzione nazionale. La Fayette, più tardi, si vantò di essere diventato cittadino americano ben prima che il concetto di cittadinanza francese fosse stato anche solo pensato. Connecticut, Massachusetts e Virginia anch'essi concessero la loro cittadinanza a La Fayette.
Nel corso degli anni successivi, La Fayette rese la sua abitazione, l'Hôtel de La Fayette a Parigi presso rue de Bourbon, il quartier generale degli americani che si trovavano lì. Benjamin Franklin, John e Sarah Jay e John e Abigail Adams vi si incontravano ogni lunedì, cenando in compagnia della famiglia di La Fayette e della nobiltà liberale, tra cui il conte di Clermont-Tonnerre e Madame de Staël. La Fayette continuò a lavorare sulla riduzione delle barriere commerciali in Francia per i beni americani e sull'assistenza a Franklin e al suo successore come ambasciatore, Thomas Jefferson, nel tentativo di generare dei trattati di amicizia e commercio con le nazioni europee. Cercò anche di eliminare le ingiustizie che i protestanti in Francia avevano sopportato a causa della revoca dell'editto di Nantes un secolo prima.

### Rivoluzione francese

#### Assemblea dei Notabili e Stati generali

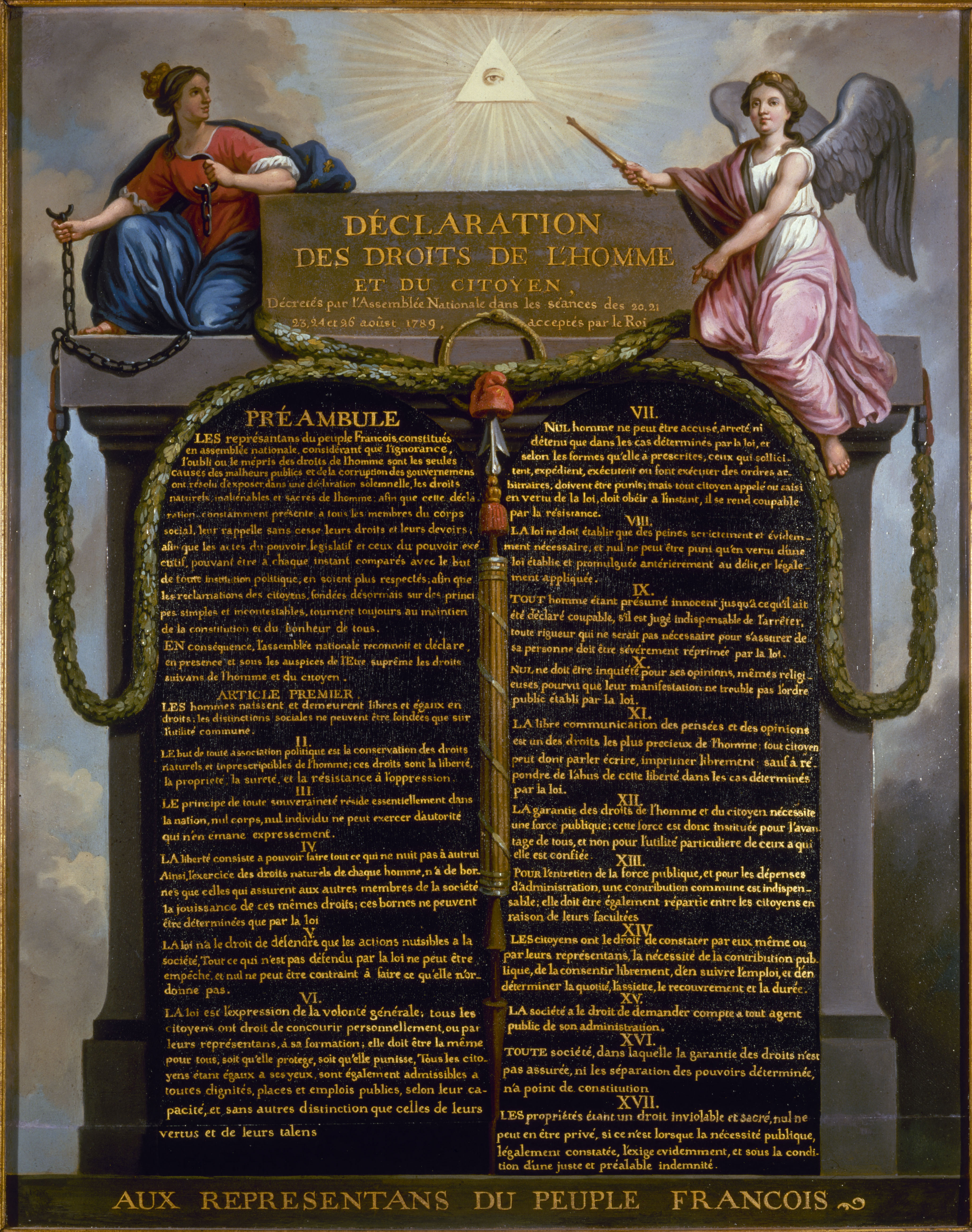
"Dichiarazione dei diritti dell'uomo e del cittadino", proposta agli Stati generali da La Fayette

Il 29 dicembre 1786 il re Luigi XVI convocò un'Assemblée des notables, in risposta alla crisi fiscale della Francia; il re ne nominò membro anche La Fayette, che raggiunse l'assemblea il 22 febbraio 1787. Nei suoi discorsi, La Fayette denigrò coloro che, in virtù delle connessioni con la corte, avevano approfittato della conoscenza anticipata dell'acquisto da parte del governo dei terreni, e sostenne perciò una riforma del sistema fiscale. La Fayette inoltre invocò la convocazione di un'«assemblea veramente nazionale», che doveva rappresentare tutta la Francia. Il re, in effetti, visto il rischio di bancarotta, scelse di avvalersi della convocazione degli Stati generali nel 1789. La Fayette ne fu eletto come rappresentante della nobiltà per la città di Riom.

Jean-Pierre Houël, La Presa della Bastiglia

Gli Stati generali furono convocati il 5 maggio 1789 e il dibattito ebbe subito inizio sulle modalità di voto: come membro della "Società dei Trenta", un gruppo di nobili liberali, La Fayette si espose a favore del voto "per testa" (ovvero un voto per delegato), sistema prediletto dal numeroso gruppo dei delegati del Terzo stato in luogo del sistema di voto "per ordine" (un voto ad ognuno dei tre stati rappresentati), tradizionalmente adottato e che favoriva l'alleanza di nobiltà e clero nel mantenimento dei propri privilegi. Con l'appoggio di parte del clero, il 17 giugno il Terzo stato stesso si autoproclamò Assemblea nazionale, con l'astronomo Jean Sylvain Bailly che ne divenne il primo presidente.
La risposta lealista fu quella di bloccare il gruppo, tra cui lo stesso La Fayette; questa azione portò al Giuramento della Pallacorda, dove i membri esclusi, guidati da Bailly, giurarono di non separarsi fino a quando non sarebbe stata proclamata una costituzione. Il re, messo alle strette, fu costretto a riconoscere l'Assemblea, che pertanto continuò a riunirsi, stavolta ufficialmente; l'11 luglio 1789 La Fayette presentò per l'Assemblea il progetto della Dichiarazione dei Diritti dell'Uomo e del Cittadino, scritta da lui stesso in consultazione con Jefferson. Il giorno successivo, il 12 luglio, dopo il licenziamento del ministro delle Finanze Jacques Necker (che era visto come un riformatore), l'avvocato Camille Desmoulins portò una folla armata a manifestare a Parigi, mossa che spinse il re a mobilitare l'esercito reale che circondava la città, guidato dal duca de Broglie. In una situazione così tesa, l'assemblea convocò una seduta straordinaria permanente e La Fayette ne divenne momentaneamente vicepresidente. Il 13 luglio, a seguito del fermento popolare, a Parigi si costituì l'Assemblea generale degli elettori e, insieme con la municipalità, si formò un comitato permanente. Il 14 luglio la folla parigina prese d'assalto la Bastiglia, che era una sorta di fortezza declassata a prigione di minima sicurezza (i detenuti potevano, volendo, farsi servire i pasti dai ristoranti dei dintormi), il che fece sì che fosse velocemente espugnata e successivamente demolita pietra su pietra.

#### Bailly e La Fayette: i leader della Rivoluzione

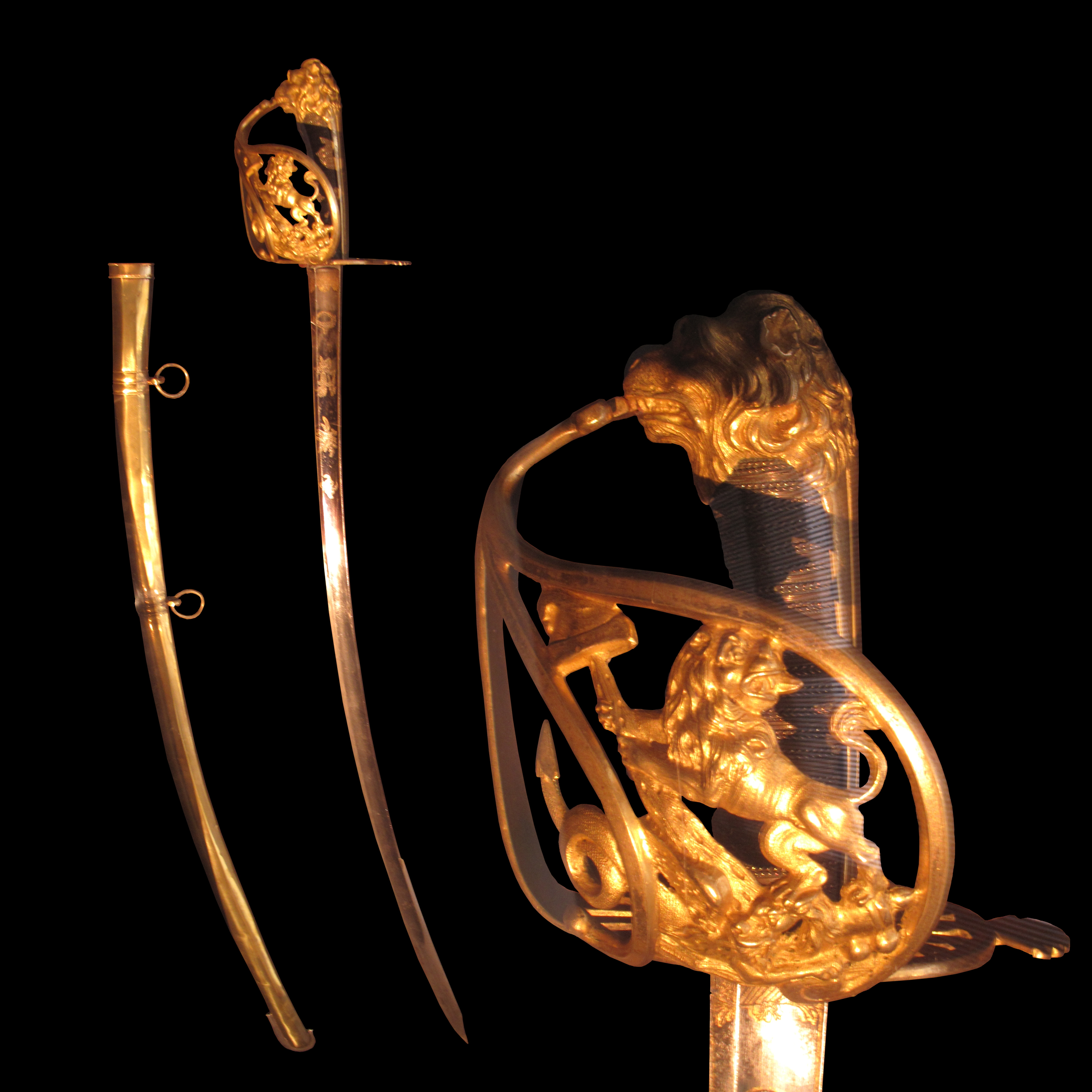
La sciabola di La Fayette come generale della Guardia nazionale. È attualmente in mostra presso il Musée de l'Armée, Parigi

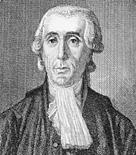
Jean Sylvain Bailly (1736–1793)

Gli avvenimenti del 14 luglio segnarono la fine della vecchia municipalità parigina. L'indomani, il 15 luglio, la situazione si tranquillizzò: l'ex-presidente dell'Assemblea Nazionale Bailly fu eletto per acclamazione primo sindaco di Parigi, mentre La Fayette fu acclamato come comandante in capo della neonata Guardia Nazionale, una forza armata costituitasi per mantenere l'ordine e che agiva sotto il controllo dell'Assemblea.
Fu La Fayette in realtà a proporre il nome e il simbolo del gruppo, la coccarda tricolore, blu, bianca e rossa: al blu e al rosso, i colori della città di Parigi, La Fayette stesso fece aggiungere il bianco, colore della monarchia borbonica; dalla coccarda si originò, in seguito, la bandiera francese. La Fayette si trovò di fronte a un compito difficile come capo della Guardia Nazionale: il re e molti lealisti lo consideravano troppo filo-rivoluzionario, mentre alcuni cittadini comuni iniziarono a pensare che stesse aiutando il re a mantenere il potere. Nonostante ciò, nei primi anni della Rivoluzione sia lui che Bailly godettero di un fortissimo appoggio popolare. La Fayette e Bailly, infatti, assieme al conte di Mirabeau e all'abate Sieyès formarono un vero e proprio quadrumvirato che governò la rivoluzione nei suoi primi tre anni, con l'obiettivo moderato di traghettare la Francia a una più moderna monarchia costituzionale (sancita dalla Costituzione del 1791) e attuare una rivoluzione limitata, cercando di impedire le derive eccessivamente democratiche proposte dai rivoluzionari più radicali. La Fayette soprattutto, grazie all'alone eroico che lo circondava e alle sue imprese in America, fu - almeno in un primo momento - molto amato dal popolo, che lo vedeva come il difensore della libertà e dell'ordine. Allo stesso modo Bailly che, grazie alla moderazione e all'intelligenza con cui aveva guidato l'Assemblea nazionale nei suoi primi giorni di vita e grazie alla sua fama di intellettuale e uomo di scienza, sembrava essere l'uomo migliore per governare e tranquillizzare la turbolenta città di Parigi.

##### La Fayette a capo della Guardia Nazionale

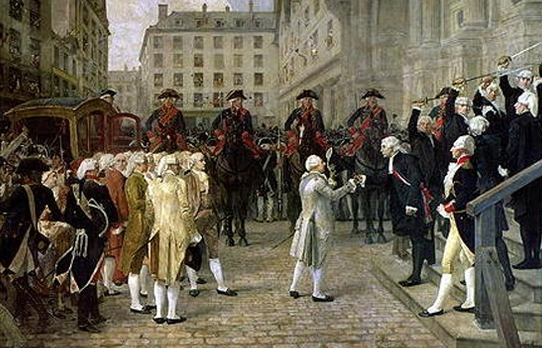
Bailly, La Fayette e il re Luigi XVI all'Hôtel de Ville il 17 luglio 1789

Il 17 luglio Luigi XVI si recò all'Hôtel de Ville, dove aveva sede la neoformatasi Comune di Parigi, e fu ricevuto da Bailly e La Fayette: il primo diede al re le chiavi della città, mentre La Fayette gli appose sul cappello la coccarda tricolore. Il re, tentando una pacificazione, accettò entrambe le nomine, ritirò le truppe dalla città e decise di richiamare Necker al governo.
Il giorno successivo, a precisa richiesta di La Fayette e Bailly di ratificare ufficialmente la loro nomina, l'Assemblea elettorale ordinò ai sessanta distretti cittadini, che si erano appena formati, di radunarsi e di deliberare sulla nomina dei due nuovi leader, che furono, ovviamente, confermati.
La Fayette ricorda con commozione quei momenti nelle sue memorie (scritte in terza persona):
(La Fayette nelle sue memorie.)

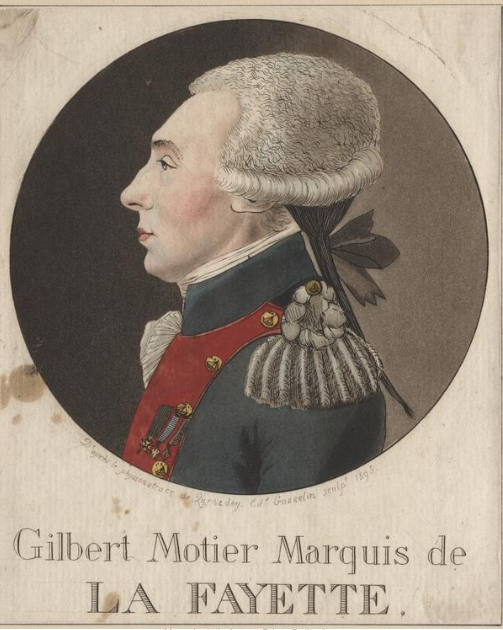
Ritratto del Marchese La Fayette di Edmé Quenedey, 1895

Per facilitare l'organizzazione della Guardia Nazionale fu costituito un comitato militare, composto da un delegato per ogni distretto. A questo comitato, anche se nominalmente soggetto all'Assemblea elettorale, fu data un'ampia autorità nell'organizzazione della Guardia Nazionale. Il governo cittadino, nella persona del sindaco Bailly, interessato in quel momento soprattutto ai problemi di approvvigionamento alimentare e all'organizzazione comunale, pur collaborando alacremente con La Fayette, non ebbe quasi nessun contatto con il comitato militare ed ebbe ben poca influenza nell'organizzazione e nel funzionamento della Guardia Nazionale.
Un corpo provvisorio di regolamenti per la Guardia fu elaborato dal Comitato militare e ratificato dai distretti nel mese di agosto. Formatasi in molta fretta, infatti, la Guardia era estremamente disorganizzata: le retate non autorizzate erano altrettanto bilanciate dalle numerose diserzioni. Quando le truppe, non pagate, iniziarono a crescere in numero e a diventare sempre più inquiete, La Fayette convinse l'Assemblea comunale ad autorizzare un salario giornaliero di venti soldi alle guardie. Il problema di come organizzare la Guardia Nazionale in un momento in cui la città poteva a malapena nutrirsi era estremamente difficile; Bailly e La Fayette furono determinanti nel garantire una certa dose di ordine, assolutamente necessario per le truppe, nell'autunno del 1789. Essi vedevano la necessità imperativa di disporre di una guardia meglio attrezzata molto più della lenta e ottusa Assemblea comunale.

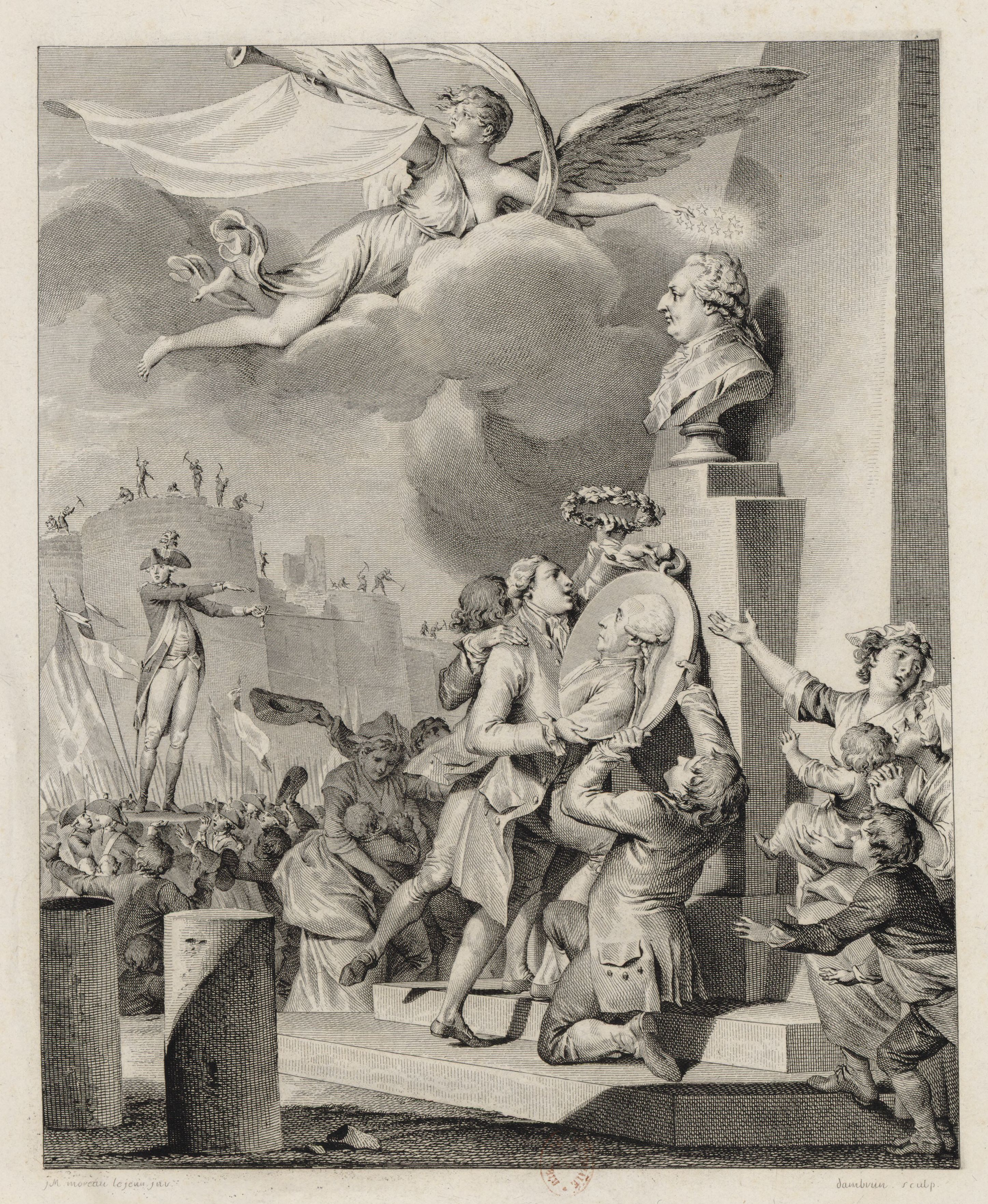
Il popolo acclama un busto del re Luigi XVI, un bassorilievo di Bailly e il Marchese de La Fayette, portato in trionfo dai soldati

Uno degli uffici esecutivi del governo provvisorio cittadino istituito nell'ottobre 1789 era il dipartimento di polizia cittadino, che aveva il compito principale di fornire la milizia in caso di necessità. Il Comitato militare era ancora al lavoro per supervisionare l'organizzazione e l'amministrazione della Guardia, che rimaneva sotto il comando supremo di La Fayette. Dopo l'istituzione di un'organizzazione permanente per la Guardia Nazionale da parte dell'Assemblea Nazionale, il comitato militare si sciolse nell'ottobre 1790. In novembre, invece, fu decretato un regolamento permanente per il dipartimento di polizia, cui fu data la responsabilità di mantenere la legge e l'ordine. La Guardia Nazionale era il braccio esecutivo del dipartimento di polizia, e Bailly mantenne uno stretto contatto con La Fayette, inoltrando a lui gli ordini della polizia e i decreti. L'attività della polizia locale era di competenza dei commissari di polizia, che erano scelti dalle sezioni distrettuali.
Nel luglio 1789 La Fayette annunciò le sue dimissioni dal ruolo di comandante, affermando pubblicamente che ciò era dovuto ai continui disordini, che implicavano - a suo giudizio - il fatto che le persone non riponessero fiducia in lui. Quando il sindaco Bailly protestò con lui, il generale in segreto lo informò che le sue dimissioni erano solo un finto calcolo fatto per ricordare alle persone il loro dovere e che si aspettava pienamente che fossero respinte. Lo stratagemma ebbe successo, anche se in verità l'effetto delle sue "dimissioni" nel calmare i disordini fu lieve. La manovra fu ripetuta tra l'altro nel mese di aprile 1791, quando i membri della Guardia Nazionale disobbedirono agli ordini del generale e si unirono a una manifestazione davanti al Palazzo delle Tuileries. La stessa Guardia Nazionale, pentita, anche in quella occasione pregò il suo leader di riprendere il comando, con Bailly a guidare questo coro di insistenze, e La Fayette ancora una volta riassunse la guida della milizia cittadina.

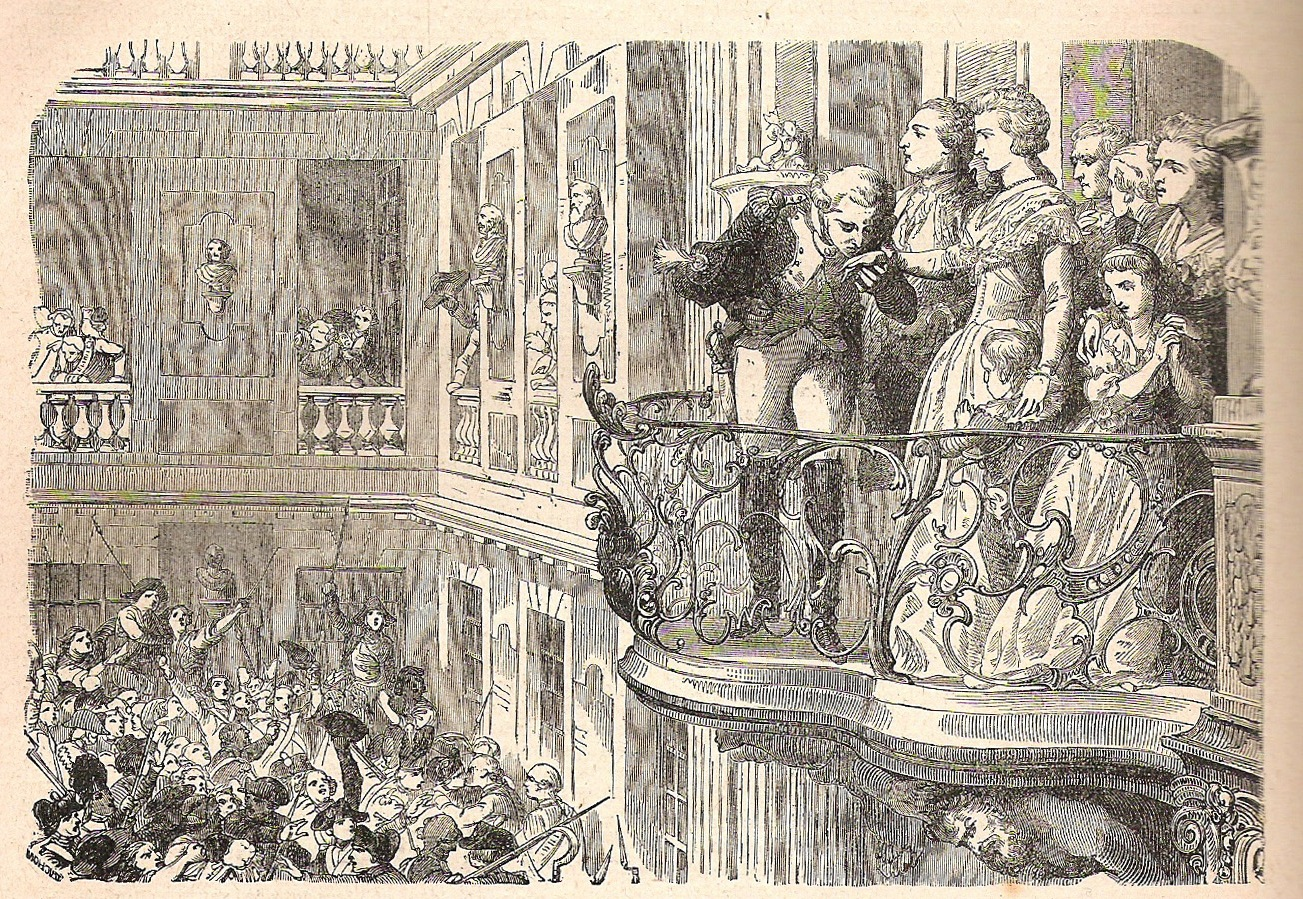
La Fayette sul balcone di Versailles con Maria Antonietta

Il 26 agosto 1789 l'Assemblea Nazionale approvò definitivamente la Dichiarazione dei diritti dell'uomo e del cittadino proposta da La Fayette, ma il 2 ottobre il re la rigettò. Tre giorni dopo una folla di parigini, guidata soprattutto da donne pescivendole, marciò su Versailles in risposta alla scarsità del pane; i membri della Guardia Nazionale, con La Fayette a guidarli, seguivano la marcia, sebbene con riluttanza, per evitare che ci fossero spargimenti di sangue. A Versailles il re, convinto da La Fayette, accettò il voto dell'Assemblea sulla Dichiarazione, ma rifiutò la richiesta di andare a Parigi. All'alba, la folla irruppe nel palazzo; La Fayette portò la famiglia reale sul balcone del palazzo e tentò di ristabilire l'ordine, ma la folla insistette che il re e la sua famiglia si spostassero a Parigi, al Palazzo delle Tuileries, e così il re cedette. Il re fu bene accolto quando si affacciò al balcone, ma l'impopolare regina Maria Antonietta fu accolta da minacce di morte; La Fayette le baciò quindi la mano. Questo portò la folla ad applaudire.
A Parigi la situazione comunque non migliorò un granché. Un grosso problema era, ad esempio, il profluvio di giornali e manifesti che tappezzavano l'intera città, diffondendo spesso false informazioni e creando disordini. L'amministrazione comunale, nel dicembre 1789, ordinò che i banditori che annunciavano i decreti ufficiali dovessero ottenere un'autorizzazione comunale, ed era inoltre necessario che tutti i manifesti pubblici fossero autorizzati dal dipartimento di polizia. Questi tentativi di regolamentare la diffusione delle informazioni furono in gran parte inefficaci e il sindaco Bailly fu costretto a scrivere a La Fayette, un mese più tardi, per chiedere l'arresto dei banditori illegali che creavano problemi. Il giornale Révolutions de Paris protestò vigorosamente contro i decreti che limitavano la libertà di espressione e parlò di una cospirazione contro la stampa.
Durante l'inverno del 1789 e la primavera del 1790, Parigi fu relativamente calma; l'approvvigionamento di cibo era sufficiente, anche se non abbondante, e non si ripeté il periodo amaro dell'inverno precedente. Bailly, attento a controllare le attività di polizia in città, scriveva regolarmente a La Fayette, chiedendogli di aumentare il numero di pattuglie notturne, di installare una polizia stradale, di mantenere la città ben illuminata e di premunirsi contro i furti. Un'ondata minore di disordini spazzò la città nel gennaio 1790; La Fayette l'attribuì a degli agitatori e agli opuscoli più rivoluzionari.
La situazione era migliorata a sufficienza entro il giugno 1790, in modo che fu abolito il prezzo massimo per il pane, precedentemente stabilito, e fu costruito un libero mercato del grano. L'agitazione popolare per abbassare il prezzo del pane, tuttavia, continuò e nell'agosto 1790 si diffuse sufficientemente da obbligare Bailly ad avvertire La Fayette di gestire i focolai di disordine.

##### Rapporto tra Bailly e La Fayette

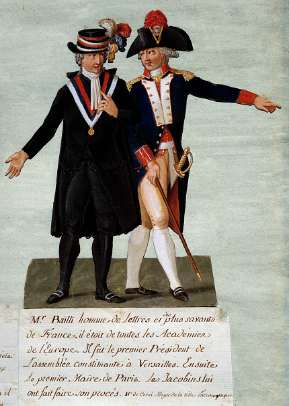
Raffigurazione di Bailly e La Fayette che discutono insieme; Parigi, Musée Carnavalet

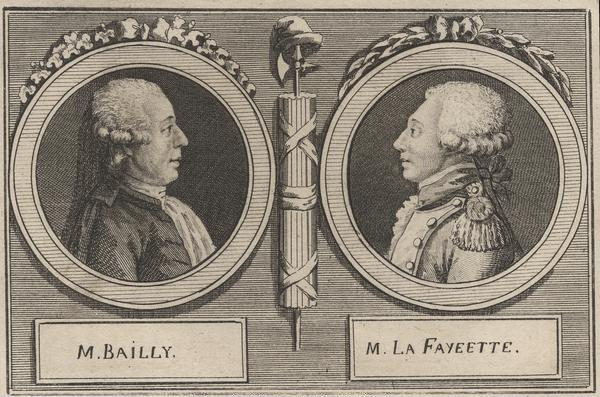
Effigie di Bailly e La Fayette, di Edmé Quenedey

Il più delle relazioni tra il sindaco Bailly e La Fayette era legato alla richiesta di truppe per mantenere l'ordine. Il sindaco infatti necessitava spesso delle truppe della Guardia Nazionale per custodire le prigioni, per disperdere la folla di mendicanti, per assicurare la raccolta dei droits d'entrée alle barriere, per preservare l'ordine quando le case di lavoro venivano soppresse. I due statisti, in effetti, collaboravano quasi quotidianamente al mantenimento dell'ordine cittadino: anche se Bailly scrisse una volta a La Fayette un elogio alla sua Guardia Nazionale, non esitò a rimproverare il generale in diverse occasioni per il comportamento scorretto delle sue truppe. In un'altra lettera a La Fayette, Bailly scrisse di aver avuto «più volte occasione di lamentarsi del modo in cui la Guardia Nazionale conduce sé stessa presso la residenza del sindaco».
Anche se Bailly osservava con invidia la popolarità del generale in confronto alla propria, pur molto alta agli inizi della Rivoluzione, insistette con sincerità sul fatto che non esistesse alcuna gelosia fra di loro e che anzi La Fayette non aveva mai dimenticato come il potere militare dovesse essere subordinato a quello civile. Il rapporto fra i due uomini era molto cordiale, come illustra la seguente lettera scritta da Bailly nel settembre 1790:
(Bailly in una lettera a La Fayette.)
Anche La Fayette era molto amichevole nei confronti di Bailly, come dimostrano le sue memorie, in cui lo definisce un «sindaco eccellente», e in cui racconta positivamente del loro rapporto (in terza persona):
(La Fayette nelle sue memorie.)

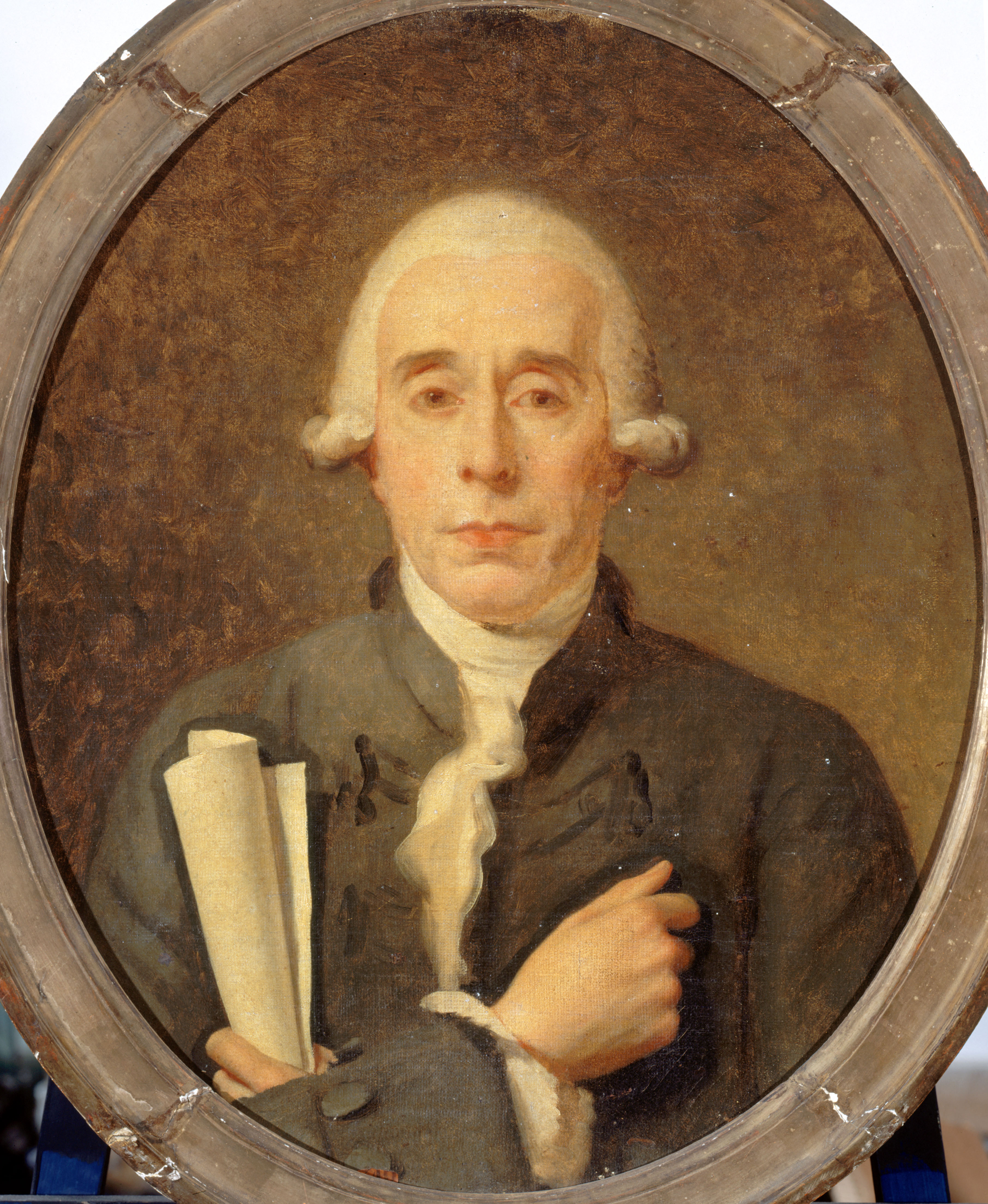
Ritratto di Jean Sylvain Bailly come sindaco di Parigi, fatto da Jacques-Louis David (1784-1794)

Vi era, secondo La Fayette, «un certo grado di suscettibilità» in Bailly, che i suoi nemici politici rappresentavano erroneamente come orgoglio, ma che sorgeva soprattutto dal suo desiderio di non essere arrendevole, non tanto per sé stesso quanto per rispetto verso il suo ruolo di sindaco. Nei tre anni in cui lavorarono insieme, secondo La Fayette «non passò un singolo momento in cui la deferenza e il rispetto del comandante in capo non eccedesse addirittura al di là di quanto ci si aspettasse da lui», e questo era dovuto sia al forte desiderio di La Fayette di dimostrare il suo affetto per Bailly, sia per la volontà - di entrambi - di introdurre in Francia il concetto di «subordinazione delle forze armate all'autorità civile».
L'unico argomento sul quale Bailly non condivideva l'opinione di La Fayette, secondo quest'ultimo, era relativamente «al partito che da allora è stato nominato girondino». La Fayette, infatti, era amico anche del marchese Nicolas de Condorcet, matematico girondino che, per motivi soprattutto accademici, detestava da molto tempo Bailly; lo stesso Condorcet, per invidia, spesso aveva messo in guardia La Fayette sul «pessimo umore» di Bailly, «che prima o poi egli avrebbe dovuto scoprire». Anche il leader girondino Jacques Pierre Brissot, sebbene parlasse favorevolmente di La Fayette, attaccò Bailly con violenza «fin dai primi mesi del suo mandato». Questi attacchi incomprensibili di Brissot nei confronti di Bailly fecero irritare notevolmente La Fayette, il quale racconta, nelle sue memorie, i «rimproveri che questi [ovverosia Brissot] più volte ricevette dallo stesso La Fayette, riguardo alle sue denunce, senza prove, fatte contro uomini della massima integrità, e soprattutto contro Bailly».

##### Fondazione della Società del 1789 e Festa della Federazione

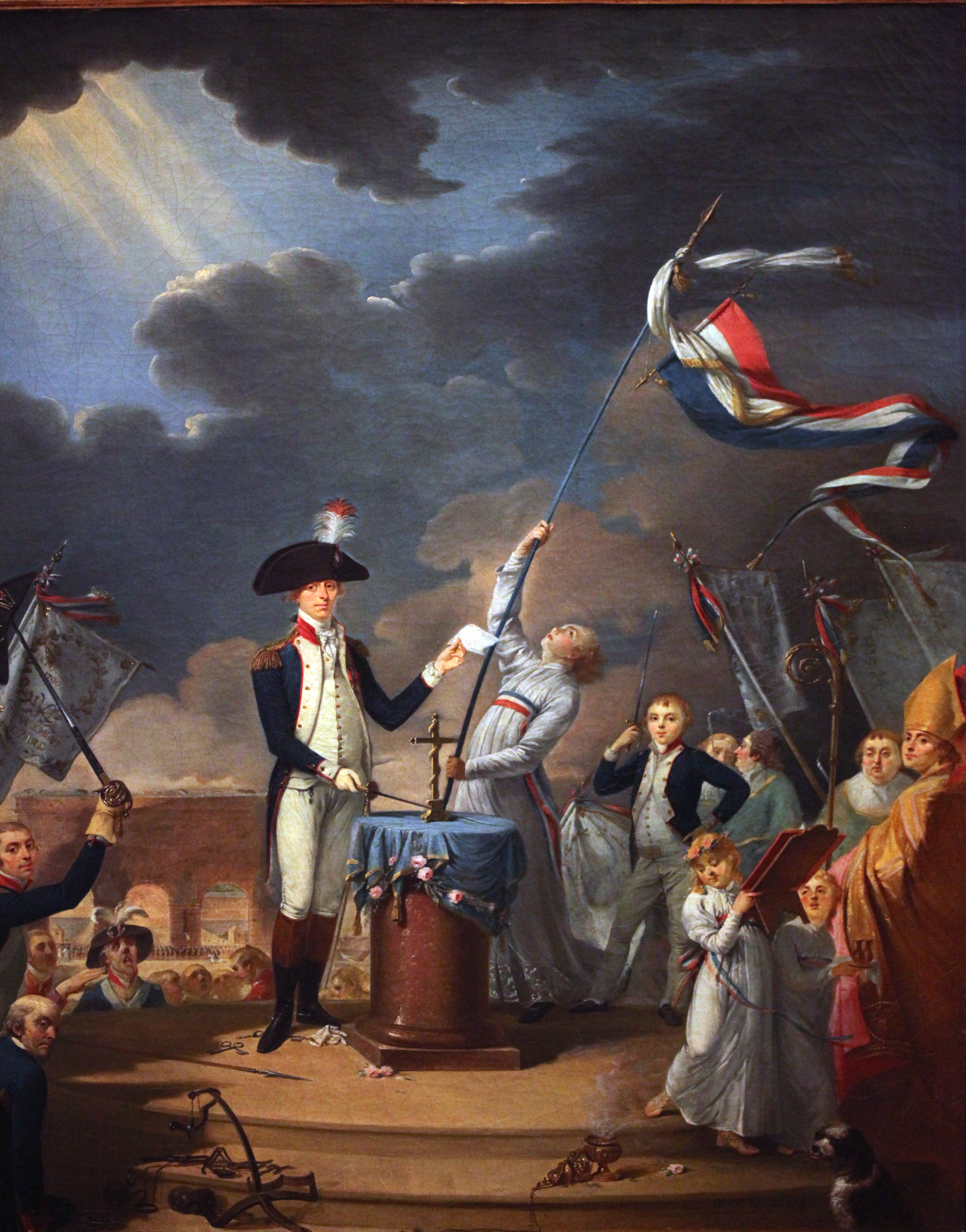
Il giuramento di La Fayette alla Fête de la Fédération, il 14 luglio 1790. Scuola francese, XVIII secolo.
(Museo della Rivoluzione francese)

Come leader della Guardia Nazionale, La Fayette tentò di mantenere l'ordine e guidare la rivoluzione verso una via moderata; nonostante ciò i gruppi più radicali iniziarono a guadagnare un'influenza sempre maggiore a livello politico.
Il 12 maggio 1790 La Fayette, assieme al sindaco Bailly, fondò un club politico, la Société patriotique de 1789 (anche noto come Club de 1789), il quale includeva anche altri importanti uomini politici come il conte di Mirabeau e l'abate Sieyès. Il club, politicamente moderato, aveva l'obiettivo di favorire la nascita di una monarchia costituzionale e di impedire quella deriva, eccessivamente democratica, tanto desiderata dagli elementi più radicali dei Giacobini.
Il club dei Giacobini era un altro grande gruppo, ben organizzato, costituito da moderati e radicali, che comprendeva uomini con tanti punti di vista diversi, come lo stesso La Fayette, Bailly (che vi entrò, pur senza mai partecipare attivamente, nel 1790) o l'avvocato Maximilien de Robespierre. Tra gli altri club politici importanti vi erano quelli più marcatamente monarchici e realisti, come il Club de Valois, il Club des impartisans, il Salon française, e gli Amis de la constitution monarchique. Vi erano inoltre le società di sinistra che, sistematicamente, si opponevano al governo municipale di Bailly e La Fayette e che includevano l'influente Club dei Cordiglieri e una serie di piccoli club locali, spesso affiliati con le organizzazioni di quartiere.
Intanto iniziava a farsi largo a Parigi l'idea di organizzare una festa nazionale, di convocare una federazione di delegati politici e della Guardia Nazionale da tutta la nazione. La Comune di Parigi adottò questo progetto: si nominò una delegazione, guidata da Bailly, per presentare il progetto all'Assemblea nazionale costituente, che l'approvò il 5 giugno 1790.
Un'enorme quantità di lavoro fu svolta dai funzionari e dai cittadini di Parigi per preparare la celebrazione che si sarebbe tenuta al Campo di Marte e che sarebbe stata ricordata come Fête de la Fédération. Charon, capo del comitato dei delegati distrettuali per la festa, ne fu anche capo organizzatore e agente pubblicitario, ma anche Bailly e La Fayette vi dedicarono molto tempo e si sforzarono di assicurare il successo della manifestazione. L'Assemblea nazionale decise che il sindaco doveva presiedere il comitato che organizzava l'evento, soprattutto per assicurare il mantenimento dell'ordine e della tranquillità durante la manifestazione. Per il lavoro manuale furono arruolati uomini dalle case di lavoro, ma quando il lavoro ritardava, centinaia o migliaia di parigini si diedero da fare per preparare l'evento. Bailly comunicò con i quartieri, chiedendo loro di preparare alloggi sufficienti per i delegati provenienti dalle altre città. I mendicanti furono solo temporaneamente presi in custodia e furono prese altre misure per dare a Parigi una faccia pulita, almeno per la durata della celebrazione. Il Consiglio Comunale autorizzò Bailly a chiedere all'Assemblea nazionale costituente di sovvenzionare la festa, e Bailly scrisse al ministro Jacques Necker per richiedere che il denaro pubblico venisse messo a disposizione alla municipalità.

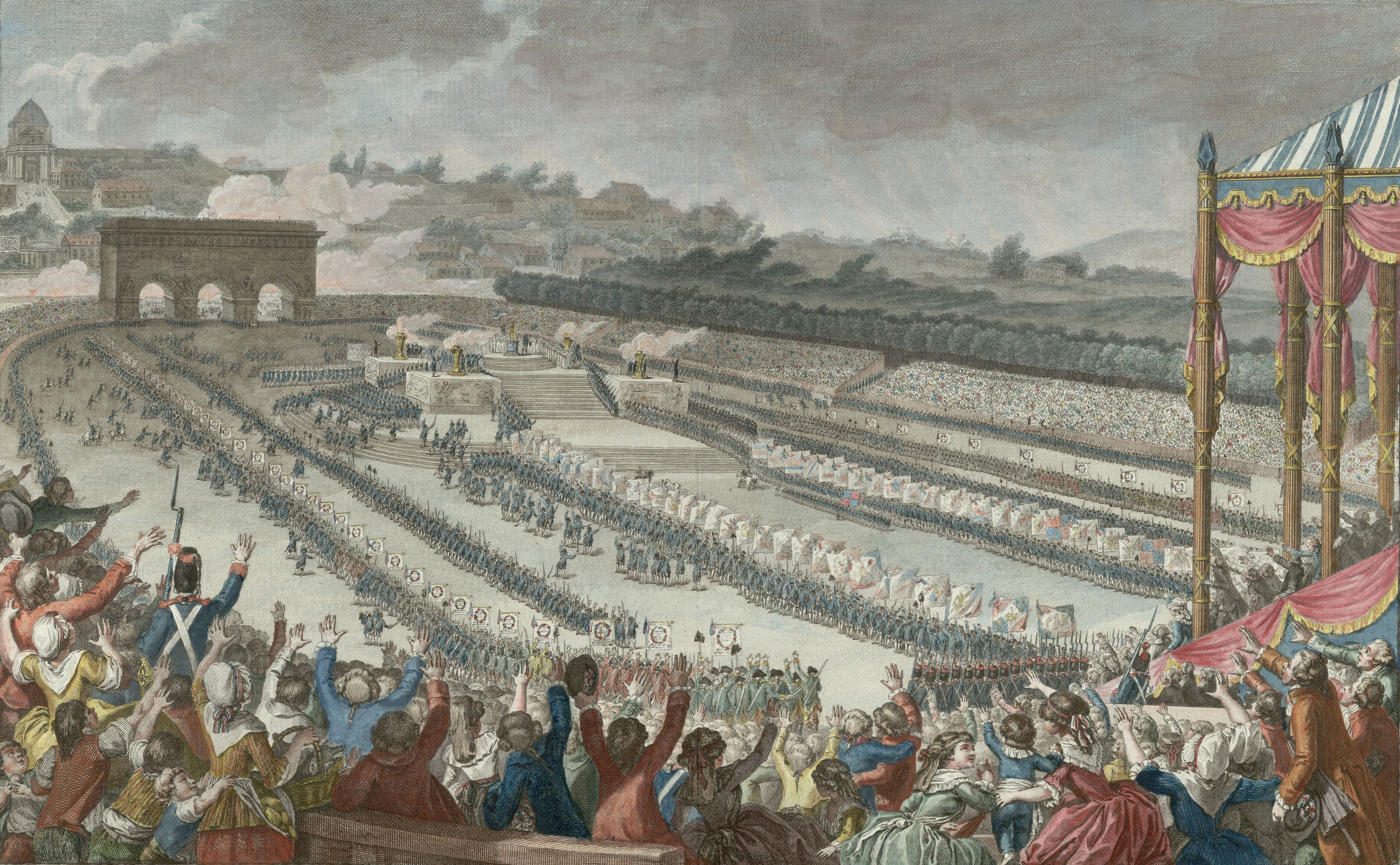
La Fête de la Fédération vista dalla tenda del re

La Fayette e il sindaco avevano supervisionato attentamente l'applicazione delle misure di sicurezza e non si verificarono gravi disordini. Lo spirito democratico che la fête generò fu esemplificato da un ordine, firmato da Bailly, che vietava l'utilizzo di posti riservati sul Campo di Marte: infatti, fatta eccezione per la sezione riservata ai funzionari, tutte le zone del campo erano libere per chiunque. L'impennata selvaggia di entusiasmo patriottico che catalizzò la città suscitò nella popolazione un sentimento di affetto per i suoi «due eroi della Rivoluzione» («deux héros de la Révolution»). Nel corso di una performance della Comédie française pochi giorni prima della festa, una poesia, che elogiava il sindaco e il generale, fu applaudita fragorosamente:
A dans Bailly, dans La Fayette,

Son Franklin et son Washington.»
Ha in Bailly, in La Fayette,

Il suo Franklin e il suo Washington.»
La Fête de la Fédération si tenne il 14 luglio 1790, ad un anno esatto dalla Presa della Bastiglia, e fu un enorme successo, nonostante le condizioni di cattivo tempo. La cerimonia si svolse al Campo di Marte, dove per l'occasione fu costruito un grande anfiteatro in grado di ospitare 400.000 persone. Vi parteciparono i rappresentanti di tutte le province della Francia, che assistettero al solenne giuramento di fedeltà pronunciato dal generale La Fayette, da Luigi XVI e da Talleyrand, vescovo di Autun, che celebrò una messa sull'Altar de la Patrie. La Fayette, nel pronunciare il suo giuramento, promise «di essere sempre fedele alla nazione, alla legge, e al re; di sostenere al massimo la costituzione decretata dall'Assemblea nazionale e accettata dal re».
Questo momento fu certamente l'apice della popolarità di La Fayette, che adesso più che mai sembrava essere l'eroe della Rivoluzione, il demolitore dell'ancien régime e il fautore di una nuova era di libertà. L'entusiasmo patriottico che stimolò Parigi durante la celebrazione della Fête de la Fédération fu però una manifestazione fuorviante di unità e solidità: la lotta politica continuava, attraverso le rivalità politiche dei club esistenti, sotto la facciata di una nazione e di una città solo formalmente unite dietro al re e dietro la futura costituzione.

##### Rielezione di Bailly: scricchiolii rivoluzionari

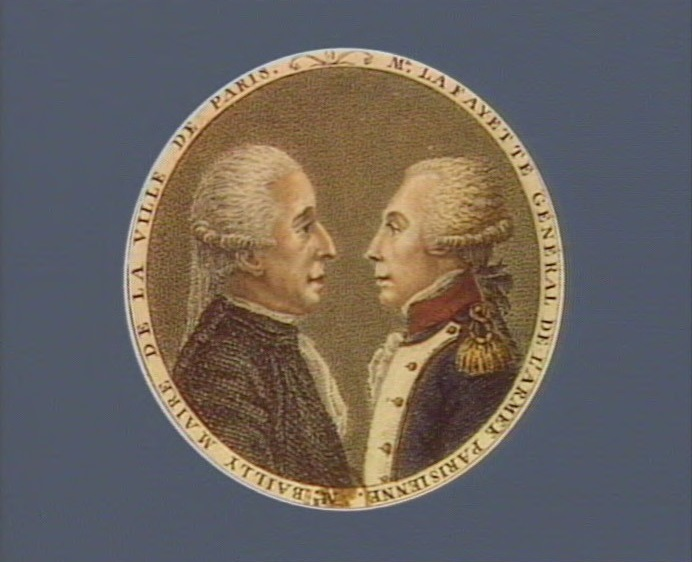
Stampa contenente un ritratto collettivo di Bailly e La Fayette

Il sindaco Bailly e il suo braccio destro La Fayette furono oggetto di numerose discussioni sui giornali nei giorni antecedenti alle nuove elezioni municipali, che si sarebbero svolte nell'agosto del 1790 e alle quali Bailly si era candidato. Prima delle elezioni l'avvocato Camille Desmoulins, che apparteneva al Club dei Cordiglieri, scrisse: «Sfortunato Bailly, la maggioranza dei distretti è contro di te; tu sarai sollevato dalla tua cintura comunale. Dovrai lasciare il palazzo e la livrea... e l'ostentazione da satrapo». Il fiero Desmoulins accusò il sindaco anche di inganno politico, quando diede ai parigini solo tre giorni di tempo per verificare il loro titolo di cittadini attivi. Il giornale di Brissot, Patriote française, che rappresentava il punto di vista dell'assemblea comunale che era intanto impegnata in una cupa lotta con il sindaco, si oppose alla rielezione di Bailly, sostenendo che questi non sapeva nulla né di diritto amministrativo né della legge, che era incline ad una vita lussuosa e che era un prodotto dell'ancien régime.
La Fayette, al contrario, tenne un discorso in cui avvertì dei disordini e del pericolo degli intrighi che servivano a suscitare la popolazione. Il suo discorso fu definito, dal giornale Révolutions de Paris, una trovata acrobatica per spaventare gli elettori e quindi convincerli a votare per Bailly. Lo stesso giornale, tuttavia, sostenne che il contributo di Bailly nel governo provvisorio non poteva essere giudicato a causa dell'instabilità e della vaghezza delle autorità, ma che sotto un governo permanente si sarebbe potuto determinare bene se avrebbe meritato credito o no.
Bailly riuscì comunque a essere rieletto, e con un margine enorme di voti. L'impetuoso Desmoulins non fu contento quando i risultati furono annunciati: «È inevitabile che Parigi diventi oggi ancora più aristocratica, dal momento che dei 14.000 voti, ben 12.000 sono stati gettati per M. Bailly, molto più attrezzato per una sedia accademica che per quella da magistrato». Nemmeno i vignettisti persero l'occasione della rielezione di Bailly. La notte delle elezioni apparve una caricatura di Bailly con la legenda:
Autant garder notre Bailly,

Oui!»
per mantenere il nostro Bailly,

Sì!»
Non ci furono disordini diffusi durante i restanti mesi del 1790. Alcuni affioramenti di violenza però obbligarono il governo municipale a prendere provvedimenti e portarono La Fayette a non diminuire gli sforzi per mantenere l'ordine. Avvisaglie di disordini subito dopo la Festa della Federazione spinsero lui e Bailly a sollecitare delle misure contro gli "incendiari" e a fare in modo che le guardie nazionali non in servizio attivo cominciassero a reindossare le loro uniformi.

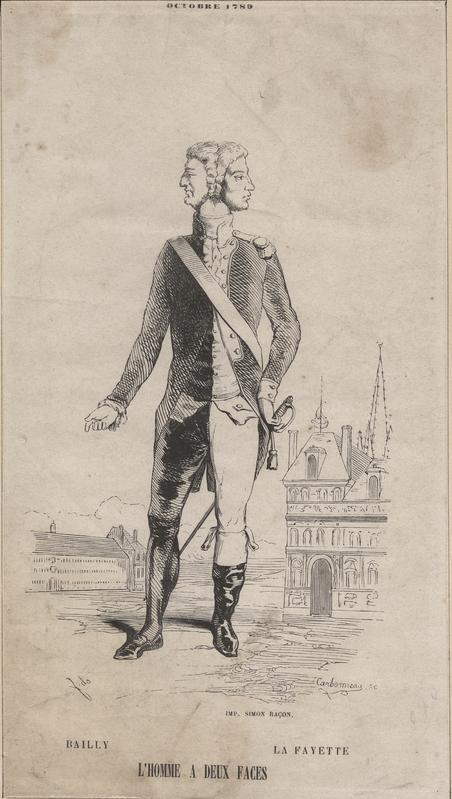
«L'Homme a deux faces», caricatura di La Fayette e Bailly

L'influente giornale Révolutions de Paris, che attraverso la penna di Camille Desmoulins aveva già precedentemente riservato la sua critica a Bailly, lanciò un attacco frontale contro di lui e La Fayette. Il giornale era particolarmente critico sulla presunta sottomissione di Bailly e La Fayette ai ministeri del governo regio: «È una questione di ministri, idoli sempre cari o formidabili per M. Bailly e La Fayette. Rifiutando una volta, due volte di agire contro questi parassiti pubblici, essi li assicurano del vantaggio di non dispiacergli». La popolarità di Bailly tra le sezioni scese nel novembre 1790, quando rifiutò di dirigere una delegazione per l'Assemblea nazionale e chiedendo un richiamo formale da parte del ministero. La Révolutions de Paris commentò: «M. Bailly dovrebbe sapere che lui è al suo posto solo come agente responsabile della Comune, sempre sottomesso alla sua volontà legale e riconosciuta». Anche lo stretto rapporto che esisteva tra Bailly e La Fayette fu preso in giro dalla pesante caricatura di un disegnatore, che abbozzò una figura mostruosa dalla testa bifronte, quella di Bailly e quella di La Fayette, con la dicitura: «L'uomo a due facce» («L'Homme a deux faces»).

##### Cospirazione e malcontenti contro La Fayette e Bailly
Bailly e La Fayette, leader importanti dei moderati, iniziarono a essere presi sempre più di mira sia dalle forze radicali sia da quelle reazionarie, che sfidavano la teoria politica di rivoluzione limitata e del monopolio politico della classe media voluta dai moderati.
Nel dicembre 1789 infatti fu scoperta una trama monarchica, i cui dettagli includevano la formazione di un esercito realista, l'invasione di Parigi e l'assassinio di Bailly, Necker e La Fayette. Il leader del complotto era il giovane Marchese de Favras, e si diffuse la voce che anche il fratello del re, il conte di Provenza, ne fosse implicato. Parigi era in subbuglio, e diversi distretti e una città vicina si prepararono a riunire guardie del corpo «pronte a sacrificare la loro vita per la salvaguardia di uomini così essenziali per il corso della libertà». I comité des recherches e i tribunali indagarono le ramificazioni della trama, e Favras fu giustiziato nel mese di febbraio 1790. Il conte di Provenza comparve davanti all'Assemblea comunale per manifestare la sua innocenza e fu accolto con acclamazione dai deputati. Bailly, in un discorso, lodò il lavoro del fratello del re nei confronti del Terzo Stato all'Assemblea dei notabili definendolo «il primo autore della libertà civile».
Intanto, gli attacchi contro Bailly e La Fayette sulla stampa erano meno violenti ma senza dubbio assai più efficaci rispetto alle trame cospirative. Il Journal des États généraux giudicò con amaro sarcasmo il sindaco, il suo braccio destro La Fayette e gli altri soci nel governo municipale: «Il marchese de la Fayette si presenta come un eroe, M. Bailly promette di essere un saggio, l'abate Siéyès sostiene invece di essere un Licurgo o un Platone...».
Nel marzo 1790 era apparso un trattato dai toni molto bruschi contro Bailly e La Fayette, definiti briganti e rapitori del re. Bailly e La Fayette ovviamente furono presi in giro anche dai vignettisti satirici e dagli scrittori di epigrammi, che utilizzarono alcune delle forme di espressione preferite nella capitale come caricatura di La Fayette e del sindaco. Una vignetta satirica raffigurava Bailly e La Fayette come dei galli in lotta per la moglie del sindaco, con la didascalia sottostante: «Il vecchio gallo (Bailly) difende la sua gallina contro le insidie di un giovane gallo (La Fayette)».
L'aura di popolarità, che aveva prima reso Bailly e La Fayette immuni alle critiche da parte del popolo parigino e dei sostenitori della rivoluzione, incominciò a diminuire ben presto. Gran parte della loro perdita di popolarità poteva essere accreditata alla posizione di Bailly come capo del comune e alla posizione di La Fayette come custode e tutore dell'ordine: da eroi della Rivoluzione, determinanti nel rovesciare l'odiato régime, erano diventati loro stessi il simbolo dell'autorità dispotica a Parigi, e per questo motivo l'opposizione e l'antipatia verso di loro crebbe tra gli elementi scontenti della popolazione cittadina. Inoltre, Bailly era stato al centro del malcontento causato dalla carenza di grano durante la lunga estate. Lo stato d'animo esasperato di una larga parte della popolazione della città si palesò quando una folla invase l'Hôtel de Ville durante le giornate di ottobre, bruciando le carte del governo municipale perché «i funzionari comunali sono stati malvagi, soprattutto Bailly e La Fayette, e meritavano di essere impiccati».
La Fayette continuò a lavorare per mantenere l'ordine nei mesi successivi. Il 28 febbraio 1791 La Fayette e parte della Guardia Nazionale lasciarono le Tuileries, dove la famiglia reale alloggiava, per gestire un conflitto a Vincennes. Mentre erano via, centinaia di nobili armati arrivarono alle Tuileries per difendere il re; tuttavia, si sparsero delle voci secondo cui questi nobili erano giunti lì per portare via il re e metterlo a capo di una contro-rivoluzione. La Fayette ritornò rapidamente alle Tuileries e disarmò i nobili dopo una breve situazione di stallo. L'evento accrebbe, almeno momentaneamente, la popolarità di La Fayette per le sue azioni rapide e per aver dato protezione al re.
I membri della famiglia reale si sentivano però sempre più prigionieri nel loro palazzo. Il 18 aprile la Guardia Nazionale disobbedì a La Fayette e fermò il re dalla partenza per Saint-Cloud, dove aveva in mente di partecipare alla messa.

#### Declino: fuga di Varennes e massacro del Campo di Marte

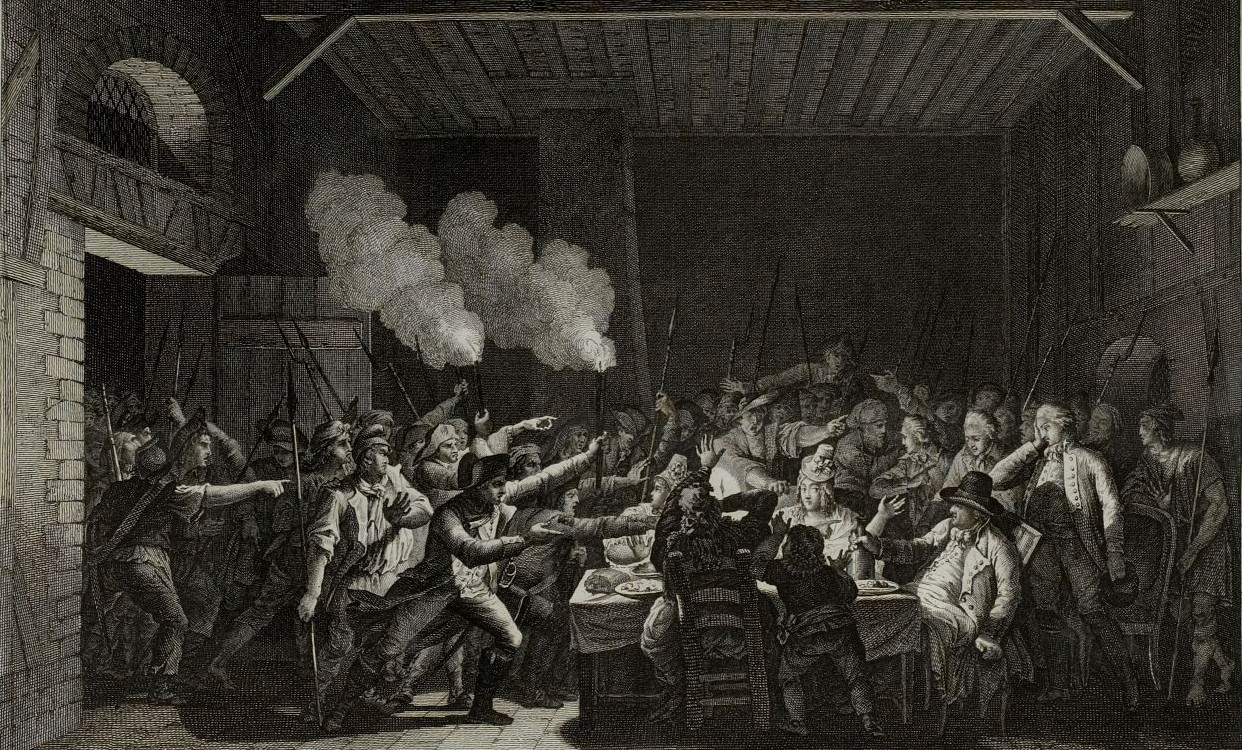
L'arresto di Luigi XVI e della sua famiglia. Stampa di Jean-Louis Prieur, (Museo della Rivoluzione francese)

Nella notte del 20 giugno 1791 si attuò una trama, che divenne poi nota come "la fuga di Varennes", che per poco non permise al re di fuggire dalla Francia. Quando il sindaco Bailly venne a sapere della fuga, la mattina del 21, informò immediatamente La Fayette e i due decisero di inviare dei corrieri per riprendere la famiglia reale e farla tornare a Parigi. L'Assemblea nazionale, il dipartimento di Parigi e il Consiglio generale furono anch'essi subito informati della fuga. Bailly, La Fayette e i loro soci alla Comune affrontarono la crisi con notevole freddezza; c'erano poche recriminazioni e pochi segni di panico tra i funzionari. Il Consiglio Generale approvò una serie di misure di emergenza tra cui un proclama per chiedere il mantenimento dell'ordine. La Guardia Nazionale e le sezioni furono allertate e fu stabilita un'ispezione per controllare chi entrasse e uscisse da Parigi. Inizialmente ci furono, tutto sommato, pochi disordini in città, ma il popolo parigino era comunque teso e attendeva maggiori informazioni riguardanti il destino del sovrano in fuga. La notizia dell'arresto del re a Varennes raggiunse Parigi solo durante la sera del 22 giugno; Bailly e La Fayette iniziarono subito i preparativi per riaccogliere la famiglia reale in città, il cui ritorno era previsto per il 24 giugno. L'amministrazione comunale, desiderosa di prevenire i disordini, abrogò in fretta lo stato d'emergenza, e le assemblee furono attente a non fare menzione della fuga reale nei loro procès-verbal.
Parigi era però diventata impaziente nei confronti del re: subito dopo il suo ritorno, numerosi oratori iniziarono a criticarlo, furono organizzati incontri e furono fatte circolare varie petizioni contro di lui. Le società popolari fecero gli straordinari, e i giornali della sinistra iniziarono presto ad attaccare e denunciare freneticamente la famiglia reale e i monarchici. Il 21 giugno il Club dei Cordiglieri pubblicò un documento a favore della deposizione del re e della fine della monarchia, e la società rimosse la promessa di fedeltà a Luigi XVI dal suo giuramento programmatico. Vari busti del monarca furono distrutti in alcune delle piazze della città, e il Palais Royale fu rinominato Palais d'Orléans. I membri delle società più popolari fecero il giro della città, cancellando il nome del re dalle proclamazioni pubbliche. I giornali radicali erano pieni di accuse e di condanne sugli abusi dei monarchici:
(Louis-Marie-Stanislas Fréron sul giornale Orateur du peuple.)

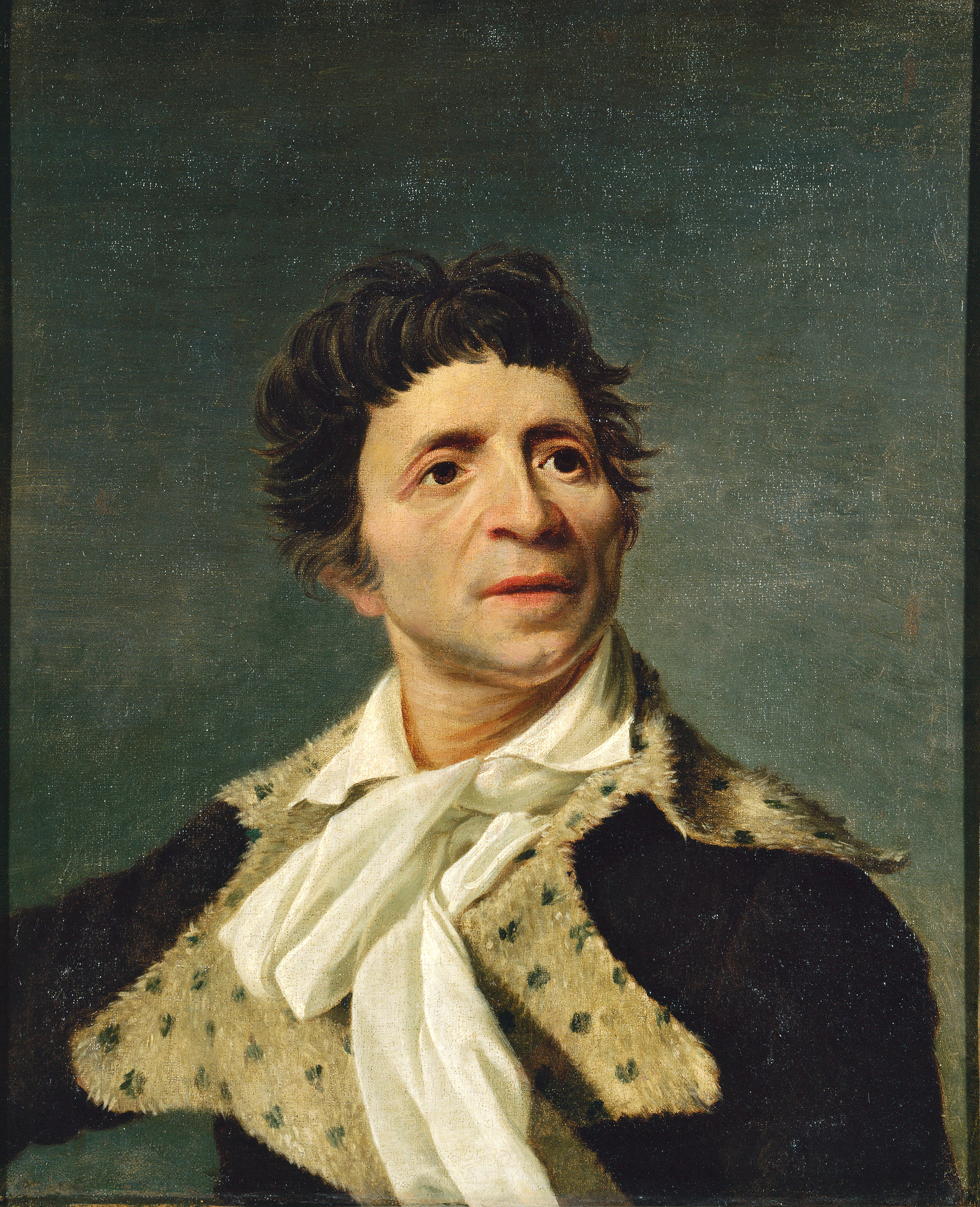
Ritratto di Jean-Paul Marat realizzato da Joseph Boze

Come leader della guardia nazionale, La Fayette era considerato responsabile della custodia della famiglia reale, e perciò fu attaccato per la scarsa vigilanza. Allo stesso modo il sindaco di Parigi Bailly fu criticato, soprattutto in virtù della sua collaborazione con La Fayette. La Fayette fu addirittura accusato, dagli estremisti come Georges Danton, di aver favorito la fuga e fu definito un «traditore del popolo» da Robespierre. Queste accuse fecero sì che La Fayette apparisse un monarchico, un realista, danneggiando irrimediabilmente la sua reputazione agli occhi del popolo e rafforzando l'influenza dei Giacobini più estremisti e degli altri radicali. Jean-Paul Marat chiese con ardore l'esecuzione di Bailly, di La Fayette e di tutti i ministri, proponendo la necessità di un dittatore supremo. La Révolutions de Paris accusò il re di tradimento e condannò Bailly e La Fayette per non aver ascoltato gli avvertimenti dei patrioti contro i controrivoluzionari monarchici e realisti. Anche Jacques-René Hébert riempì le colonne del suo giornale, il Père Duchesne, con una condanna contro quello considerato «re, almeno per ora».

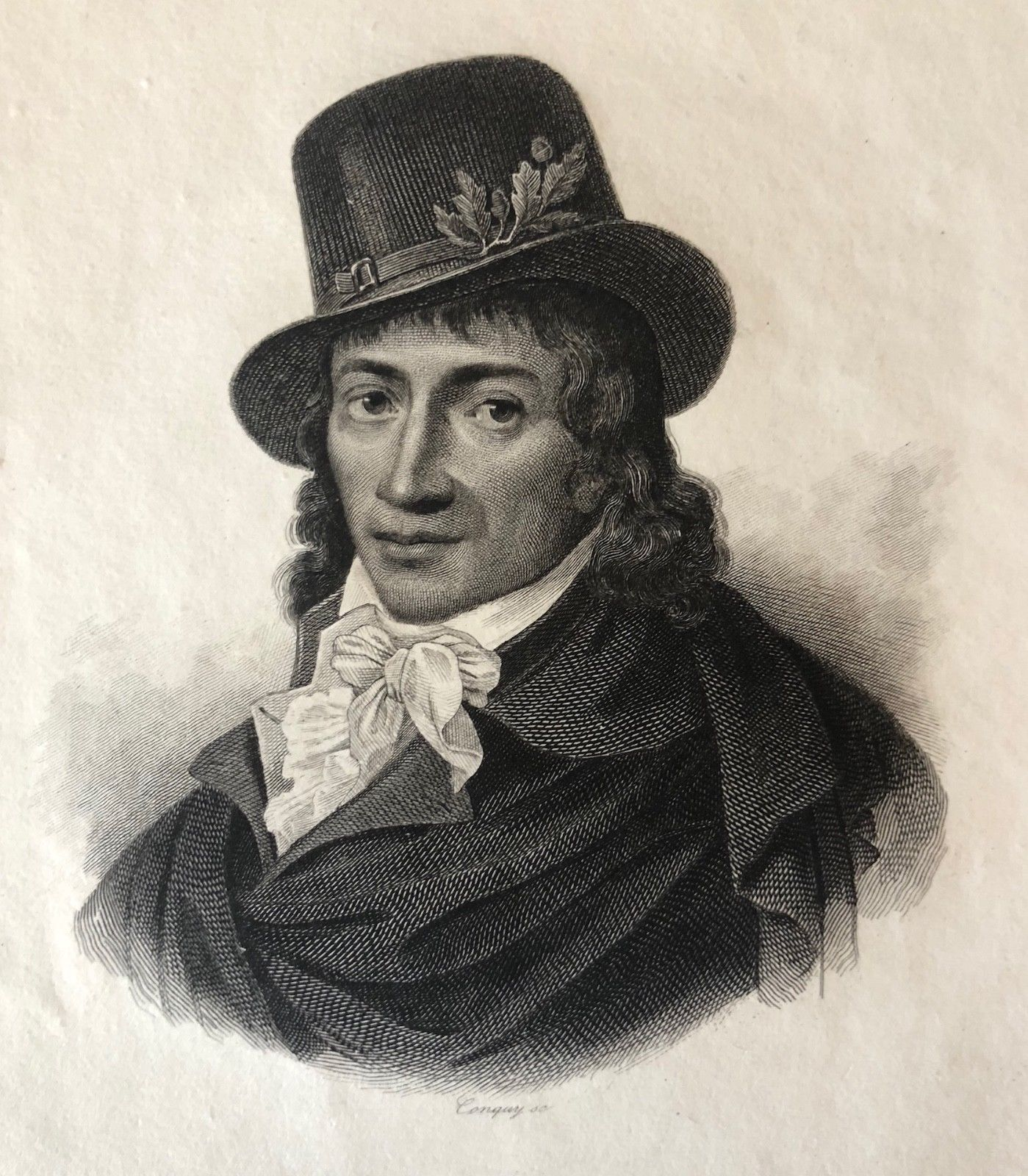
Camille Desmoulins (1760–1794)

La sinistra si divise in base agli obiettivi. La grande maggioranza, compresa la maggior parte dei giacobini e i loro capi, come Robespierre e Danton, desideravano la deposizione del re, ma preferivano ancora il mantenimento della monarchia. All'estrema sinistra, invece, vi era una fazione intrisa di sentimenti soprattutto repubblicani, un gruppo che esisteva a malapena da sei mesi, ma che aveva ricevuto un forte impulso dalla tentata fuga reale. Tra i leader repubblicani vi erano uomini come Robert, Condorcet, Desmoulins e Brissot. Tra i giornali radicali, la Révolutions de Paris, la Bouche de Fer di Fréron, il Patriote française di Brissot, e il giornale personale di Desmoulins sostenevano apertamente la repubblica. Anche il Club dei Cordiglieri era fondamentalmente repubblicano nei sentimenti, e allo stesso modo numerose società popolari. Tuttavia, dopo la prima ondata di attività e di propaganda, i repubblicani furono costretti a ritirarsi a causa della mancanza di sostegno popolare. Abbandonando le loro pretese repubblicane, si accontentarono di sostenere il programma della maggioranza democratica, chiedendo comunque la deposizione di Luigi XVI. Tutte le fazioni della sinistra aumentarono le loro richieste di un suffragio più ampio, e vi era anche un forte elemento a favore della creazione di un sistema di referendum popolare, per consentire all'elettorato di concorrere alle leggi approvate dall'Assemblea Nazionale.

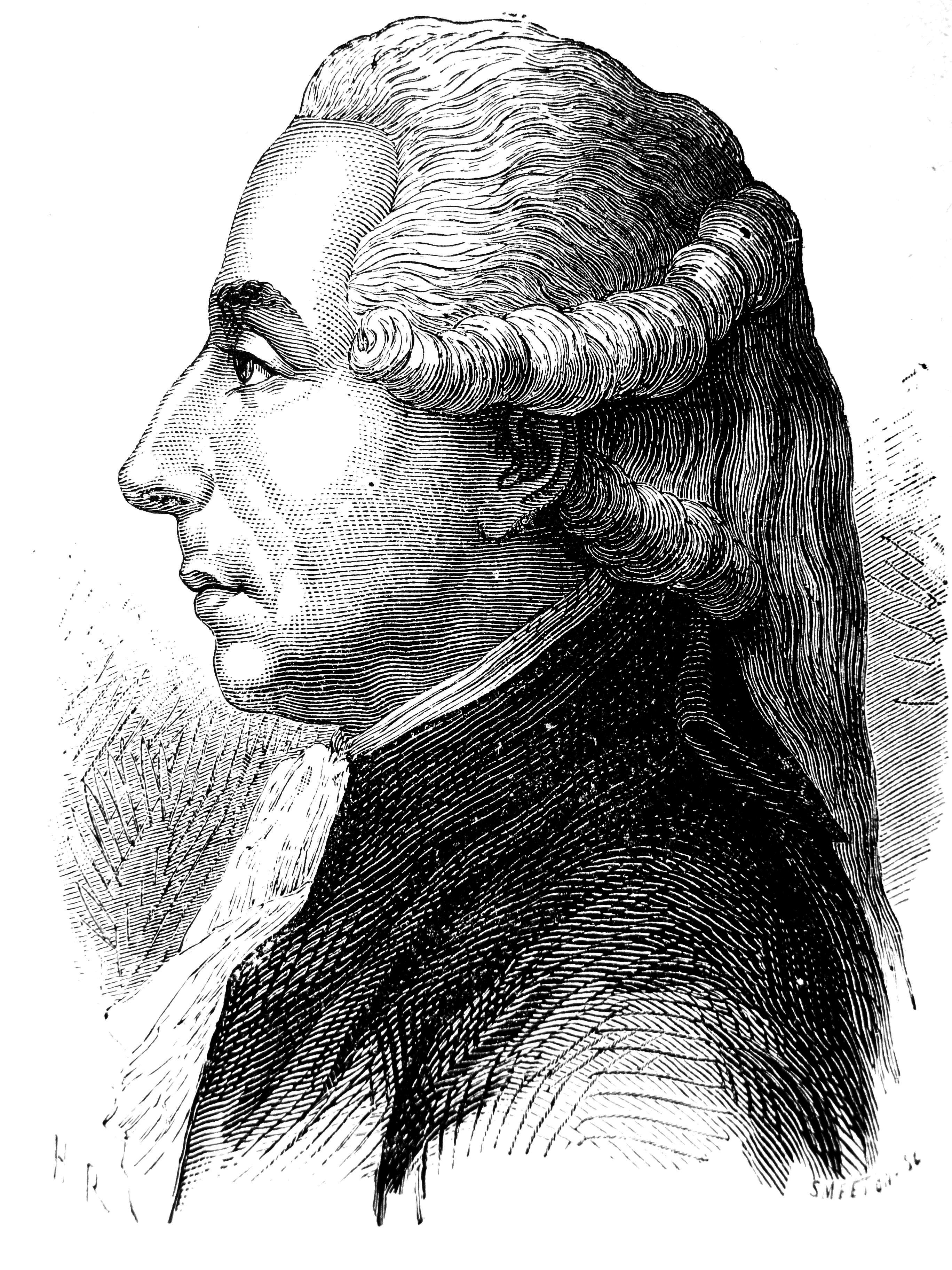
Raffigurazione del profilo di Bailly

All'interno di un labirinto di macchinazioni, trame, complotti, contro-complotti e intrighi che avvolgevano la politica comunale parigina nel periodo cruciale dopo la fuga reale, vi era la figura solitaria del sindaco. Comprendendo solo imperfettamente le forze che si contendevano il potere, Bailly era praticamente in disparte dagli intrighi della sinistra, da quelle dei moderati come lo stesso La Fayette che pianificava di fermare i radicali, e dalle trame dei realisti che erano al lavoro per riguadagnare il terreno perso quando il re era stato arrestato a Varennes. Gli intrighi di palazzo di La Fayette e Mirabeau non coinvolgevano il sindaco, che fu associato con la corte, nella mente popolare, solo a causa della sua stretta collaborazione con il generale. Nella seconda metà del 1791, la popolarità di La Fayette e di Bailly infatti continuò a diminuire.
La scena era comunque pronta per l'affaire del Campo di Marte, un evento che segnò il primo scontro fisico tra i moderati e la sinistra e che concluse definitivamente ogni speranza di una pacifica risoluzione interna delle divergenze politiche rivoluzionarie esistenti.
Il massacro del Campo di Marte infatti fu un evento di portata nazionale, un risultato diretto del tentativo, da parte delle forze moderate che tenevano ancora le redini del potere, di schiacciare l'opposizione della sinistra, che si era concentrata a Parigi. L'obiettivo dei moderati dell'Assemblea nazionale, di La Fayette, di Bailly e dei dirigenti comunali di Parigi era la soppressione dei radicali, che, dal momento della fuga reale stavano iniziando a sostenere sempre di più l'impianto repubblicano, o almeno un referendum popolare per decidere sul destino del re. I moderati erano infatti convinti che la loro continuazione al potere sarebbe dipesa dal mantenimento, o meno, di Luigi XVI sul trono. Una concessione alla volontà popolare sotto forma di un referendum sarebbe stata una resa a favore di un principio democratico di governo e una negazione di tutta la teoria della supremazia politica della classe media. Anche la semplice deposizione del re avrebbe sollevato un problema di selezione di infinita difficoltà: la scelta di un reggente adeguato durante la minore età del delfino.
Gli eventi mossero rapidamente verso una crisi nelle prime settimane di luglio. Preoccupato per la sicurezza della famiglia reale, Bailly autorizzò La Fayette ad usare la forza per respingere eventuali attacchi alle Tuileries.
L'Assemblea nazionale era intanto determinata a forzare l'accettazione del decreto che dichiarava la figura del re inviolabile, e lo proclamava innocente del tentativo di fuga. Essi volevano utilizzare il governo municipale di Parigi come strumento per la soppressione dell'opposizione. Fingendosi sorpresa che il proprio decreto d'esonero del re avrebbe potuto causare disordini, l'Assemblea con toni gravi ordinò al comune di Parigi di sopprimere ogni disordine e di fermare i «trasgressori e i disturbatori della quiete pubblica». Spinto a un'azione dalle esigenze dell'Assemblea nazionale, Bailly si preparò a mobilitare le forze del governo municipale per porre fine al disordine. Il 16 luglio il sindaco dipinse un quadro cupo al Consiglio Comunale sulle agitazioni, le sedizioni, e l'attività sovversiva, e dichiarò che «i faziosi sono determinati a rinnovare e anche ad intensificare l'attività criminale che si è manifestata per diversi giorni». Al Consiglio generale egli lesse gli ordini che l'Assemblea nazionale aveva dato al governo municipale, ovvero di: «impiegare tutti i mezzi che la costituzione aveva dato loro per sopprimere i movimenti, per arrestare e punire gli autori e per la protezione della tranquillità dei cittadini».

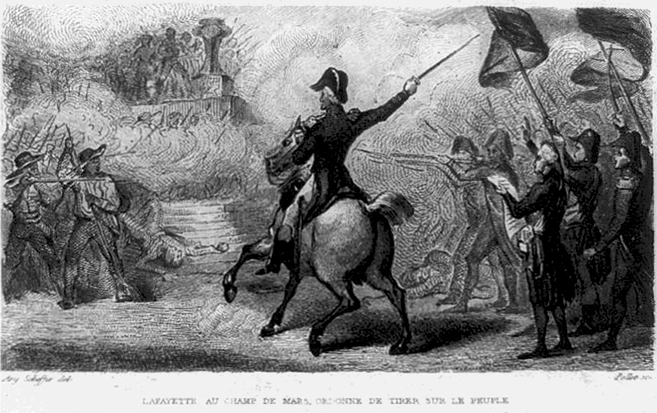
Un dipinto del massacro del Campo di Marte. La Fayette è al centro, con la spada

Il 16 luglio un gruppo di radicali del Club dei Cordiglieri redasse una petizione da presentare all'Assemblea nazionale annunciando che si sarebbero rifiutati di riconoscere Luigi XVI come re fino a quando la questione non sarebbe stata presentata alla nazione come referendum popolare. Elaborarono un piano per fare in modo che la petizione venisse firmata dai cittadini che ne erano d'accordo il giorno successivo al Campo di Marte. Il Club dei Giacobini non sanzionò ufficialmente questa petizione; anzi, molti dei principali giacobini, percependo la crisi in atto, lasciarono la città la sera del 16 luglio. Verso mezzogiorno del 17 luglio la folla cominciò ad arrivare al Campo di Marte; quando si seppe che l'Assemblea nazionale si era definitivamente pronunciata sul destino del re, proclamandolo inviolabile e innocente del tentativo di fuga, si decise di redigere un'altra petizione. Questa nuova istruzione chiese all'Assemblea Nazionale di:
(La petizione dei Cordiglieri.)

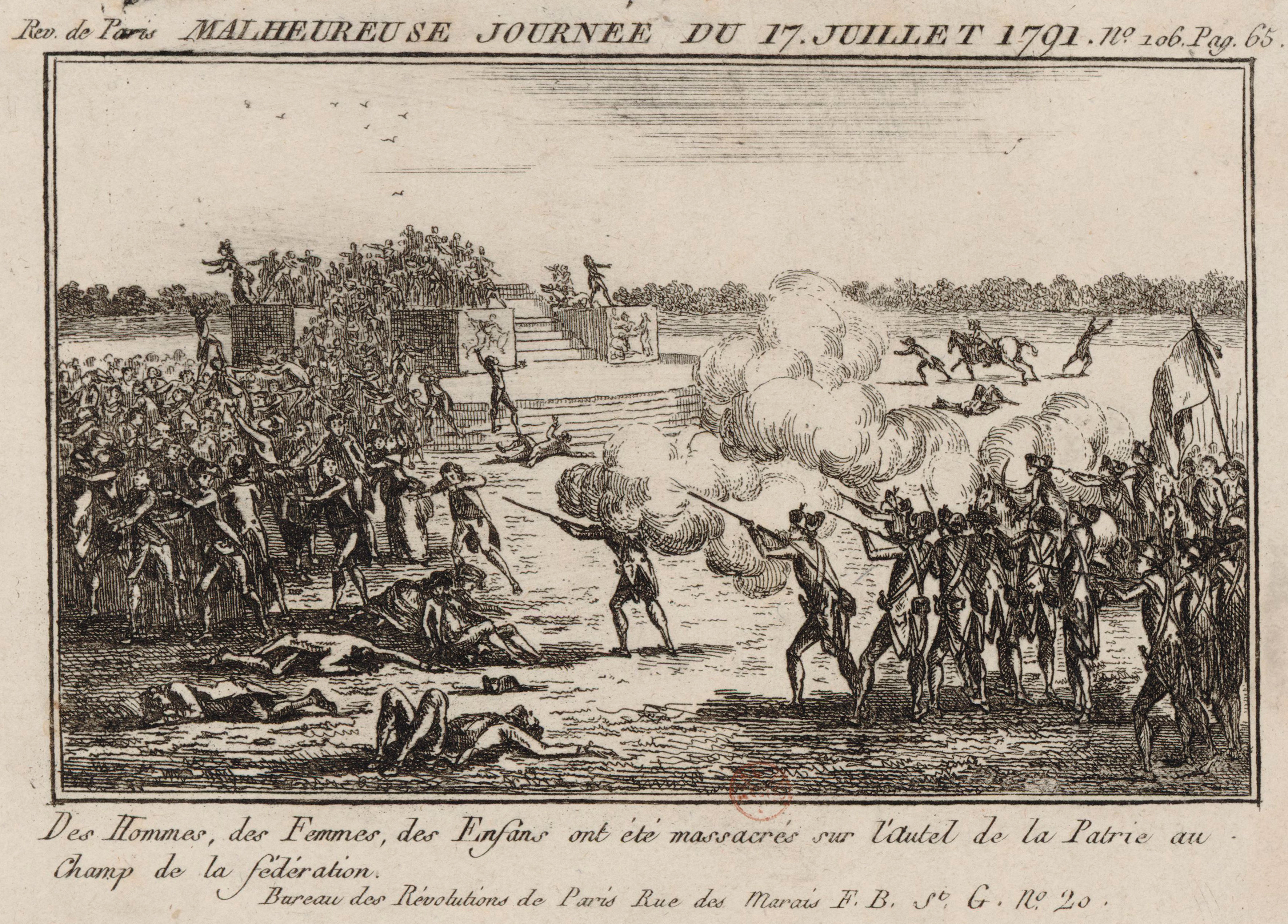
Raffigurazione del massacro del Campo di Marte. Stampa anonima, Bureau des Révolutions de Paris, 1791

Gli eventi precipitarono quando la folla scoprì che sotto le tavole del palco dove si firmava, che era lo stesso altare su cui La Fayette aveva giurato nel giorno della Fête de la Féderation, si erano nascosti due uomini, in realtà intenti a sbirciare sotto le vesti delle donne che sarebbero salite sul palco; i parigini li scoprirono e, sospettando che fossero delle spie, li decapitarono entrambi.
Seguendo l'ordine dell'Assemblea Nazionale, La Fayette, con un reparto della Guardia Nazionale, e Bailly, alla testa di un corpo municipale, si diressero al Campo di Marte per disperdere la folla ed evitare, così, che quella sottoscrizione potesse provocare una "crisi istituzionale". Bailly e La Fayette fecero issare la bandiera rossa, che serviva per proclamare la legge marziale; la folla presente mostrò la propria ostilità nei confronti dei soldati e della bandiera. Alcuni manifestanti iniziarono a lanciare delle pietre e dalla loro parte partì anche qualche colpo di pistola. Quando un soldato fu colpito, le guardie nazionali di La Fayette spararono sulla folla (non si sa se dietro un ordine o no), ferendo o uccidendo decine di persone (la fonte principale afferma che ci furono circa una cinquantina di vittime). I capi della manifestazione, tra cui Danton e Marat, fuggirono o andarono a nascondersi.
Subito dopo la strage, una folla di rivoltosi attaccò la casa di La Fayette nel tentativo di danneggiarla e di linciare la moglie. La sua reputazione tra la gente comune, come quella di Bailly, soffrì drammaticamente dopo il massacro in quanto ormai sembrava più che certo che simpatizzasse con gli interessi reali. Il crollo di popolarità era ormai irreversibile.
Il giorno seguente Bailly firmò un proprio rapporto completo sulla vicenda all'Assemblea nazionale e lui e La Fayette furono elogiati per la loro azione risoluta. Ma questo fu l'inizio della fine: i loro nemici al di fuori dell'Assemblea incominciarono a suggerire che lui e La Fayette si fossero macchiati di gravissime colpe per gli eventi di quel giorno.

#### Dimissioni di La Fayette e Bailly

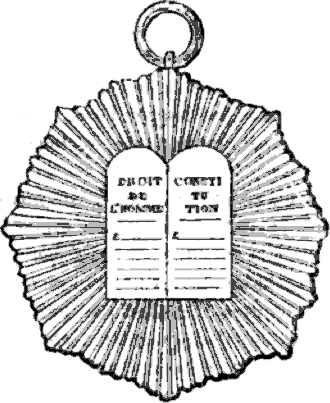
Medaglia dell'Assemblea legislativa

Le critiche sempre più forti da parte delle forze più radicali verso i moderati La Fayette, Bailly e verso l'Assemblea Nazionale portarono a una scissione definitiva nel Club dei Giacobini. Come conseguenza della scissione avvenuta tra i sostenitori e gli avversari di Luigi XVI, alcuni dei loro elementi più moderati, tra cui Bailly e La Fayette, e i monarchici dell'Assemblea Nazionale vi uscirono definitivamente per formare il 18 luglio 1791, subito dopo il massacro a Campo di Marte, un nuovo partito: il più conservatore Club dei Foglianti.
Nel mese di settembre, l'Assemblea nazionale perfezionò la costituzione, nota poi come Costituzione del 1791, e ai primi di ottobre, con una parvenza di legge costituzionale restaurata, La Fayette decise di dimettersi definitivamente dalla Guardia Nazionale. L'Assemblea, terminato il suo compito, si sciolse e si votarono i rappresentanti della nuova Assemblea Legislativa; tale assemblea era formata da uomini nuovi, a causa di un decreto - voluto da Robespierre - secondo cui nessuno dei membri dell'Assemblea Nazionale potesse essere eleggibile nella nuova assise. Quest'ultima, in base alla legge elettorale approvata, di stampo censitario, rappresentava per lo più la borghesia media, perciò i Foglianti di La Fayette, Antoine Barnave e Bailly risultarono comunque i più votati, ottenendo circa 260 seggi. Nonostante ciò il gruppo elettorale più ampio era quello della Palude, una serie di deputati indipendenti di vario stampo (in totale 345 deputati), che finivano spesso per favorire più le politiche dei neo-formatisi Girondini di Brissot oltre che della sinistra Giacobina e Cordigliera, che contavano in totale 136 deputati, piuttosto che le idee moderate e monarchiche dei Foglianti.
Dopo gli eventi avvenuti al Campo di Marte comunque, il sindaco Bailly – da mesi sotto il mirino di critiche feroci – si rese conto che le ultime vestigia della sua popolarità erano scomparse e che non era più una voce efficace per la rivoluzione. Il 19 ottobre presentò le sue dimissioni dal ruolo di sindaco alla Comune in una lettera dal tono singolarmente scoraggiato e significativa per la sua mancanza di eloquenza rivoluzionaria:
(Bailly nella "Lettre aux officiers municipaux, 19 octobre 1791".)

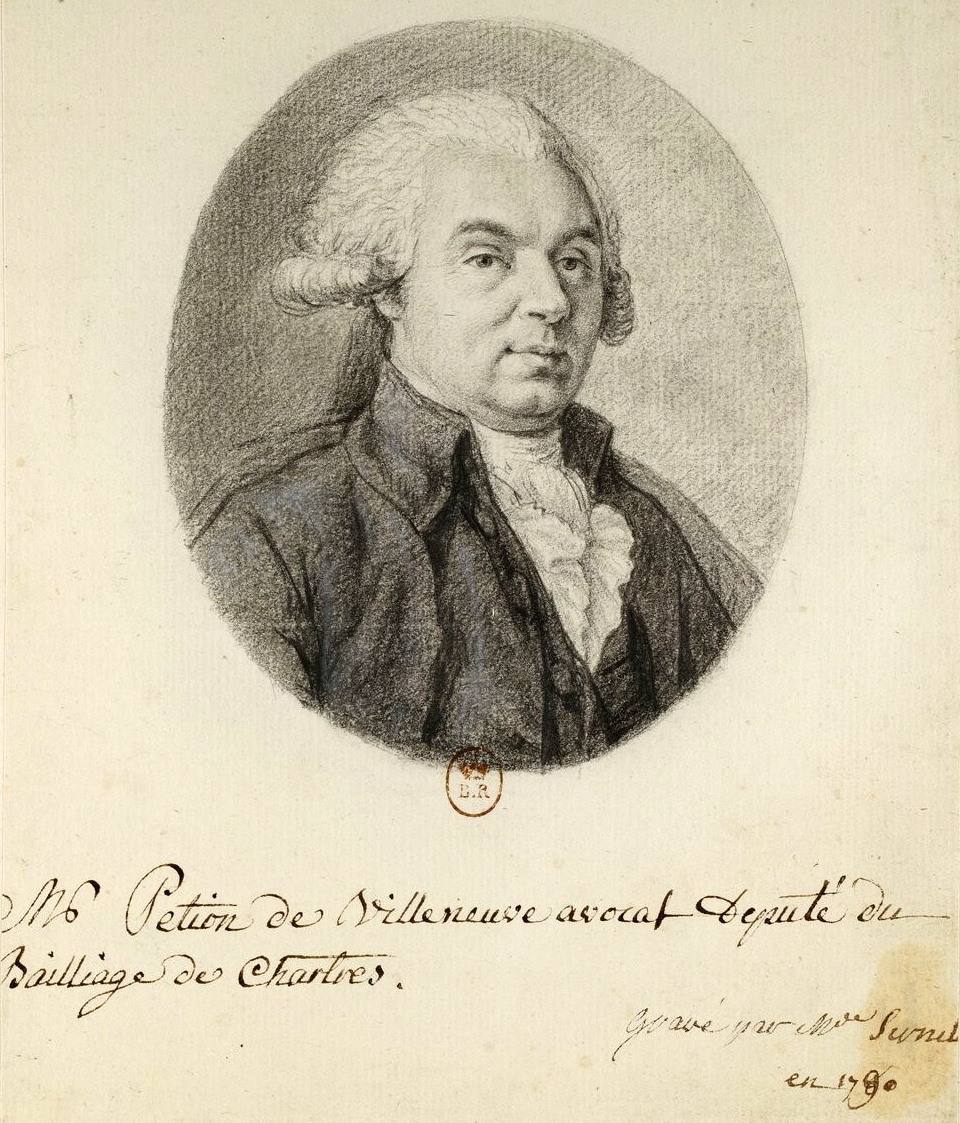
Jérôme Pétion de Villeneuve (1756–1794)

A Bailly fu chiesto di posporre la sua resignazione almeno fino a che non si fossero potute organizzare nuove elezioni, ma nessuno in realtà protestò per le sue dimissioni. Così le nuove elezioni si tennero il mese successivo, il 14 novembre 1791. Ad esse si candidarono La Fayette e il giacobino Jérôme Pétion de Villeneuve, il quale venne eletto sindaco di Parigi battendo La Fayette con il 60% circa dei consensi (6708 voti su 10632 votanti) nonostante avesse votato solo il 10% degli aventi diritto. Fondamentale per Pétion fu il fatto che la corte non appoggiò La Fayette, privato così dei voti per vincere.
Anche l'influenza di La Fayette, inviso sia alla sinistra - che aveva ormai catalizzato la rivoluzione - sia alla corte e alla famiglia reale, era ormai scesa ai minimi termini.

#### Fine: conflitto e esilio
La Fayette tornò nella natia Alvernia nell'ottobre 1791. La Francia dichiarò guerra all'Austria il 20 aprile 1792, perciò iniziarono i preparativi per invadere i Paesi Bassi austriaci (l'odierno Belgio). La Fayette, che era stato promosso a tenente generale il 30 giugno 1791, ricevette il 14 dicembre seguente il comando di uno dei tre eserciti, l'Armée du Centre, con sede a Metz. La Fayette fece del suo meglio per modellare le reclute e gli uomini della Guardia Nazionale in una vera e propria forza di combattimento coesa, ma scoprì presto che la maggior parte delle sue truppe erano simpatizzanti giacobini e odiavano i loro superiori; questo sentimento era comune nell'esercito, come fu dimostrato dopo la battaglia di Marquain quando le truppe francesi sconfitte trascinarono il loro comandante, Théobald Dillon, a Lilla dove fu fatto a pezzi dalla folla. Uno dei comandanti dell'esercito, Rochambeau, si dimise; La Fayette, insieme al terzo comandante, Nicolas Luckner, chiese all'Assemblea di avviare i colloqui di pace, interessato soprattutto a ciò che sarebbe potuto accadere se le truppe avessero dovuto combattere un'altra battaglia.
Nel giugno del 1792 La Fayette criticò la crescente influenza dei radicali attraverso una lettera all'Assemblea legislativa, e concluse la missiva chiedendo che questi partiti venissero «chiusi con la forza». La Fayette sbagliò completamente il tempismo, perché i radicali erano ormai in pieno controllo di Parigi: il generale tornò in città e il 28 giugno tenne un discorso di fuoco davanti all'Assemblea denunciando i giacobini e gli altri gruppi radicali; per tutta risposta fu accusato di aver abbandonato le sue truppe. La Fayette chiamò dei volontari per contrastare i Giacobini, ma quando vide solo poche persone presenti, capì davvero l'umore del popolo e frettolosamente lasciò Parigi. Robespierre lo definì «un traditore» e la folla bruciò le sue effigi. Il generale fu trasferito al comando dell'Armée du Nord il 12 luglio 1792.

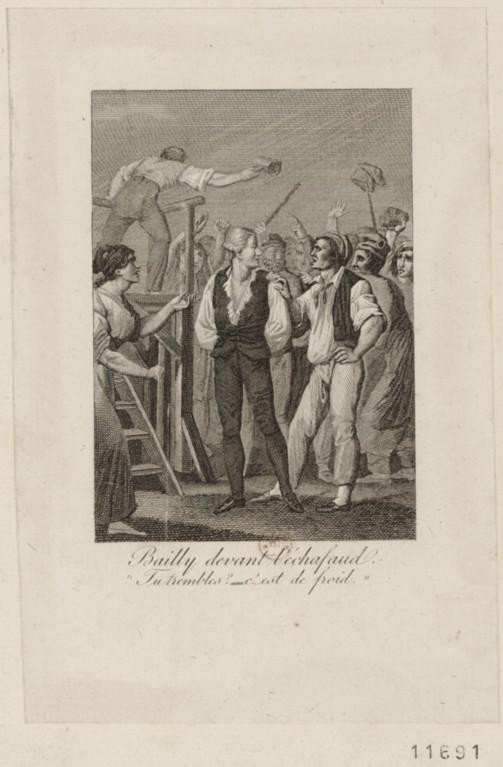
Bailly condotto al patibolo

Il 25 luglio il Manifesto di Brunswick, che avvertiva che Parigi sarebbe stata distrutta dagli austriaci e dai prussiani se il re fosse stato anche solo toccato, portò alla definitiva caduta di La Fayette e della famiglia reale. Una folla attaccò le Tuileries il 10 agosto, il re e la regina furono imprigionati e poi portati al Tempio di Parigi. L'Assemblea ben presto abolì la monarchia e il re e la regina sarebbero stati decapitati nei mesi successivi. La stessa sorte sarebbe toccata all'ex-sindaco Bailly che, arrestato a Melun mentre dimorava dall'amico Pierre-Simon Laplace, fu processato e condannato per gli atti nefasti avvenuti nel Campo di Marte e per la collaborazione con La Fayette, e fu infine ghigliottinato nel novembre del 1793. La Fayette volle ricordare così la statura morale e l'ingiustizia subita da Bailly, suo principale alleato politico durante gli ultimi anni:
(La Fayette nelle sue memorie.)
Il 14 agosto 1792, intanto, il nuovo ministro della giustizia, Danton, aveva già emesso un mandato d'arresto nei confronti di La Fayette. Questi, sperando di potersi recare negli Stati Uniti, si auto-esiliò ed entrò nei Paesi Bassi austriaci.

### Prigionia

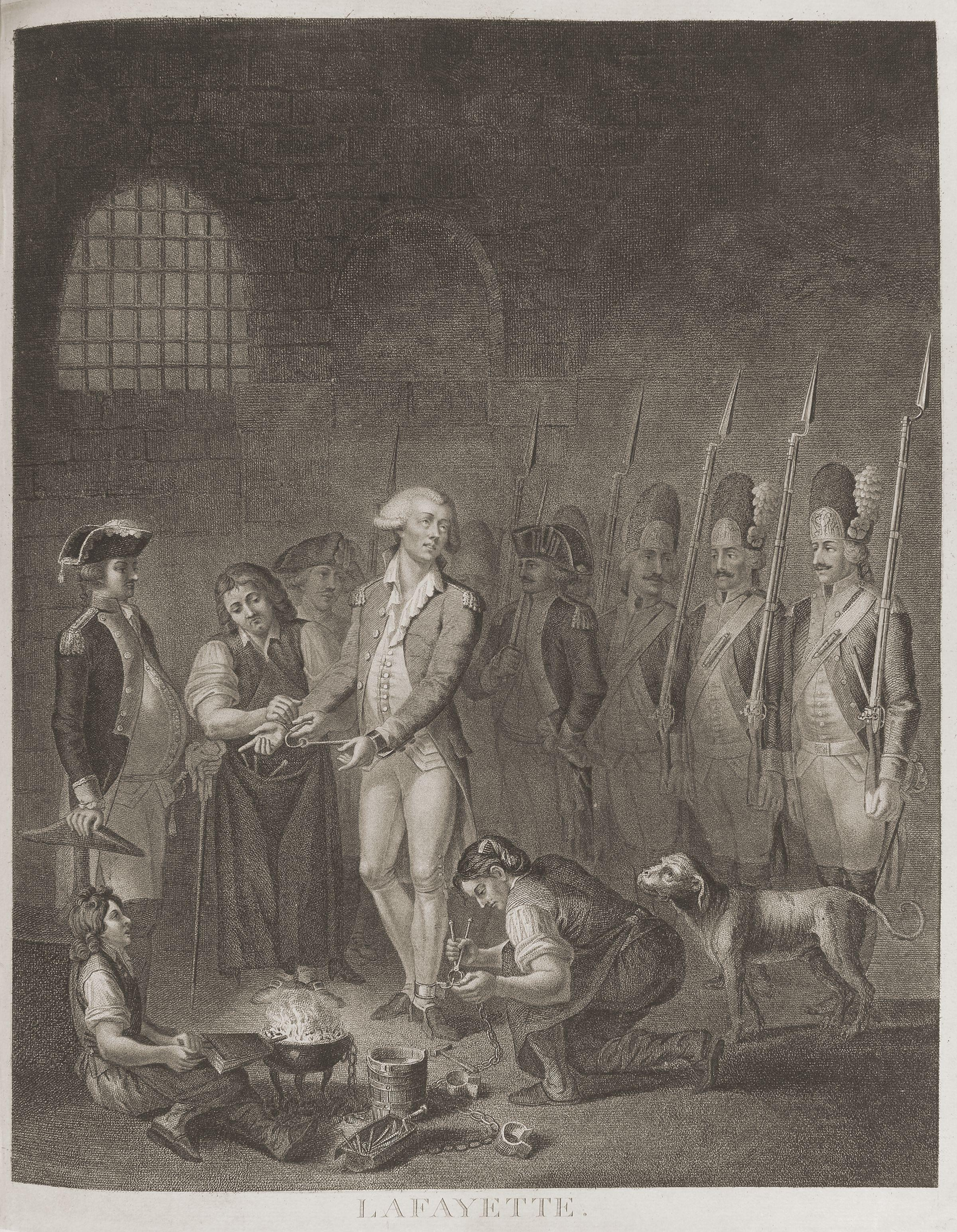
La Fayette in prigione

La Fayette fu fatto prigioniero dagli austriaci nei pressi di Rochefort quando un altro ex ufficiale francese, Jean-Xavier Bureau de Pusy, chiese il diritto di transito attraverso il territorio austriaco per conto di un gruppo di ufficiali francesi; questo diritto fu inizialmente concesso, come lo era stato per molti altri in fuga dalla Francia, ma fu revocato quando il famoso La Fayette fu riconosciuto. Federico Guglielmo II di Prussia, alleato dell'Austria contro la Francia, una volta aveva ricevuto La Fayette, ma adesso lo vedeva come un fomentatore pericoloso di ribellioni, che doveva essere imprigionato in modo da impedirgli di rovesciare altre monarchie.
La Fayette fu tenuto prigioniero presso Nivelles, e poi trasferito in Lussemburgo dove un tribunale militare della coalizione antifrancese dichiarò lui, de Pusy e altri due ufficiali prigionieri di Stato per il loro ruolo nella Rivoluzione. Il tribunale ordinò che fossero tenuti prigionieri fino a quando non fosse stato restaurato un re francese che avrebbe dato un giudizio definitivo su di loro. Il 12 settembre 1792, ai sensi dell'ordine del tribunale, i prigionieri furono trasferiti in custodia alla Prussia; il gruppo fu condotto nella città-fortezza prussiana di Wesel, in cui i francesi rimasero in celle singole, brulicanti di parassiti, all'interno della cittadella centrale dal 19 settembre al 22 dicembre 1792. Quando le vittoriose truppe rivoluzionarie francesi iniziarono a minacciare la Renania, il re Federico Guglielmo II ordinò di trasferire i prigionieri a est, presso la cittadella di Magdeburgo, dove rimasero un intero anno dal 4 gennaio 1793 al 4 gennaio 1794.
Federico Guglielmo capì però che avrebbe potuto guadagnare poco continuando a combattere le forze francesi inaspettatamente vincenti, e che ci sarebbero stati dei guadagni più facili per il suo esercito nel Regno di Polonia; di conseguenza le ostilità con la Repubblica francese vennero fermate, ma i prigionieri di Stato furono consegnati al loro ex-partner della coalizione, il monarca austriaco Francesco II d'Asburgo-Lorena. La Fayette e i suoi compagni furono inizialmente inviati a Neisse (oggi Nysa) in Slesia. Il 17 maggio 1794 furono portati lungo il confine austriaco, dove un'unità militare era in attesa di riceverli. Il giorno dopo, gli austriaci mandarono i loro prigionieri in una caserma-prigione, un ex collegio dei Gesuiti, nella città-fortezza di Olmütz, in Moravia (oggi Olomouc nella Repubblica Ceca).
La Fayette, quando fu catturato, aveva cercato di utilizzare la cittadinanza americana che gli era stata concessa per ottenere il suo rilascio, e contattò l'ambasciatore americano a L'Aia William Short. Anche se Short e altri inviati degli Stati Uniti desideravano molto soccorrere La Fayette per i servizi che questi aveva reso al loro paese, si sapeva che il suo status di ufficiale francese aveva la precedenza su qualsiasi pretesa di cittadinanza americana. L'allora presidente George Washington aveva ordinato agli inviati di evitare azioni che impigliassero il loro paese negli affari europei, e gli Stati Uniti non avevano rapporti diplomatici né con la Prussia né con l'Austria. Mandarono comunque del denaro a La Fayette, e a sua moglie, che i francesi intanto avevano imprigionato: il Segretario di Stato Thomas Jefferson aveva trovato infatti una scappatoia secondo cui La Fayette doveva essere pagato, con gli interessi, per i suoi servizi come Major general dal 1777 al 1783, e un atto in tal senso fu velocemente approvato dal Congresso degli Stati Uniti e firmato dal presidente Washington. Questi fondi permisero ad entrambi i La Fayette dei privilegi altrimenti impossibili durante la loro prigionia.
Un più diretto sforzo per aiutare l'ex-generale fu il tentativo di fuga patrocinato da Angelica Schuyler Church, cognata di Alexander Hamilton, e suo marito John Barker Church, membro del Parlamento britannico che aveva servito l'Esercito continentale. Essi assunsero come agente un giovane fisico di Hanover, Justus Erich Bollmann, che aveva acquisito un assistente, uno studente di medicina della Carolina del Sud, Francis Kinloch Huger. Questi era il figlio di Benjamin Huger, con cui La Fayette era rimasto per un po' di tempo al suo primo arrivo in America. Con il loro aiuto, La Fayette riuscì a fuggire da una carrozza scortata nella campagna poco fuori Olmütz, ma perse la strada e fu quasi subito ricatturato. Bollman e Huger furono arrestati ma ricevettero una condanna di breve durata, dopo la quale furono rilasciati diventando delle celebrità internazionali per il loro tentativo di liberare La Fayette. I due si recarono poi in America dove si incontrarono con Washington e lo informarono sulle condizioni a Olmütz.

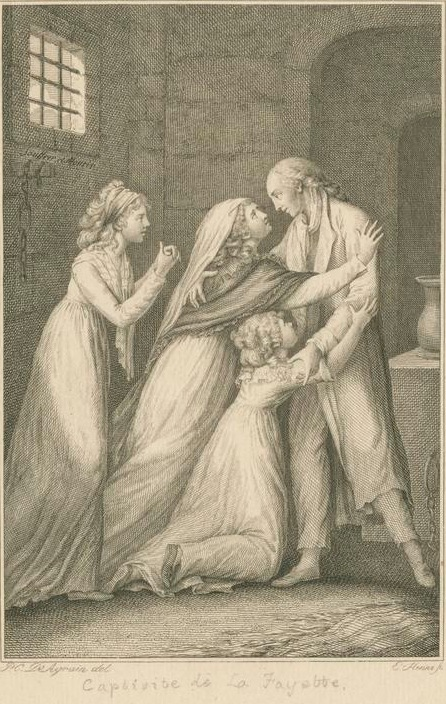
Raffigurazione del ricongiungimento di La Fayette con la moglie e le figlie in prigione

Il 22 giugno 1794 intanto la madre, la sorella e la nonna della moglie di La Fayette, Adrienne, vennero ghigliottinate. Sua moglie invece, fortunosamente, fu rilasciata dal carcere e, con l'aiuto dell'allora ambasciatore degli Stati Uniti in Francia, il futuro presidente James Monroe, ottenne dei passaporti per sé stessa e per le sue figlie dal Connecticut, che aveva concesso la cittadinanza all'intera famiglia La Fayette. Suo figlio Georges Washington era invece da tempo riuscito a uscire clandestinamente dalla Francia e si era rifugiato negli Stati Uniti. Adrienne e le sue due figlie partirono per Vienna per un incontro con l'imperatore Francesco, che concesse il permesso alle tre donne di vivere con La Fayette in prigione. La Fayette, che aveva sopportato un durissimo isolamento inflittogli per il suo tentativo di fuga di un anno prima, poté riabbracciare la moglie e le figlie il 15 ottobre 1795. La famiglia trascorse unita i successivi due anni in cella.

#### Liberazione e rientro in Francia
Attraverso la diplomazia, la stampa e gli appelli personali, i simpatizzanti di La Fayette su entrambi i lati dell'Atlantico fecero sentire la loro influenza, soprattutto dopo la fine del Regime del Terrore di Robespierre. Un giovane generale vittorioso, Napoleone Bonaparte, negoziò il rilascio dei prigionieri di Stato a Olmütz in conseguenza della stipula del Trattato di Campoformio; dopo oltre cinque anni si concluse in tal modo la prigionia di La Fayette. La famiglia La Fayette e i loro compagni di prigionia lasciarono Olmütz sotto scorta austriaca la mattina del 19 settembre 1797, attraversarono il confine nord di Praga e furono ufficialmente consegnati al console americano ad Amburgo il 4 ottobre.
Da Amburgo, La Fayette inviò una nota di ringraziamento al generale Bonaparte. Il governo francese, ovvero il Direttorio, non era disposto però ad accettare il ritorno di La Fayette a meno che questi non gli giurasse fedeltà. La Fayette non era disposto a farlo, perché credeva che fosse giunto al potere con mezzi incostituzionali. Per vendetta, il Direttorio vendette le rimanenti proprietà di La Fayette, lasciandolo in miseria. La famiglia, a cui presto si affiancò il figlio Georges Washington, che era intanto tornato dall'America, recuperò una proprietà vicina ad Amburgo appartenente alla zia di Adrienne. A causa del conflitto tra gli Stati Uniti e la Francia in atto, però, La Fayette non poteva recarsi in America come sperava, il che lo rendeva praticamente un apolide.

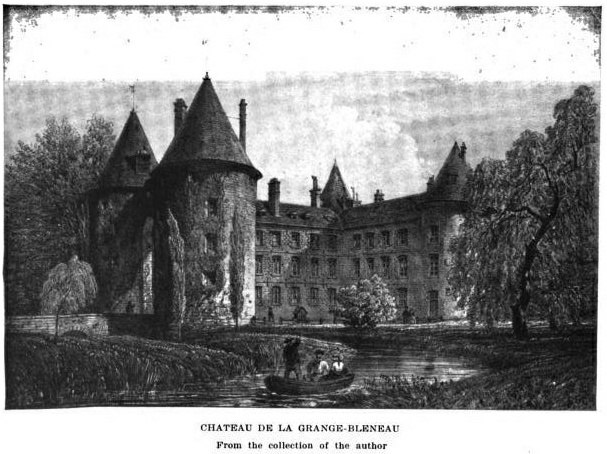
Château de la Grange-Bléneau

Adrienne riuscì comunque ad andare a Parigi, e tentò di garantire il rimpatrio del marito lusingando Bonaparte, che intanto era tornato in Francia dopo le numerose vittorie. Dopo il Colpo di Stato del 18 brumaio (9 novembre 1799) attuato da Bonaparte, La Fayette utilizzò la confusione causata dal cambiamento di regime per scivolare in Francia con un passaporto a nome di "Motier". Bonaparte espresse rabbia, ma Adrienne riuscì a trovare un compromesso, e gli propose non solo che La Fayette gli avrebbe dato il suo sostegno, ma che poi questi si sarebbe ritirato definitivamente dalla vita pubblica e che sarebbe andato a vivere in una proprietà che aveva intanto recuperato, lo Château de la Grange-Bléneau. Napoleone, come Primo Console (e, de facto, capo di Stato) di Francia permise a La Fayette di rimanere, anche se originariamente senza cittadinanza e soggetto a un eventuale arresto sommario se si fosse impegnato in politica, con la promessa però di un eventuale ripristino dei suoi diritti civili. La Fayette rimase tranquillamente nello Château, e quando Bonaparte tenne una cerimonia commemorativa a Parigi per George Washington, che intanto era morto nel dicembre del 1799, La Fayette non venne invitato e il suo nome non fu menzionato.

### Ritiro dalla politica

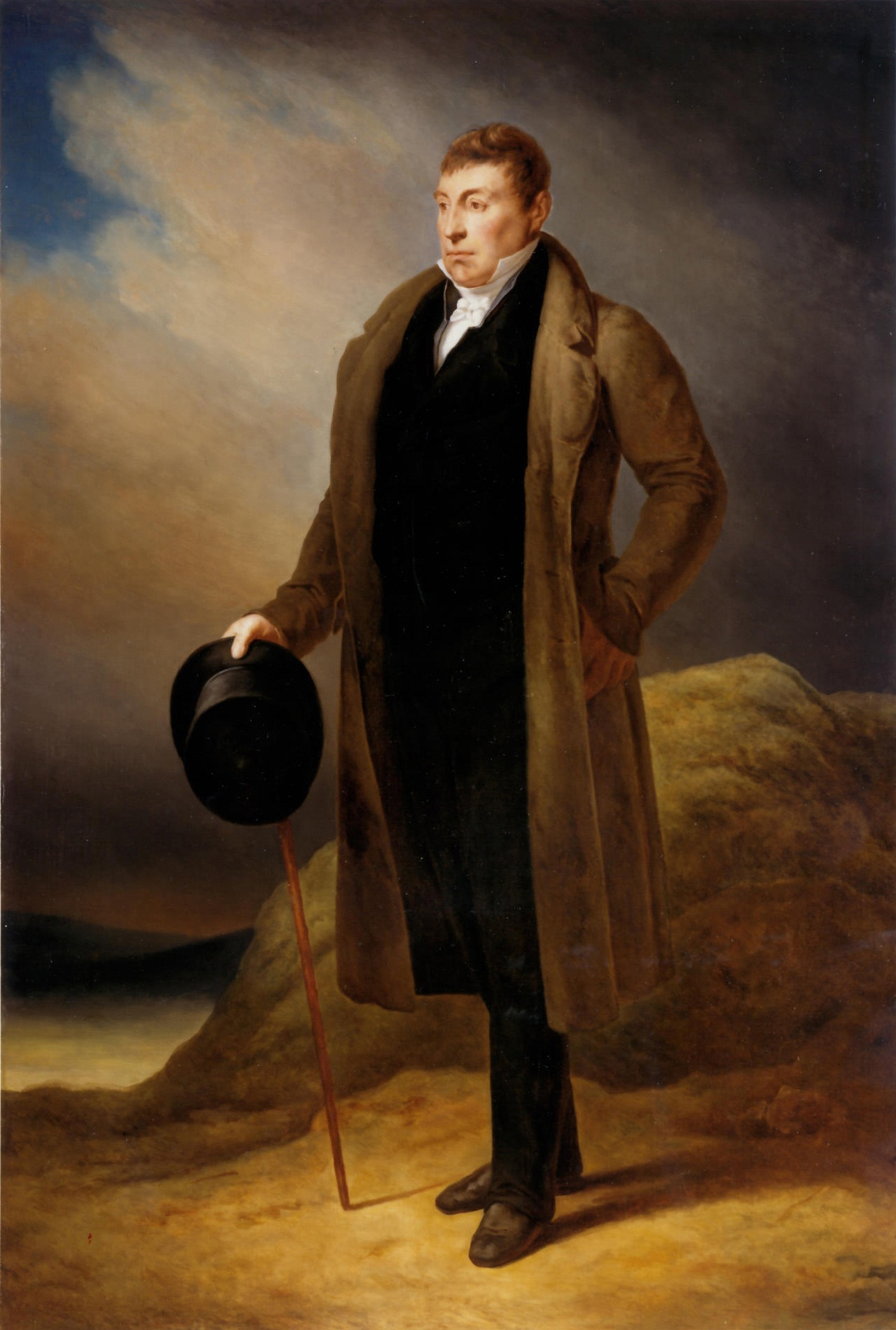
Ritratto di La Fayette nel 1824

Napoleone Bonaparte ripristinò la cittadinanza di La Fayette il 1º marzo 1800, e questi fu in grado di recuperare alcune delle sue proprietà. Il Primo Console offrì all'ex-generale di diventare ambasciatore negli Stati Uniti, ma questi rispose con un netto rifiuto perché non voleva avere nulla a che fare con il governo di Napoleone. Nel 1802, La Fayette fece parte della piccola minoranza che votò no al referendum che rese Bonaparte console a vita. Bonaparte si offrì di nominare La Fayette al Senato e di conferirgli la Legion d'Onore, ma La Fayette declinò l'offerta, anche se dichiarò che avrebbe volentieri accettato tali onori da un governo democratico.
Nel 1804 Bonaparte fu incoronato Imperatore dei francesi dopo un plebiscito al quale La Fayette non partecipò. Il generale, ormai in pensione, rimase relativamente tranquillo, anche se tenne dei discorsi durante le commemorazioni del 14 luglio. Dopo l'acquisto della Louisiana, Thomas Jefferson, allora presidente degli Stati Uniti, chiese a La Fayette se sarebbe stato interessato a governarla; La Fayette rifiutò, citando dei problemi personali e il suo desiderio di lavorare per la libertà in Francia. Nel corso di un viaggio in Alvernia nel 1807, Adrienne si ammalò, soffrendo delle complicazioni derivanti dal suo tempo passato in prigione. La malattia si trasformò in delirio, ma la donna recuperò abbastanza bene alla vigilia di Natale per riunire la famiglia attorno al suo letto di morte e dire a La Fayette: «Sono tutta tua» («Je suis toute à vous»). Adrienne morì il giorno dopo.
Negli anni successivi alla morte di Adrienne, La Fayette in gran parte rimase tranquillamente a vivere nel suo Château (aveva creato a Rosay-en Brie "Les amis de l'humanité", una loggia massonica d'opposizione della quale era il Maestro venerabile), essendo ospite di Destutt de Tracy quando soggiornava a Parigi, mentre il potere di Napoleone cresceva in tutta Europa per poi svanire. Molte persone influenti lo visitarono, soprattutto americani. Scrisse anche molte lettere, in particolare a Jefferson, e scambiò dei doni con lui, come il francese aveva fatto una volta con Washington.

### Restaurazione Borbonica
Nel 1814, la Sesta coalizione che si oppose a Napoleone invase la Francia e restaurò la monarchia; il conte di Provenza (fratello minore del re giustiziato Luigi XVI) salì al trono come Luigi XVIII di Francia. La Fayette fu ricevuto dal nuovo re ma si oppose alla nuova, molto restrittiva franchigia elettorale per la Chambre des députés, in quanto il voto fu concesso a solo 90.000 uomini in una nazione di 25 milioni. La Fayette non si candidò alle elezioni del 1814, rimanendo nel suo Château.
Vi era però del malcontento in Francia tra i soldati smobilitati e altri. Napoleone, intanto esiliato all'Elba, vide un'opportunità e sbarcò a Cannes il 1º marzo 1815 con poche centinaia di seguaci. Molti francesi accorsero alla sua bandiera, e Napoleone prese Parigi nello stesso mese, obbligando Luigi XVIII a fuggire a Gand. La Fayette rifiutò l'invito di Napoleone a servire nel nuovo governo, ma accettò l'elezione alla nuova Chambre des representants sotto la Carta del 1815, divenendone il 4 giugno vicepresidente. Lì, dopo la sconfitta di Napoleone nella battaglia di Waterloo, La Fayette chiese la sua abdicazione. Rispondendo al fratello dell'imperatore, Luciano Bonaparte, La Fayette accusò:
(La Fayette risponde a Luciano Bonaparte.)
Il 22 giugno 1815, quattro giorni dopo Waterloo, Napoleone abdicò. La Fayette si adoperò per organizzare un esilio dell'ex imperatore in America, ma gli inglesi lo impedirono e Napoleone finì i suoi giorni sull'isola di Sant'Elena. La Chambre des representants, prima di sciogliersi, nominò La Fayette in una commissione di pace che fu però ignorata dagli alleati vittoriosi che occuparono gran parte della Francia, mentre gli stessi prussiani presero in consegna lo Château di La Fayette come quartier generale. Una volta che i prussiani abbandonarono la Francia alla fine del 1815, La Fayette poté tornare a casa sua, nuovamente come privato cittadino.

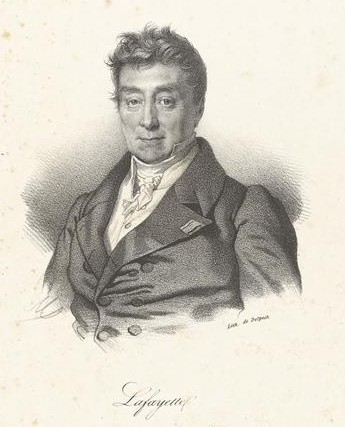
Ritratto di La Fayette, verso il 1820

Le case di La Fayette, sia a Parigi che lo Château, erano aperte a tutti gli americani che volevano incontrare l'eroe della loro rivoluzione, e anche per molte altre persone. Tra coloro con cui la romanziera irlandese Lady Sidney Morgan si riunì a tavola durante il suo soggiorno di un mese nello Château durante il 1818 vi furono il pittore olandese Ary Scheffer e lo storico Augustin Thierry, che sedeva al fianco dei vari turisti americani. Tra gli altri che lo visitarono sono inclusi il filosofo Jeremy Bentham, lo studioso americano George Ticknor e la scrittrice Frances Wright.
Nel corso del primo decennio della Restaurazione, La Fayette prestò il suo sostegno a una serie di cospirazioni in Francia e in altri paesi europei, ognuna delle quali non arrivò a nulla. Fu coinvolto, ad esempio, in varie trame della carboneria, e decise di andare a Belfort, dove aveva sede una guarnigione di truppe francesi, e di assumere un ruolo di primo piano nel governo rivoluzionario. Fu avvertito però che il governo reale aveva scoperto la congiura, perciò ritornò di nuovo sulla strada per Belfort, evitando un coinvolgimento palese. Con maggior successo, sostenne la rivoluzione greca a partire dal 1821, e con varie lettere tentò di convincere i funzionari americani ad allearsi con i greci. Il governo di Luigi XVIII considerò di arrestare sia La Fayette che il figlio Georges Washington, anch'egli coinvolto negli sforzi per aiutare i greci, ma era diffidenti nei confronti delle conseguenze politiche se lo avessero fatto. La Fayette rimase comunque un membro della Chambre des députés restaurata fino al 1823, quando le nuove regole sul voto plurale permisero di impedire che potesse offrirsi per la rielezione.

### Grand Tour degli Stati Uniti

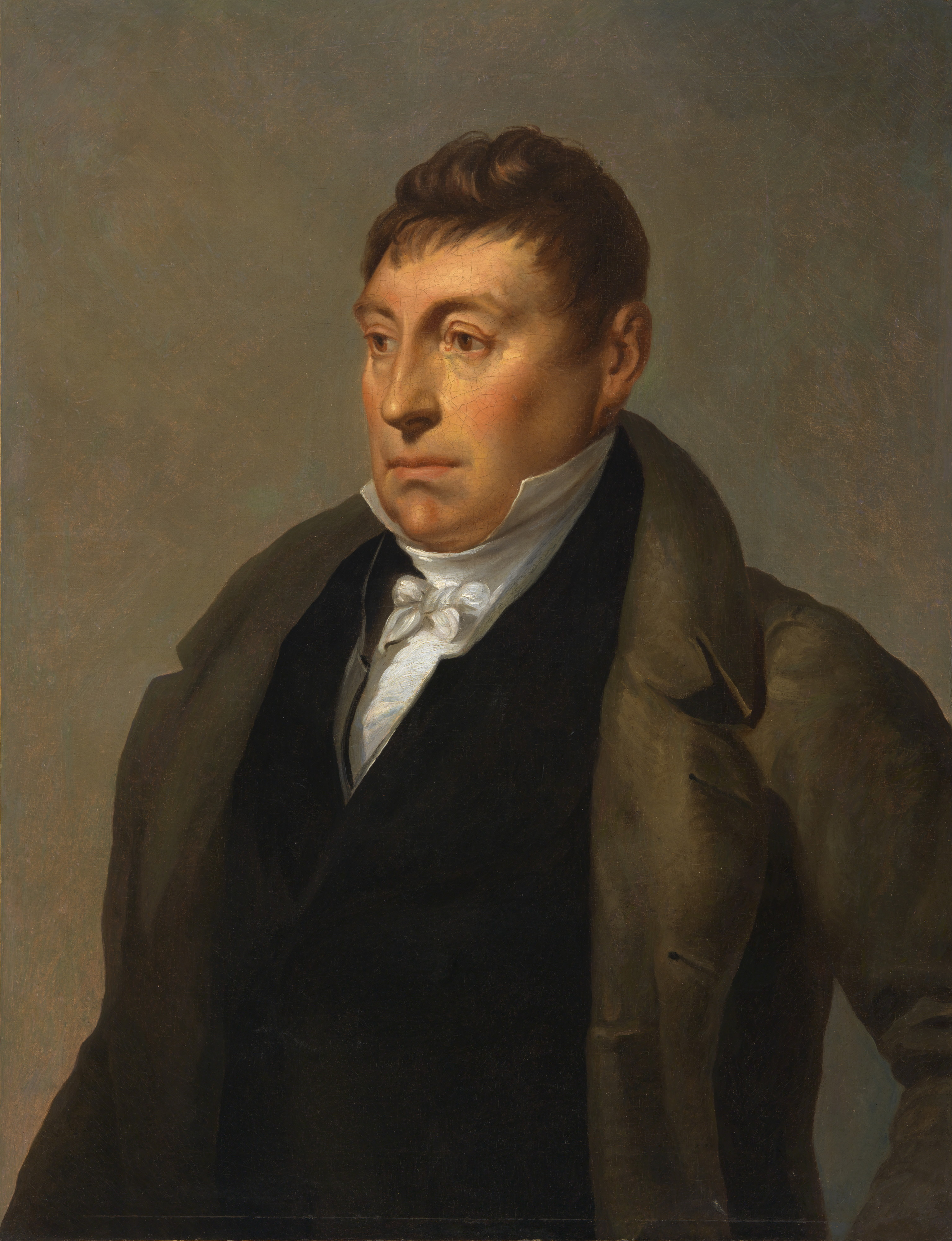
Ritratto del generale La Fayette (di Ary Scheffer) nel 1825

Il presidente James Monroe e il Congresso invitarono La Fayette a visitare gli Stati Uniti nel 1824, in parte anche per celebrare l'imminente 50º anniversario della nazione. Monroe intendeva far viaggiare La Fayette su una nave da guerra americana, ma il generale pensava che ciò fosse antidemocratico e prenotò il passaggio su un mercantile. Luigi XVIII non approvò il viaggio, e furono mandate delle truppe a disperdere la folla che si era riunita presso Le Havre per assistere alla partenza di La Fayette.
La Fayette arrivò a New York il 15 agosto 1824, accompagnato dal figlio Georges Washington e dal suo segretario Auguste Levasseur. Al suo arrivo, La Fayette fu accolto da un gruppo di veterani della guerra rivoluzionaria che avevano combattuto con lui molti anni prima; New York per quattro giorni e quattro notti consecutive esplose in festa. Quando La Fayette partì per quello che pensava sarebbe stato un viaggio rilassante verso Boston, trovò invece la strada fiancheggiata dai cittadini che lo acclamavano, con dei benvenuti organizzati in ogni città incontrata lungo il cammino. Secondo Unger «È stata un'esperienza mistica che avrebbero raccontato ai loro eredi attraverso le generazioni a venire. La Fayette si era materializzato da un'età lontana, l'ultimo leader ed eroe al momento decisivo della nazione. Sapevano che loro e il mondo non avrebbero mai visto la sua figura di nuovo».

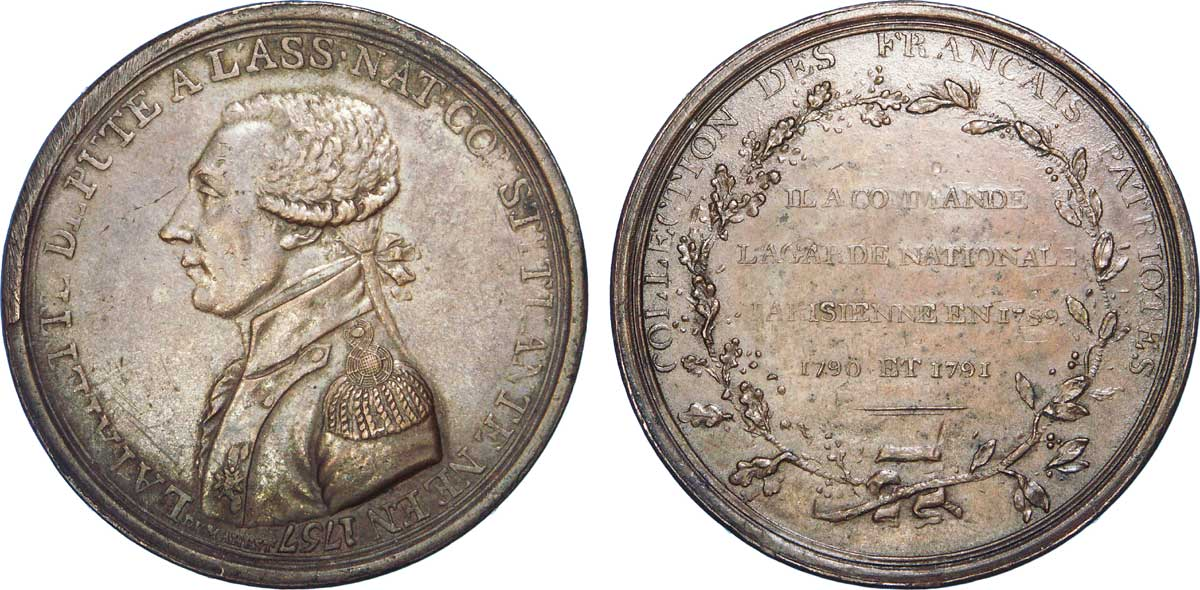
Gilbert du Motier de La Fayette

New York, Boston e Filadelfia fecero del loro meglio per superarsi a vicenda nelle celebrazioni in onore di La Fayette. Avendo bisogno di un posto per tenere un ricevimento per lui, Filadelfia rinnovò l'Old State House (oggi Independence Hall), che altrimenti sarebbe stato abbattuto. Fino a quel momento, non era solito negli Stati Uniti costruire dei monumenti, ma la visita di La Fayette innescò un'onda di costruzioni ai quali di solito lo stesso La Fayette, in qualità di massone, poneva la prima pietra. Le arti beneficiarono dalle sue visite, poiché molte città commissionarono dei suoi ritratti per i loro edifici civili e innumerevoli souvenir. La Fayette, all'inizio, aveva intenzione di visitare solo i tredici stati originari nel corso di una visita di quattro mesi; il soggiorno si allungò però a sedici mesi, e alla fine visitò tutti gli allora ventiquattro stati.
I paesi e le città che visitò - tra cui Fayetteville in Carolina del Nord, la prima città chiamata in suo onore - lo accolsero in maniera entusiasta. Visitò inoltre Washington, la capitale, e fu sorpreso dalla semplicità degli indumenti indossati dal presidente Monroe, e della mancanza di protezioni in tutta la Casa bianca. In Virginia andò a Mount Vernon, la vecchia residenza di George Washington, come aveva fatto quarant'anni prima, questa volta per visitare la tomba del presidente. Il 19 ottobre 1824 andò a Yorktown per l'anniversario della resa di Cornwallis, poi si recò a Monticello per incontrarsi con il suo vecchio amico Thomas Jefferson e con il successore di Jefferson alla presidenza, l'ex-presidente James Madison, che arrivò in modo imprevisto. La Fayette aveva cenato inoltre anche con l'altro ex-presidente ancora in vita, l'ottantanovenne John Adams, nella sua casa vicino a Boston.
Con le strade che diventavano impraticabili, La Fayette soggiornò a Washington durante l'inverno del 1824-1825, e quindi fu lì per il culmine della contestatissima elezione presidenziale del 1824, in cui nessun candidato presidenziale era stato in grado di garantirsi una maggioranza del Collegio elettorale consegnando la decisione alla Camera dei rappresentanti. Il 9 febbraio 1825 venne quindi selezionato il Segretario di Stato uscente John Quincy Adams come presidente; quella sera, il secondo classificato, il generale Andrew Jackson, strinse la mano di Adams alla Casa Bianca alla presenza di La Fayette.
Nel marzo 1825, La Fayette iniziò a visitare gli stati meridionali e occidentali; lo schema generale del viaggio prevedeva che sarebbe stato scortato tra le città dalle milizie statali, e che sarebbe entrato in ogni città attraverso degli archi appositamente costruiti per essere accolto dai politici o dalle personalità locali, tutti ansiosi di essere visti con La Fayette. Ci sarebbero stati degli eventi speciali, visite ai campi di battaglia e siti storici, cene celebrative, e del tempo messo da parte per il pubblico in modo da incontrare il leggendario eroe della Rivoluzione.

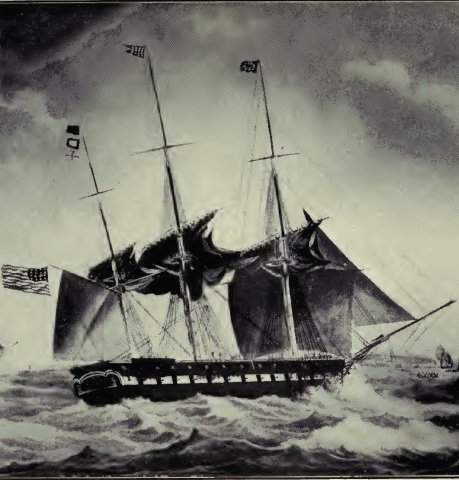
USS Brandywine, la nave che riportò La Fayette in Francia al termine del suo tour negli Stati Uniti

La Fayette visitò il generale Jackson nella sua tenuta, The Hermitage, nei pressi di Nashville in Tennessee. Mentre era in viaggio lungo il fiume Ohio in un battello a vapore, il vascello di La Fayette iniziò ad affondare: il generale francese fu messo in una scialuppa di salvataggio dal figlio e dal segretario, condotto poi sulla riva del Kentucky e salvato da un altro battello a vapore. Anche se stava andando nella direzione opposta, il suo capitano insistette per girare intorno e portare La Fayette a Louisville. Da lì, La Fayette si mosse verso nord-est, facendo visita alle Cascate del Niagara, e prendendo il Canale Erie - considerato una meraviglia moderna - per Albany. Ancora una volta tornò in Massachusetts, nel giugno 1825, e lì pose la prima pietra del Bunker Hill Monument dopo aver ascoltato un discorso di Daniel Webster. Da Bunker Hill La Fayette portò a casa il suolo che, alla sua morte, sarebbe stato disposto sopra la sua tomba.
Dopo Bunker Hill, La Fayette andò nel Maine e nel Vermont, visitando così tutti gli stati. Incontrò di nuovo John Adams, poi tornò a New York e quindi nella sua città rivale, Brooklyn, dove posò la prima pietra per la locale biblioteca pubblica. La Fayette festeggiò il suo sessantottesimo compleanno il 6 settembre in un ricevimento con il presidente John Quincy Adams alla Casa Bianca, e partì il giorno dopo. Portò con sé, oltre al terreno da porre sulla sua tomba, anche altri doni: il Congresso, su richiesta di Monroe, gli aveva donato 200.000 $ in segno di gratitudine per i suoi servizi resi al paese, e un largo tratto di terre pubbliche in Florida. Il viaggio di ritorno verso la Francia avvenne a bordo di una nave che era originariamente chiamata Susquehanna, ma fu rinominata USS Brandywine in onore della omonima battaglia dove La Fayette aveva versato il suo sangue per gli Stati Uniti.

### Rivoluzione del 1830

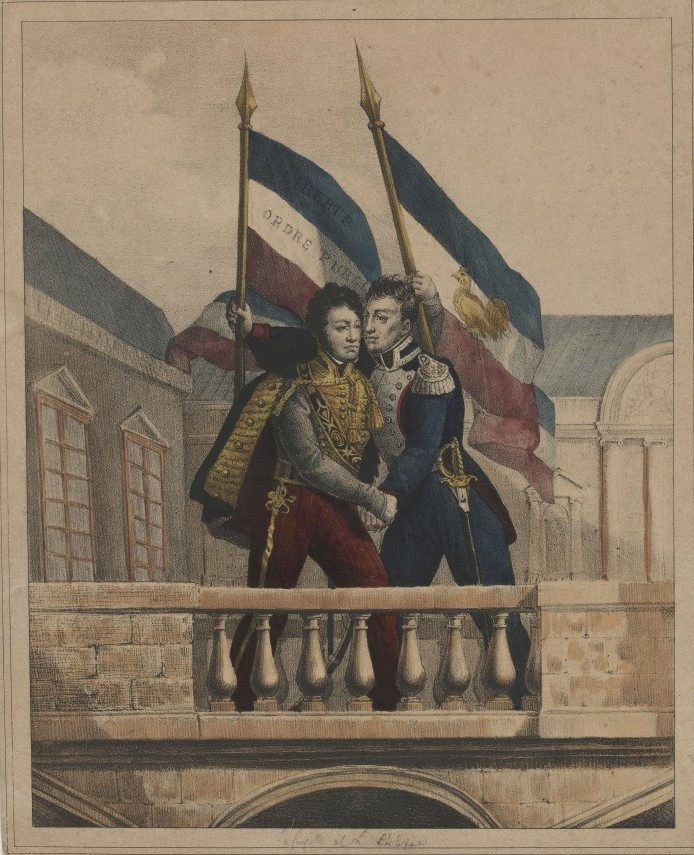
La Fayette e il Duca d'Orléans, 31 luglio 1830

Mentre La Fayette stava tornando in Francia, Luigi XVIII morì e Carlo X salì sul trono. Come re, Carlo intendeva ripristinare il dominio assoluto del monarca, e i suoi decreti avevano già provocato delle proteste quando La Fayette arrivò. La Fayette fu il più importante tra coloro che si opposero al re e, nelle elezioni del 1827, fu nuovamente eletto alla Camera dei Deputati. Infelice del risultato, Carlo X sciolse la Camera e ordinò una nuova elezione: La Fayette vinse nuovamente riottenendo il suo posto.
La Fayette si oppose fermamente alle restrizioni che Carlo X impose alle libertà civili e all'introduzione della censura della stampa. Pronunciò dei discorsi infuocati alla Camera, denunciando i nuovi decreti e sostenendo un governo rappresentativo in stile americano. Ospitò delle cene nel suo Château, per americani, francesi, e altri; tutti giungevano per ascoltare i suoi discorsi sulla politica, i diritti e la libertà. Era così popolare che Carlo sapeva che non avrebbe potuto arrestarlo come se niente fosse, ma le spie del re erano minuziose: un agente del governo notò «i sediziosi brindisi [di La Fayette] [...] in onore della libertà americana».
Il 25 luglio 1830 il re firmò le Ordinanze di Saint-Cloud, privando del diritto di voto la classe media e sciogliendo la Camera dei Deputati. I decreti furono pubblicati il giorno seguente, e il 27 luglio i parigini eressero delle barricate in tutta la città facendo scoppiare la rivolta. Provocatoriamente, la Camera continuò a riunirsi. Quando La Fayette, che era nel suo Château, fu informato di quello che stava accadendo, corse in città e fu acclamato come uno dei leader della rivoluzione. Mentre i suoi colleghi deputati erano indecisi, La Fayette si presentò alle barricate e ben presto le truppe realiste furono sconfitte. Temendo che gli eccessi della rivoluzione del 1789 si stessero per ripetere, i deputati resero La Fayette nuovamente comandante in capo di una restaurata Guardia Nazionale con il compito di mantenere l'ordine. La Camera era disposta addirittura a proclamare la Repubblica e a nominarne La Fayette presidente, ma questi rifiutò questa concessione di potere che riteneva incostituzionale. Rifiutò anche di trattare con Carlo, che infine abdicò il 2 agosto. Molti giovani rivoluzionari chiedevano una repubblica, ma La Fayette pensava che ciò avrebbe portato a una guerra civile e scelse di offrire il trono al duca d'Orléans, Luigi Filippo, che aveva vissuto in America e che avrebbe di sicuro avuto, nella sua visione, molto più tatto del predecessore. La Fayette si assicurò un accordo con Luigi Filippo, che accettò il trono in cambio della concessione di varie riforme. Il generale inoltre rimase comandante della Guardia Nazionale. La breve concordia tra La Fayette e il re tuttavia sbiadì presto, e la maggioranza conservatrice alla Camera votò per abolire la Guardia Nazionale il 24 dicembre 1830. La Fayette tornò in pensione.

### Ultimi anni e morte

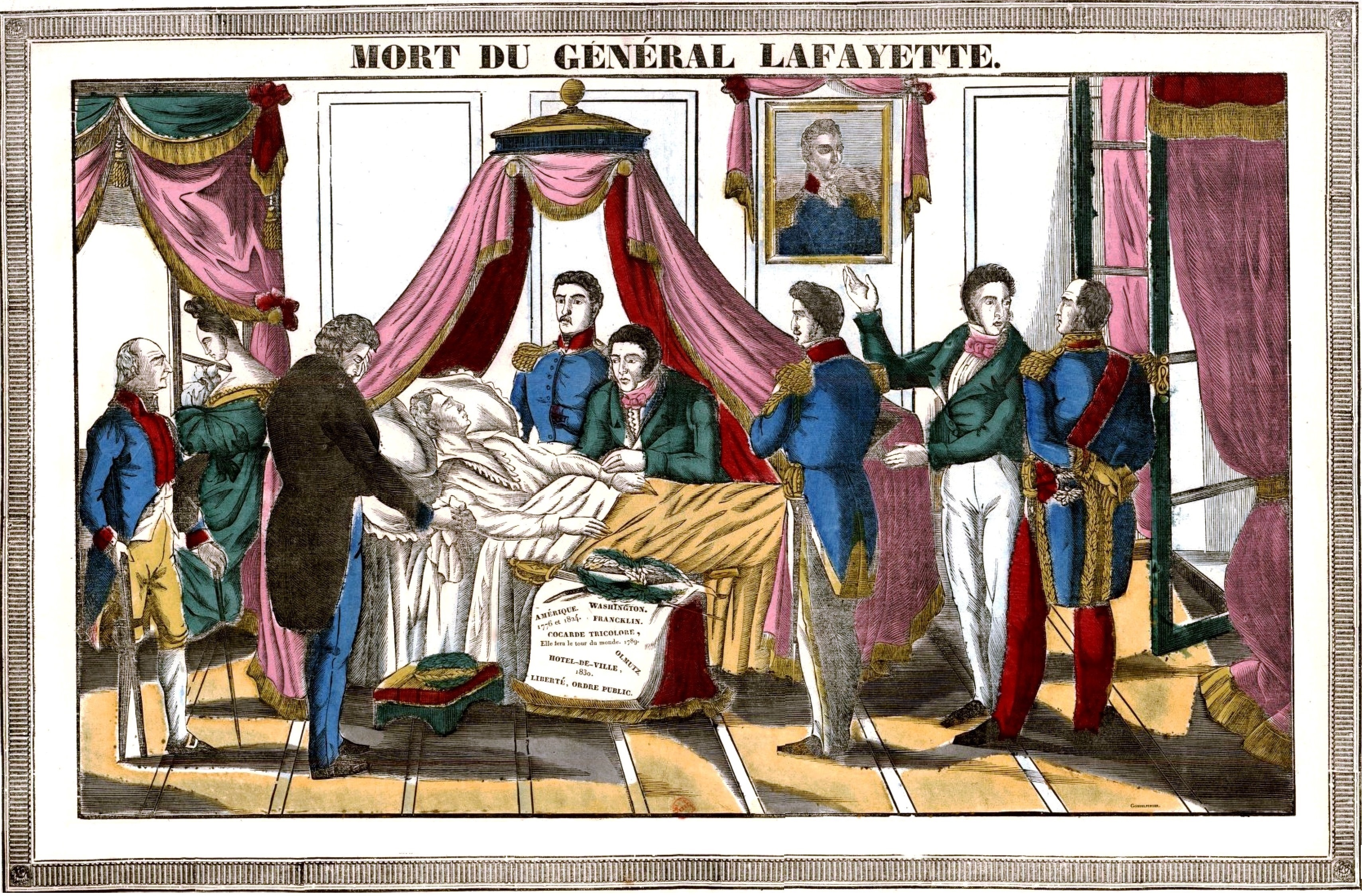
Morte del generale La Fayette – Gondelfinger – 1834

La Fayette divenne sempre più disilluso sul conto di Luigi Filippo, che fece marcia indietro sulle riforme e negò le promesse che aveva fatto in merito; la rottura si ampliò quando il governo adoperò la forza per reprimere uno sciopero a Lione. La Fayette usò il suo seggio alla Camera per promuovere proposte liberali, e nel 1831 i suoi vicini lo elessero sindaco di Courpalay, villaggio in cui si trovava il suo Château, e rappresentante al consiglio del département della Senna e Marna. L'anno successivo, La Fayette portò la bara e parlò al funerale del generale Jean Maximilien Lamarque, un altro avversario di Luigi Filippo. Nonostante gli appelli di La Fayette alla calma, a giugno si verificarono comunque dei disordini nelle strade di Parigi e fu eretta una barricata a Place de la Bastille. Il re schiacciò con la forza questa ribellione, causando la reazione indignata di La Fayette che tornò a La Grange, rientrando a Parigi solo quando i deputati della Camera si riunirono nel novembre 1832. Egli condannò Luigi Filippo anche per l'introduzione della censura, come aveva fatto con Carlo X.
La Fayette parlò pubblicamente per l'ultima volta alla Camera dei Deputati il 3 gennaio 1834. Il mese successivo collassò per la polmonite durante un funerale. Anche se si riprese, il maggio successivo fu piovoso e, dopo essere stato sorpreso da un temporale, fu costretto a rimanere a letto.

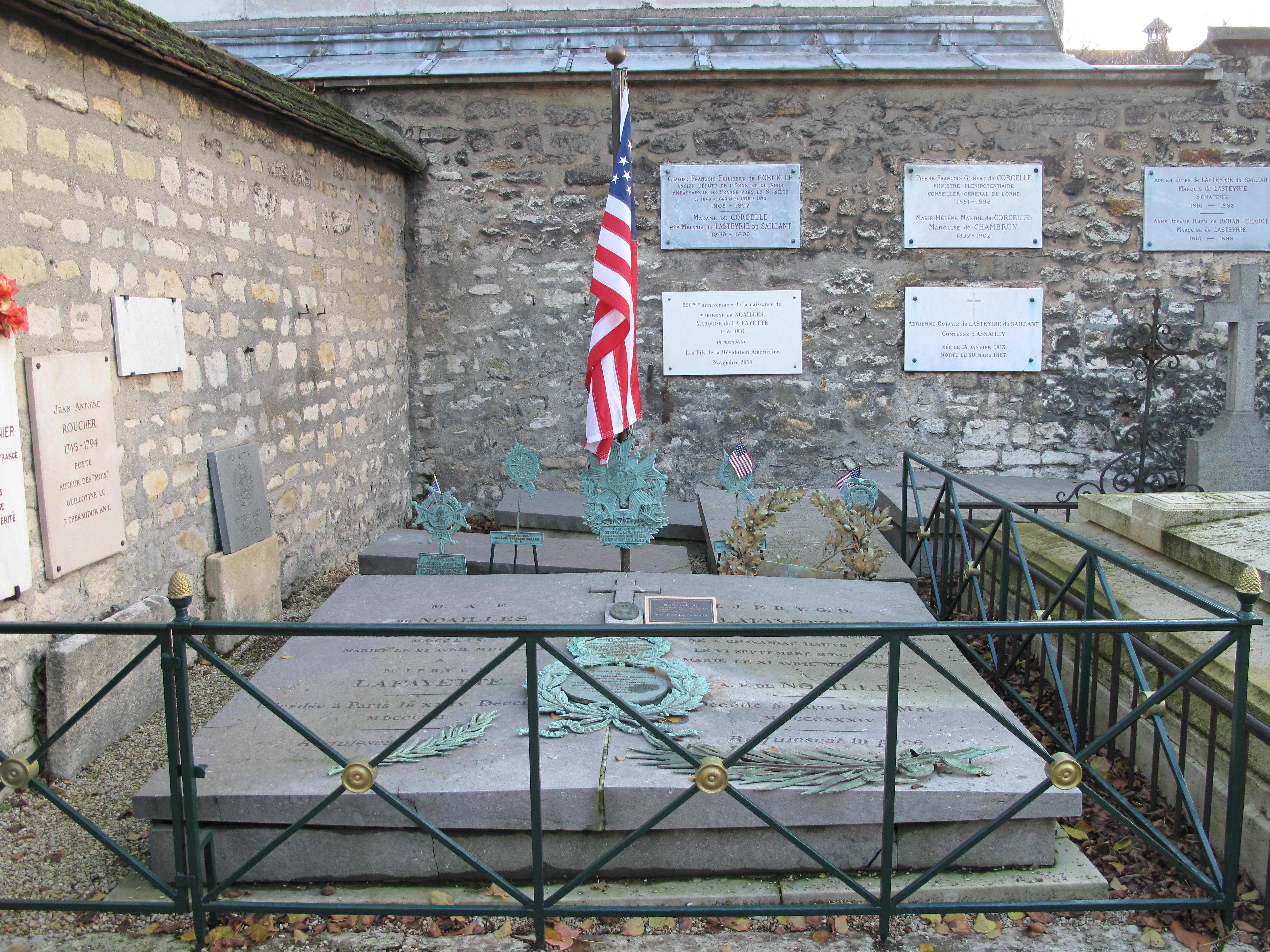
La tomba di La Fayette nel Cimitero di Picpus, a Parigi

Il 20 maggio 1834 La Fayette morì presso 6 rue d'Anjou-Saint-Honoré a Parigi (ora 8 rue d'Anjou nel VIII arrondissement di Parigi), all'età di 76 anni. Fu sepolto accanto a sua moglie al cimitero di Picpus sotto il cumulo di terra americana portata in Francia da Bunker Hill, che il figlio Georges Washington cosparse sopra la sua tomba. Il suo rivale, il re Luigi Filippo, ordinò un funerale militare al fine di impedire al pubblico di partecipare; si formarono delle folle per protestare contro la loro esclusione.
Negli Stati Uniti, il presidente Andrew Jackson ordinò che La Fayette ricevesse gli stessi onori commemorativi che erano stati conferiti a Washington dopo la sua morte nel dicembre 1799: entrambe le camere del Congresso furono drappeggiate da festoni neri per trenta giorni, e i membri indossarono dei distintivi particolari in segno di lutto. Il Congresso esortò gli americani a seguire simili pratiche di lutto. Più tardi, nel 1834, l'ex-presidente John Quincy Adams pronunciò un elogio a La Fayette che durò tre ore, in cui lo pose: «in cima alla lista dei puri e disinteressati benefattori del genere umano».

## Posizioni politiche

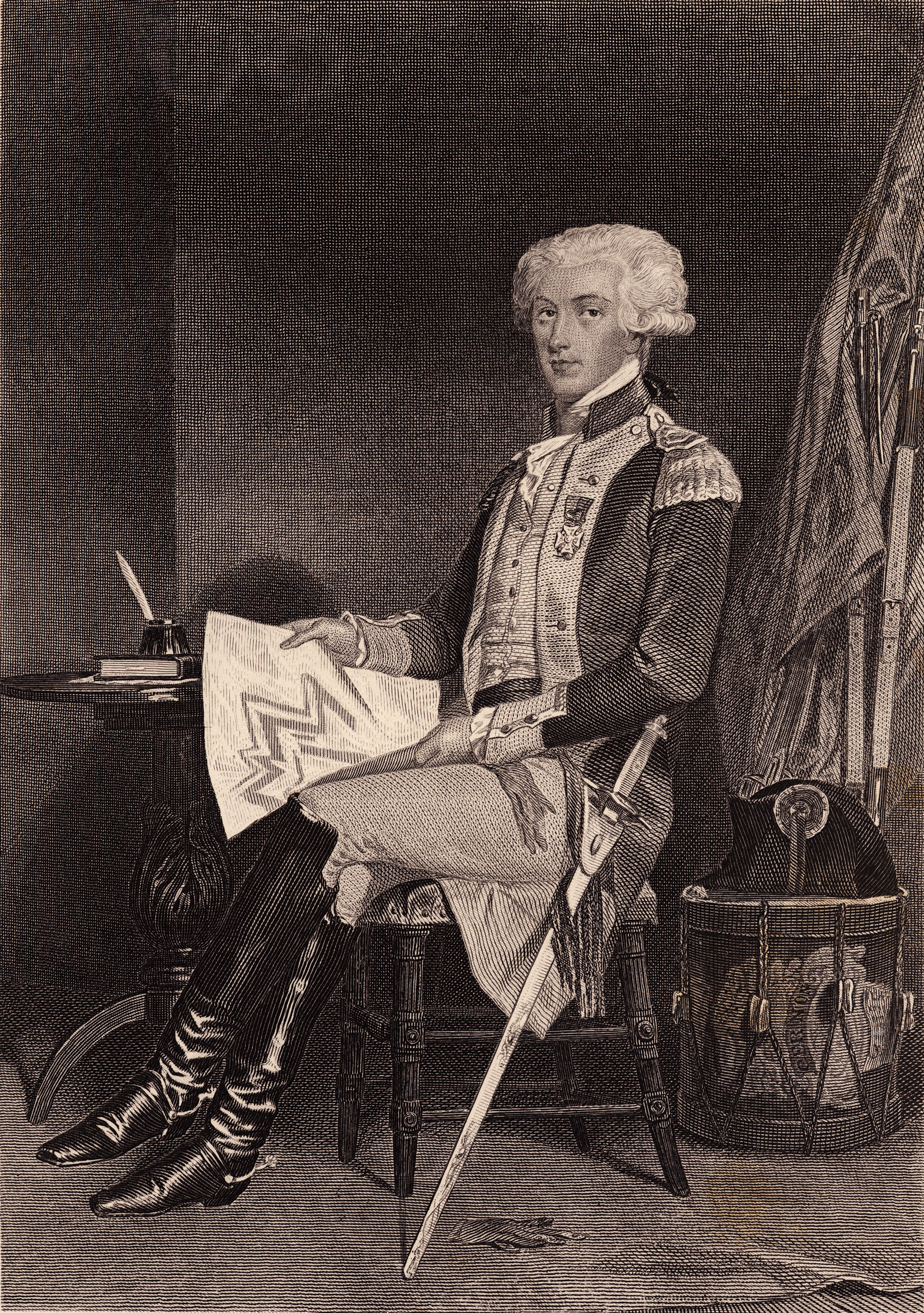
Il marchese La Fayette in un ritratto di Alonzo Chappel (1863)

La Fayette, già prima della rivoluzione francese era membro di vari circoli tra cui la Società dei Trenta, un'associazione che raccoglieva alcuni tra gli elementi più liberali della nobiltà e del clero e che includeva uomini come Destutt de Tracy, Condorcet, Talleyrand e l'abate Sieyès; con i loro cahiers, nella primavera del 1789, diedero ispirazione ai cahiers de doléances.
Un'altra società di cui era membro era la Società degli amici dei Neri, che si batteva per l'abolizione della schiavitù e della tratta degli schiavi; autore della Dichiarazione dei diritti dell'uomo e del cittadino, scritta nel 1789, La Fayette era un fermo oppositore del concetto di schiavitù: il suo scritto fu adottato nella Costituzione del 1791 e comprendeva idee rivoluzionarie come la libertà e l'uguaglianza di tutti gli uomini. La sua opera, in realtà, non menzionava mai specificatamente la schiavitù, ma La Fayette chiarì la sua posizione su questo tema controverso attraverso le numerose lettere indirizzate agli amici e ai colleghi, come ad esempio a George Washington e Thomas Jefferson. La Fayette credeva che gli schiavi non dovessero essere di proprietà di nessuno, ma piuttosto che dovessero lavorare come liberi inquilini, o mezzadri, sulla terra dei proprietari delle piantagioni. Nel 1785, La Fayette acquistò una piantagione nella colonia della Guyana francese, a Caienna, per iniziare a mettere in pratica le sue idee sperimentali: ordinò infatti che nessuno dei suoi schiavi venisse comprato o venduto e li fece vivere in condizioni di libertà. Trascorse tutta la sua vita come abolizionista, proponendo la lenta emancipazione degli schiavi, anche se riconosceva comunque il ruolo chiave svolto dall'esistenza della schiavitù in molte economie. Sperava però che le sue idee venissero abbracciate almeno dall'amico George Washington, proprietario peraltro di numerosi schiavi, in modo tale che si potesse arrivare a liberare gli schiavi negli Stati Uniti e che da lì questa emancipazione si potesse diffondere in tutto il mondo. I suoi sforzi in verità non furono del tutto vani, anche perché George Washington alla fine iniziò ad attuare le pratiche emancipatorie di La Fayette almeno nella sua piantagione a Mount Vernon. Dopo la morte di La Fayette nel 1834, suo nipote Gustave de Beaumont pubblicò un romanzo discutendo le questioni del razzismo.

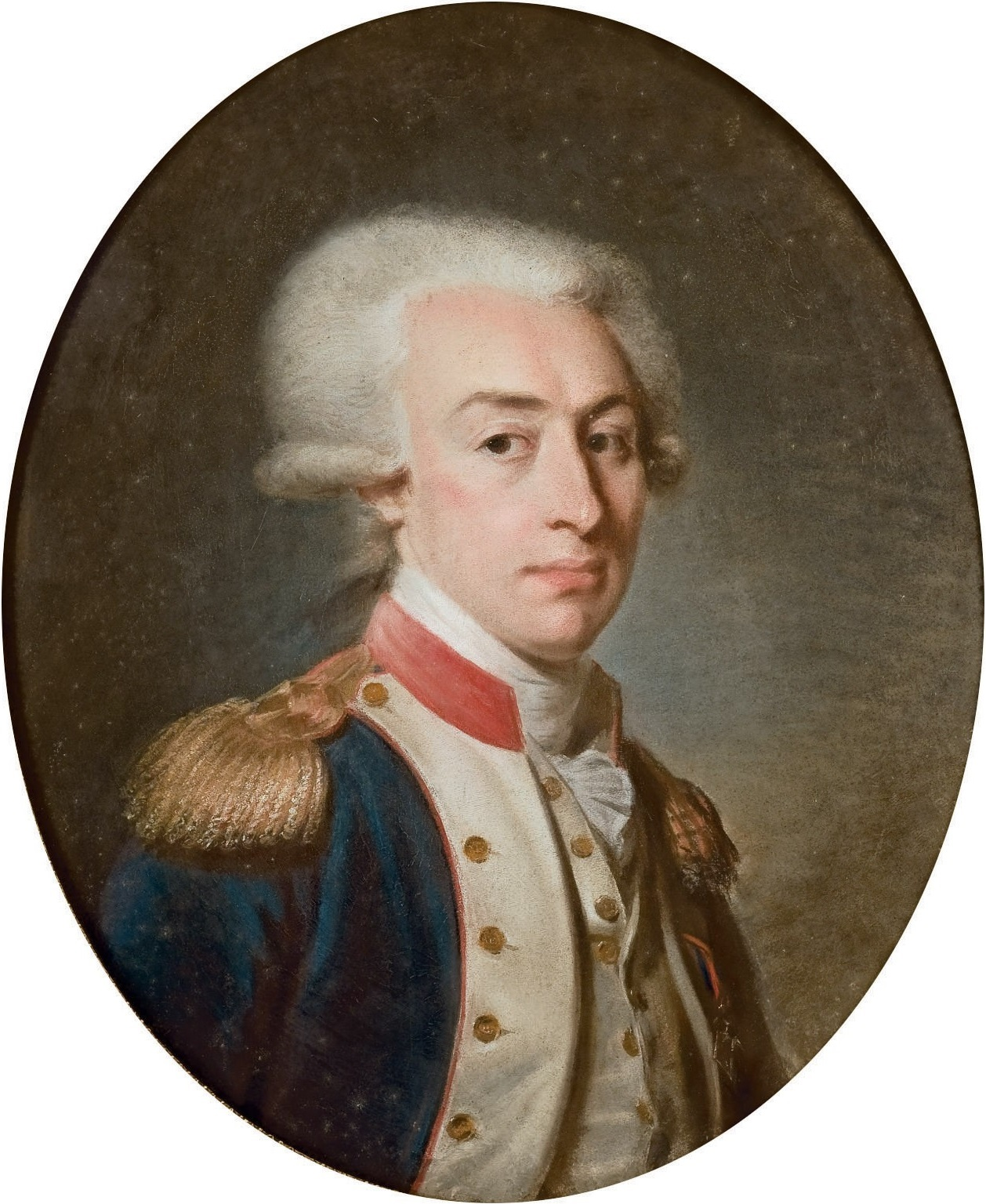
Ritratto di La Fayette di Jean-Baptiste Weyler

Il ruolo di La Fayette nell'eventuale abolizione della schiavitù nel 1794 fu monumentale, quando le rivolte a Santo Domingo sfociarono in scontri a causa della circolazione della sua Dichiarazione dei diritti dell'uomo.
La Fayette, inoltre, credeva fermamente nella realizzazione, in Francia, di una monarchia costituzionale: da moderato qual era, come il suo collega rivoluzionario Bailly, reputava che gli ideali tradizionali e quelli rivoluzionari potessero essere fusi insieme in modo intelligente, facendo coesistere la figura del monarca con quella di un'Assemblea parlamentare democraticamente eletta. I suoi stretti rapporti con gli americani, come Washington e Jefferson, entrambi padri fondatori degli Stati Uniti, diedero a La Fayette la capacità di testimoniare l'attuazione di un sistema democratico in un paese. Le sue opinioni sulle strutture di governo potenziali per la Francia furono direttamente influenzate dalla forma di governo americana, che era a sua volta influenzata dalla forma di governo inglese: ad esempio, La Fayette credeva nel principio di una legislatura bicamerale, come quella degli Stati Uniti, anche se non riuscì a farla attuare.
La Francia, in qualche modo, secondo La Fayette doveva seguire l'esempio degli Stati Uniti. «Per quanto mi riguarda – scrisse una volta La Fayette della sua patria – desidero vivamente una costituzione e una carta dei diritti, e vorrei che possano essere attuate con la massima tranquillità e la reciproca soddisfazione, per quanto è possibile». Come Washington sapeva benissimo, però, la costituzione che il suo amico La Fayette prevedeva per la Francia aveva scarsa somiglianza al documento che si stava ratificando in ogni stato dell'unione americana. La Fayette e suoi amici, come Bailly, pensavano infatti a una carta costituzionale che avrebbe re-immaginato la monarchia francese sulla base del sistema inglese, e anche Jefferson suggeriva di prendere ispirazione dall'Inghilterra. Poco dopo che l'Assemblée des notables fu convocata, Jefferson inviò suoi migliori auguri a La Fayette, insieme al consiglio secondo cui: «mantenendo il buon modello del paese che si trova davanti ai vostri occhi [l'Inghilterra], si può arrivare, passo dopo passo, verso una buona costituzione». Jefferson stesso, come La Fayette, riconosceva che un governo basato sul modello inglese poteva «anche non essere perfetto», ma credeva comunque che «avrebbe unito più suffragi rispetto a qualsiasi nuovo modello che avrebbe potuto essere proposto». Potrebbe sembrare incomprensibile che uno dei padri fondatori degli Stati Uniti come Jefferson abbia incoraggiato La Fayette e la Francia a emulare l'Inghilterra, ma in realtà, nel 1788, la posizione abbracciata da Jefferson era ampiamente condivisa nel mondo intellettuale: ispirati da Montesquieu, molti teorici politici vedevano la monarchia costituzionale come la forma di governo più idonea a garantire la libertà di una nazione del Vecchio Continente. La libertà, come sosteneva Montesquieu, non era sinonimo di libertà illimitata; piuttosto, in un capitolo dedicato alla costituzione inglese, Montesquieu scriveva che: «la libertà politica [...] è quella tranquillità della mente che deriva dall'opinione che ogni persona ha della sua sicurezza». Montesquieu riteneva che la chiave per garantire tale «tranquillità della mente» risiedeva in una separazione dei poteri che permetteva ad ogni ramo del potere di controllare l'espansione sfrenata degli altri; l'Inghilterra, con il suo Parlamento legislativo e la sua Monarchia esecutiva, aveva raggiunto proprio questo obiettivo. Nel 1771, il ginevrino Jean-Louis de Lolme aveva concretizzato queste idee nella sua opera più famosa, la Constitution de l'Angleterre, un libro che si trovava anche nelle biblioteche di Jefferson, di La Fayette e di migliaia di altri pensatori in tutta Europa e nelle Americhe.

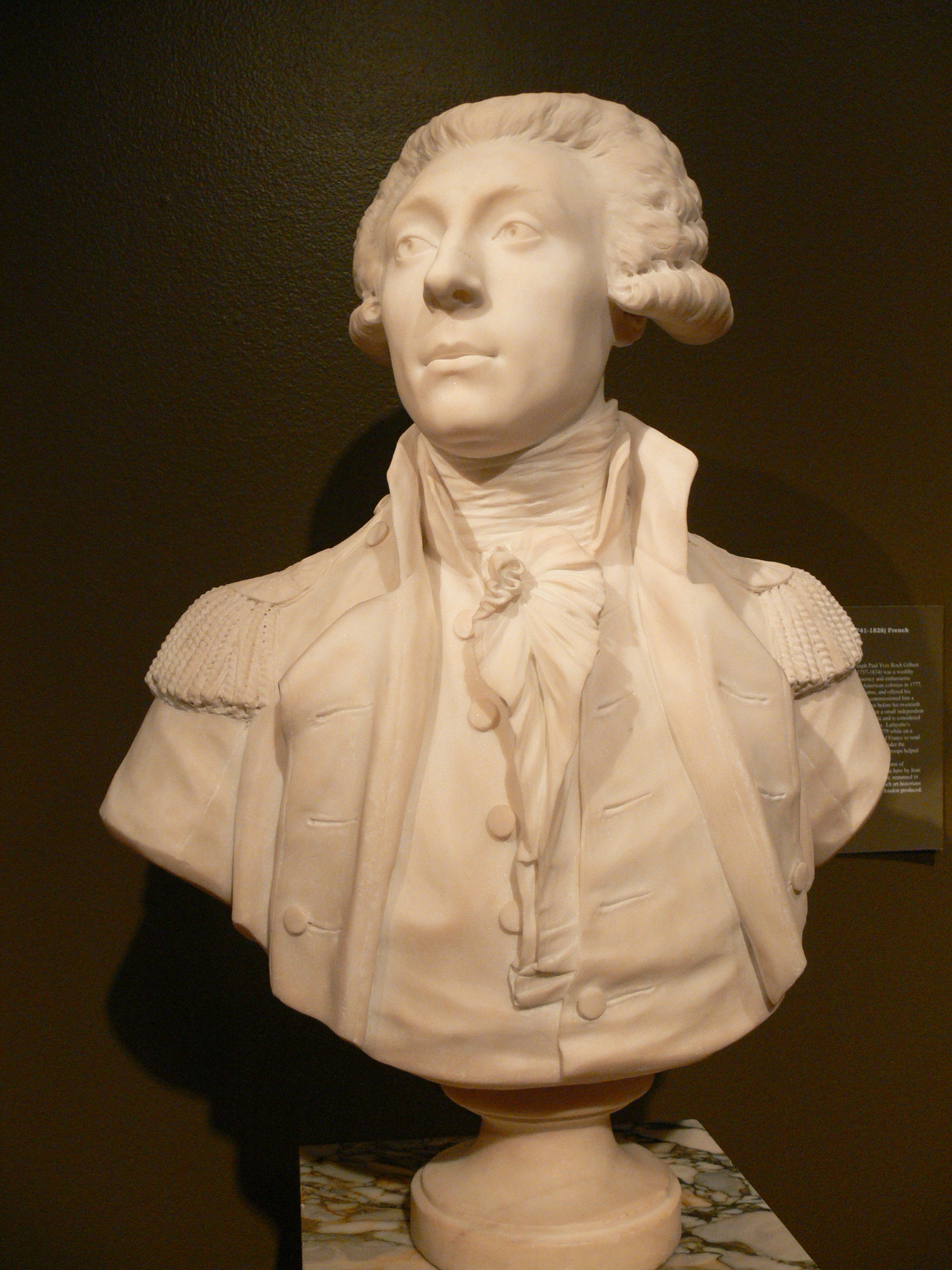
Busto del generale La Fayette, di Jean-Antoine Houdon (1789)

Anche se aveva assistito alla nascita degli Stati Uniti, La Fayette respinse l'idea che la Francia potesse sostenere una repubblica sullo stile americano perché credeva che le tradizioni monarchiche francesi fossero troppo antiche e venerate per essere messe da parte, e considerava il popolo francese troppo ignorante e indifferente, o forse anche caratterialmente inadatto, a farsi carico di un autogoverno. La Fayette non abbracciò mai una politica radicale, e considerava nemici coloro che lo facevano: per lui, una monarchia costituzionale era l'unica forma di governo che potesse garantire la libertà - così come intesa da Montesquieu - in Francia, e difese questo punto di vista con tenacia fino alla fine. Nei primi giorni della Rivoluzione, molti uomini e donne lungimiranti condividevano la stessa speranza, e anche quando la nazione si polarizzò sempre di più e la maggior parte dei suoi alleati abbandonò questo sogno, La Fayette rimase fermamente posizionato su questa via di mezzo che rapidamente si erodeva.
La Fayette era orgoglioso di definirsi moderato in un'epoca di estremismi. Spiegando molti anni più in là la sua filosofia, egli insistette sul fatto che «la vera moderazione non consiste, come molte persone sembrano pensare, nel cercare sempre il centro tra due punti qualsiasi [...], ma nel tentativo di riconoscere la posizione della verità e tenere ad essa». Raramente nella Rivoluzione un uomo tenne a dei principi moderati con tanta tenacia e fermezza come lui.
La Fayette ovviamente amava la libertà così come era quasi integralmente d'accordo con i principi espressi dalla Costituzione del 1791, che lui stesso aveva contribuito a scrivere. Ma il suo «secondo desiderio», anch'esso ardente nelle prime fasi della Rivoluzione, era quello del «ritorno all'ordine, alla calma» attraverso «l'istituzione di una forza pubblica». La Fayette, infatti, che comunque sapeva che il potere militare dovesse sempre essere sottomesso alla legge, all'autorità e alle esigenze civili, comprendeva comunque molto bene che il successo della sua Rivoluzione, o almeno dei suoi progetti di riforma monarchica, dipendevano comunque dall'uso della forza. Essa era necessaria per mantenere l'ordine almeno in quel periodo di grandi turbamenti e incertezze, per tentare di traghettare il paese ad uno stato di pace e tranquillità in cui si sarebbero potuti sperimentare i principi espressi dalla nuova costituzione.
In Francia, però, in pochi avevano fatto i conti con i Giacobini più radicali e con i Cordiglieri, che detestavano l'idea stessa della monarchia; e quando questi riuscirono a catalizzare il popolo sulle loro posizioni ed arrivarono a prendere le redini della Rivoluzione ciò segnò, in ultima analisi, la fine del progetto moderato della monarchia costituzionale sognata da La Fayette. Le idee politiche dei Giacobini contribuirono quindi alla caduta in disgrazia della figura di La Fayette, soprattutto quando Robespierre e Danton presero il potere.

## Ritratto di La Fayette: l'uomo oltre l'eroe

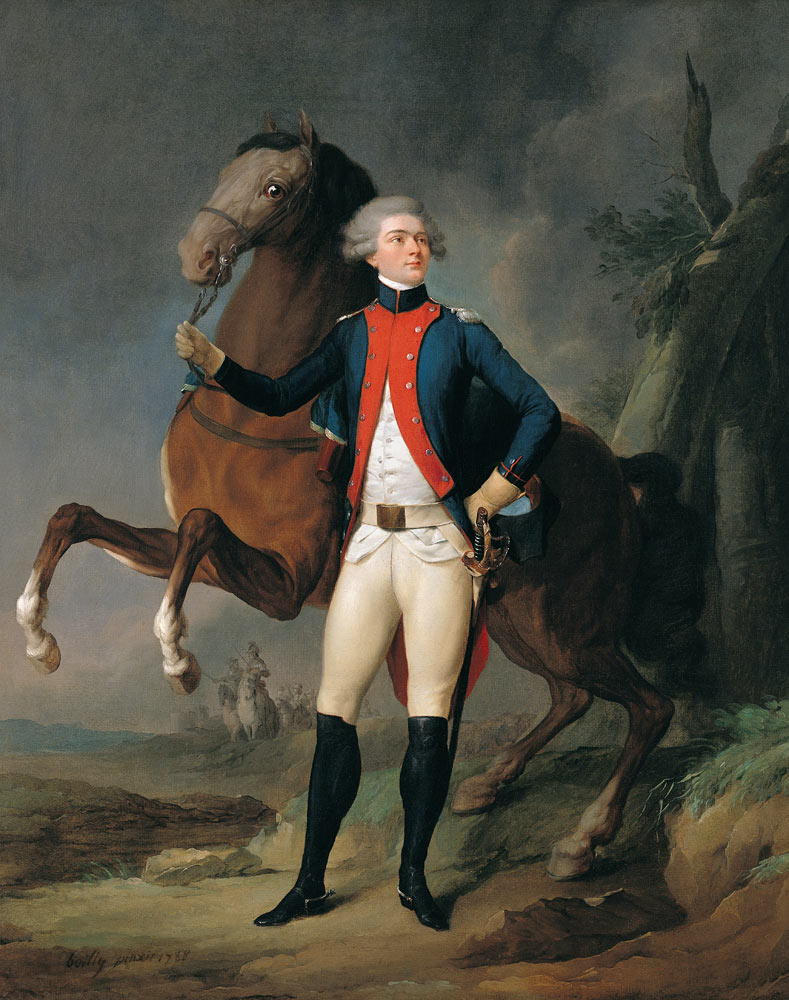
Ritratto del Marchese di La Fayette di Louis-Léopold Boilly, Reggia di Versailles (1788)

La Fayette fu certamente un «eroe dei due mondi», considerando il suo grande contributo in due dei momenti più importanti della storia moderna e contemporanea, le due rivoluzioni a cavallo tra il XVIII e il XIX secolo. La Fayette aveva doti di leadership eccezionali, come ebbe modo di mettere in luce sia da comandante militare nella Rivoluzione americana, sia da influente figura politica nella prima parte della Rivoluzione francese e nella rivoluzione di luglio. Come ebbe modo, a più riprese, di dimostrare, La Fayette si sentiva a suo agio più nel mezzo dell'azione, perciò rimase a disagio in una società che coltivava un ideale di nonchalance disaffezionata; il finto distacco era estraneo al suo carattere: allevato tra le storie delle imprese militari dei suoi antenati, La Fayette desiderava dimostrarsi degno di tale prestigio. Questo entusiasmo potrebbe essere stato fuori moda, ma La Fayette non fece nulla per nascondere il suo zelo: l'«amore della gloria», come La Fayette ricordava nelle sue memorie, lo spinse a eccellere a scuola, dove contese dei premi accademici elargiti in cerimonie pubbliche, e la voglia di scappare da «una vita senza gloria», spiegò a sua moglie nel 1777, lo costrinse a salpare per l'America. La "gloria", assicurò a George Washington nel 1778, era la sua unica ambizione, intendendola non nel senso di splendore o di ostentazione ma (come nella definizione di un dizionario francese del 1762) nel senso di «reputazione» ottenuta attraverso «virtù, merito, grandi qualità, buone azioni e belle opere»; molti uomini della generazione di La Fayette speravano nella gloria, ma pochi come La Fayette erano risolutamente dedicati al suo inseguimento.
La Fayette era un idealista, credeva fermamente negli ideali di libertà, uguaglianza e fratellanza, e con tenacia non li abbandonò per tutto il resto della sua vita. Nelle sue Memorie, La Fayette si definiva, da questo punto di vista, un ribelle autonomo e una sorta di precursore. Scrivendo nel 1815 a Benjamin Constant - un amico e alleato politico - La Fayette espresse una riflessione sulla sua notevole vita, che era stata riempita di sogni audaci, di enormi successi e anche di tragici fallimenti: «mi è stato rimproverato per tutta la vita - scrisse - di aver ceduto troppo alla mia indole speranzosa; risponderò che è l'unico modo per fare qualcosa fuori dal comune. Non si potrebbe mai provare, infatti, nulla di straordinario se si è senza speranza di successo».
In termini di rapporti con le donne, invece, La Fayette non era essenzialmente diverso dagli altri aristocratici del suo tempo: accettò doverosamente un matrimonio precoce di convenienza, e poi ricercò dei flirt extraconiugali (anche se solo in età avanzata, secondo Stendhal) e delle amicizie con donne che considerava delle "muse". D'altra parte, però, condivise anche l'atteggiamento tipico della borghesia dell'epoca romantica, come dimostra la sua corrispondenza che contiene molte espressioni di autentico amore coniugale e riflette un vivo interesse per i bambini, tanto verso i suoi figli come per quelli dei suoi amici e familiari. Sostenne anche i diritti delle donne, in particolare sulle questioni come l'educazione e il divorzio.
Inoltre, contrariamente alla leggenda messa in giro da alcuni agiografi di buone intenzioni, molti dei quali amavano sottolineare le qualità "americane" di La Fayette, il giovane francese non fu mai indebitamente influenzato dal "puritanesimo" americano: anche se cautamente, ammirava in verità vari ben noti libertini come Armand de Lauzun, che aveva dissipato la sua fortuna in viaggi in tutta Europa, o Arthur Dillon, uno dei trentasei ufficiali irlandesi che servirono nell'Esercito Continentale. La Fayette era consapevole che diventare un eroe era tanto una questione di pubblicità come di realizzazione: impiegò infatti vari propagandisti e utilizzò abilmente le grazie materne della sua giovane moglie per le sue campagne pubblicitarie personali. Nel 1785, ad esempio, tornato in Francia desideroso di gloria e potere - secondo fonti a lui ostili (come il giornalista Jean-Paul Marat) - si dedicò al culto della sua personalità, spendendo una fortuna per mantenere al suo servizio un cospicuo numero di persone, i cosiddetti "mouchards di La Fayette", incaricati di applaudirlo e di elogiarlo mentre passava per le strade. In questo modo la sua popolarità salì alle stelle.

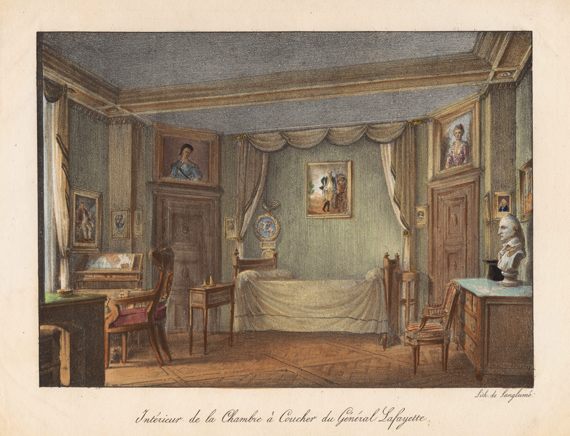
La camera da letto di La Fayette nello Château de La Grange

La Fayette ebbe numerose amicizie durante la sua vita, basti pensare a Thomas Jefferson, Benjamin Franklin o Jean Sylvain Bailly, ma forse uno degli uomini con cui rimase più legato, quasi dal suo primo incontro, fu George Washington: La Fayette affermava di percepire il generale Washington come il padre che non aveva mai avuto, dal momento che aveva solo due anni quando suo padre era morto in battaglia, durante la guerra dei sette anni. Il rapporto padre-figlio sorprendentemente profondo che si sviluppò tra La Fayette e Washington si estese anche alle loro famiglie: nel 1779 chiamò suo figlio Georges Washington e nel 1782 chiamò sua figlia Virginie (come la Virginia, la colonia in cui nacque Washington). Le famiglie si scambiavano frequentemente doni e lettere: nel mese di agosto 1784, La Fayette offrì al suo amico un grembiule di raso bianco, da indossare durante le cerimonie massoniche, ricamato a mano da sua moglie, mentre sopra il letto della camera di La Fayette, nel suo Château a La Grange, c'era una versione del ritratto di Washington a Princeton fatto da Charles Willson Peale (1779) e sul comò un busto di Washington, scolpito da Houdon, donato dal Congresso degli Stati Uniti. La Fayette stesso ammise che la sua preoccupazione verso il suo «amico paterno» era quasi «femminile».

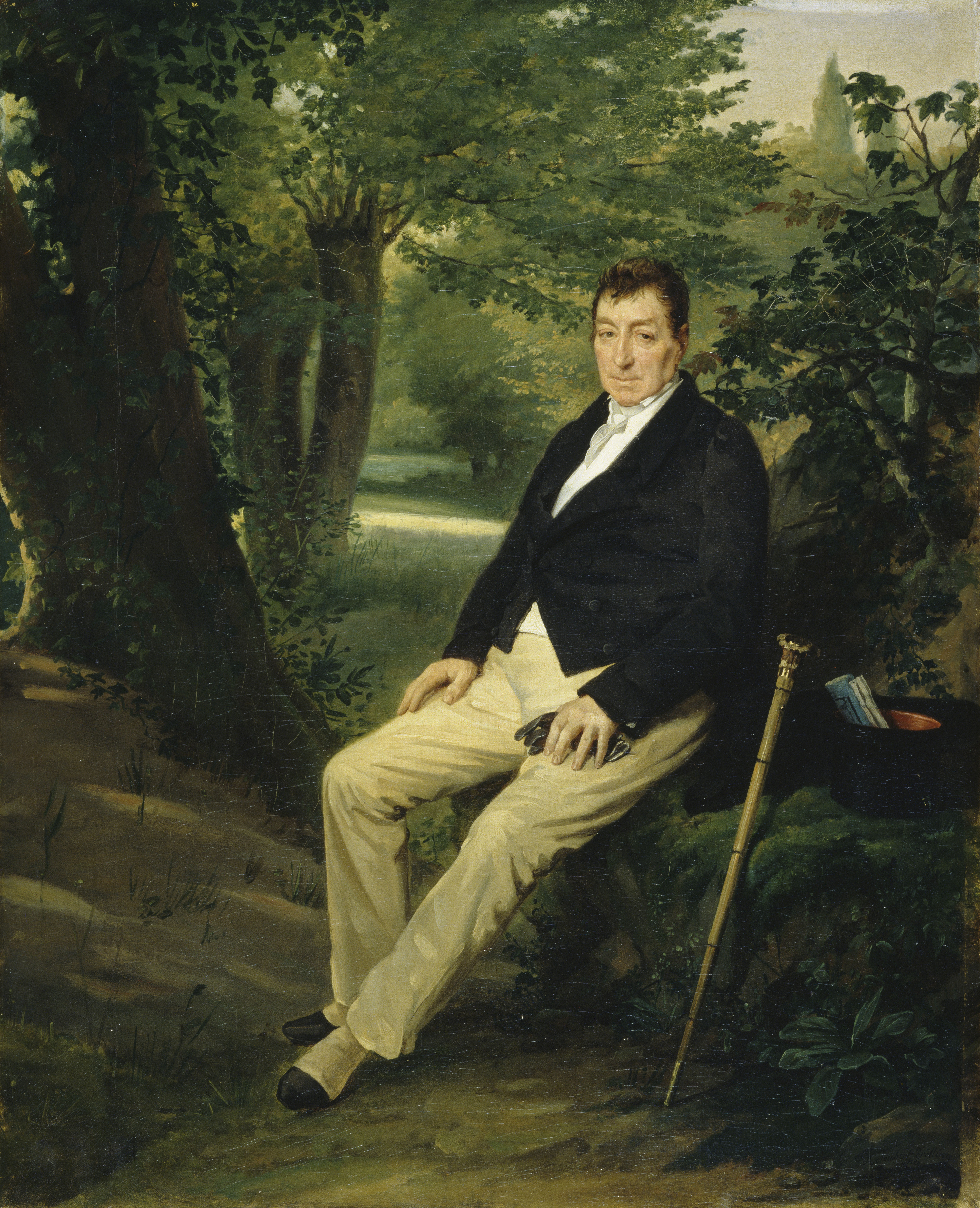
La Fayette nello Château de La Grange-Bléneau (Louise-Adéone Drölling, 1830)

Nei suoi anni a La Grange, La Fayette ebbe modo di intrattenere numerose relazioni d'amicizia con molti intellettuali del tempo, di varia nazionalità, e trovò modo di curare un altro suo grande interesse, l'agricoltura: si diede infatti, anima e corpo, alla cura del suo giardino e della sua casa. Costretto a desistere dall'attività politica a causa del suo accordo con Napoleone, La Fayette rimase ansioso di mettere le sue energie a buon uso nei suoi campi e divenne entusiasta della sua fattoria come una volta lo era stato della Rivoluzione americana; a giudicare dalle segnalazioni dei visitatori a La Grange, l'agricoltura assieme alla libertà erano due tra gli argomenti di conversazione preferiti da La Fayette. Descrivendo un suo soggiorno con La Fayette nel 1802, il saggista inglese William Taylor scrisse «prima della colazione La Fayette mi ha portato nella sua fattoria» e lì parlarono sia di riforme politiche che agricole. Taylor, che fu uno dei traduttori più importanti della letteratura romantica tedesca, non aveva alcuna particolare esperienza nella gestione e nella coltivazione della terra, ma era un cugino di John Dyson, un contadino inglese che aveva trascorso un anno a Chavaniac da La Fayette tra il 1791 e 1792. Taylor descrisse di essere stato «costretto a rispondere a domande sulla fattoria [di Dyson] a Gunton» e scherzando disse che «avendo immaginato con una certa fortuna che i fagioli sarebbero cresciuti sull'altopiano più rigido e più blu [...] fui presentato al suo contadino come Sir Oracle [Sir Oracolo]».

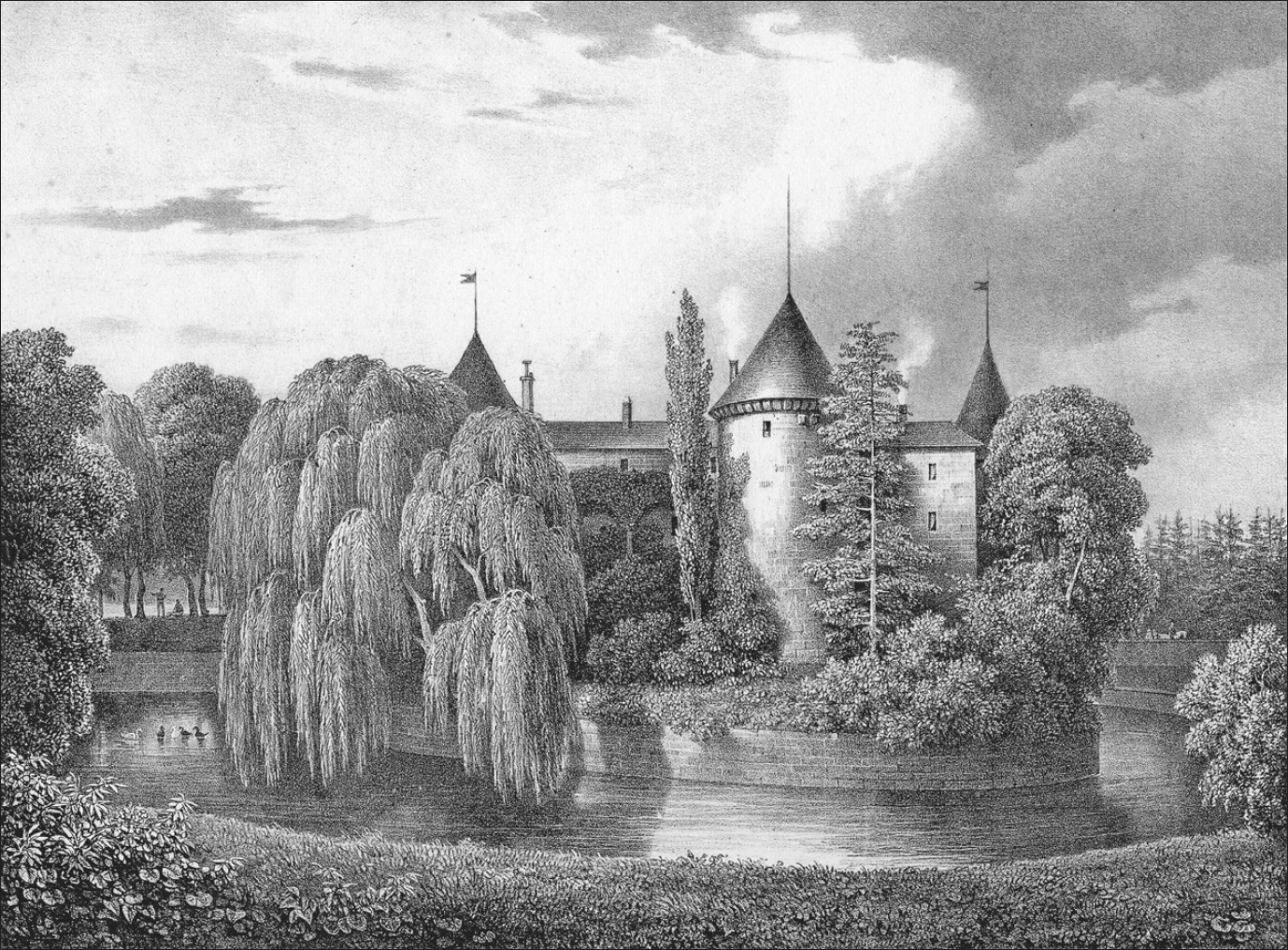
Litografia della zona est dello Château de La Grange, 1825

Varie modifiche estetiche furono realizzate a La Grange dove, come Taylor osservava, «il gusto del proprietario gli sta dando l'aspetto di un parco». Verso la fine del 1800 o l'inizio del 1801 La Fayette assunse infatti Hubert Robert, uno dei paesaggisti più importanti del tempo, per la progettazione dei giardini nel "pittoresco" maniero di La Grange. A volte definito "inglese", perché questa moda aveva avuto origine nel Regno Unito, lo stile pittoresco del giardinaggio era diventato molto popolare anche in Francia negli ultimi decenni del XVIII secolo; alcuni dei proprietari terrieri più lungimiranti spogliarono i loro terreni delle allées simmetriche e delle topiarie potate à la française e le sostituirono con dei percorsi tortuosi e delle piantagioni che trasmettevano una maggiore aria di naturalezza. Taylor, che visitò La Fayette mentre il suo giardino era in fase di ristrutturazione, descrisse i cambiamenti in atto, notando che il fossato intorno al castello «è in parte riempito, e in procinto di assumere la forma di un ruscello che passa. [...] I panorami irregolari stanno rompendo nel cerchio scuro dei boschi [...] [e un paio] di alte querce sono già state situate sul prato». Il risultato finale era un paesaggio che sembrava essere informale e spontaneo, un po' come il carattere dello stesso La Fayette.
I gusti di La Fayette furono infusi, similmente, all'interno dello Château, che silenziosamente ricordavano ai visitatori i valori del loro ospite e le sue conquiste. Taylor scrisse alla cugina che, inizialmente, aveva trovato «le camere da letto arredate con una semplicità che mi ha colpito [...] come se fossero nude». Ma gradualmente egli imparò a «percepire che anche il più minuto desiderio era previsto; che le due sedie erano abbastanza; che la penna, l'inchiostro, la carta, e il vetro di rasatura erano tutti a portata di mano». Il passato di La Fayette invece lo si visualizzava con orgoglio nel "salone rotondo della torre sud-ovest", in cui venivano servite la colazione e il tè. Taylor lo descrisse, vedendo che vi erano quattro dipinti alla parete: un «ritratto del giovane La Fayette nella sua prima uniforme»; una panoramica della Victoire, la nave con cui La Fayette andò in America; una scena della «demolizione della Bastiglia»; e una raffigurazione della Fête de la Fédération.
Nella biblioteca, invece, che si trovava in una "stanza rotonda della torre sud-est", Taylor notò la preponderanza di «libri su temi agricoli e politici, sia in francese che in inglese». Delle quarantacinque stanze abitabili nel castello, la biblioteca molto probabilmente era quella più vicina al cuore di La Fayette. Da nessuna altra parte vi era un legame così stretto e visibile tra agricoltura e idee politiche, come osservarono alcuni ospiti come Sidney, Lady Morgan e Taylor. In un estratto dal libro Francia (1817), riprodotto sui giornali americani, Lady Morgan scrisse che: «la raccolta elegante e ben scelta di La Fayette dei libri, occupa il più alto degli appartamenti in una delle torri del castello, e come lo studio di Montaigne, sovrasta la fattoria-cortile di questo agricoltore filosofico». Come Lady Morgan ricordava, un giorno lei era in piedi nella biblioteca La Fayette, e stava «guardando fuori dalla finestra verso alcuni greggi che passavano sotto», quando La Fayette le confessò che il richiamo dei campi spesso lo distraeva dalle sue letture. «Succede spesso... – le disse La Fayette – che le mie merinos, e i miei carri di fieno, distolgano la mia attenzione dal vostro Hume, o dal nostro Voltaire». Nel 1826 un visitatore proveniente dagli Stati Uniti descrisse le implicazioni, in tono tipicamente americano, della visione panoramica dalla biblioteca, ricordando che le finestre della biblioteca «comandano la vista di un dominio rurale, come ne avrebbero goduto Cincinnato o Washington, e che il suo titolare [La Fayette] non avrebbe scambiato nemmeno per un impero».

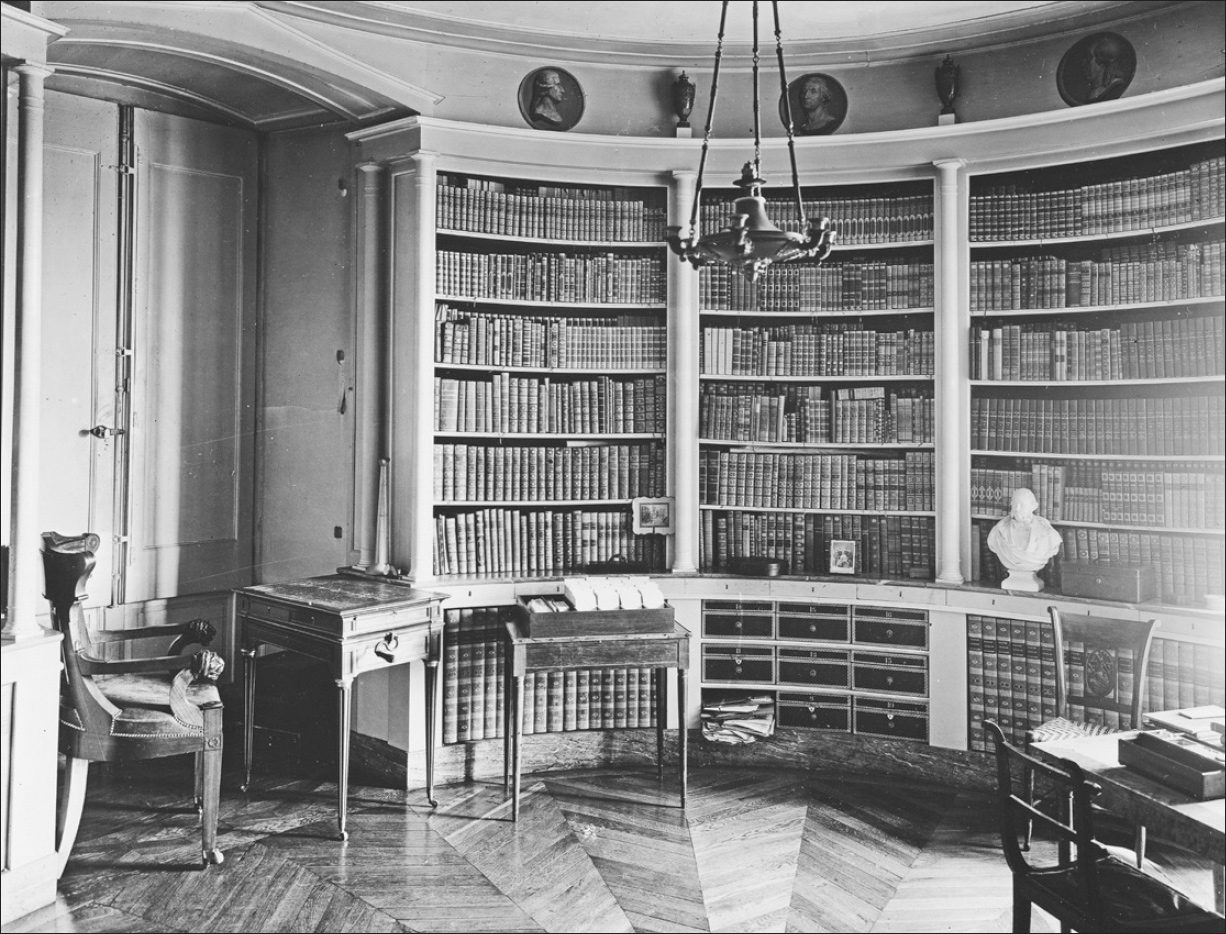
La biblioteca di La Fayette a La Grange, progettata da Antoine Vaudoyer, 1800

La disposizione non era una coincidenza; La Fayette aveva lavorato a stretto contatto con Vaudoyer – lo stesso architetto che aveva assunto per trasformare la sua altra proprietà a Chavaniac – per progettare ogni caratteristica della biblioteca. Il 18 maggio 1802 La Fayette elaborò uno schema decorativo, ancora oggi visibile, costituito da nove cammei dipinti e una serie di trofei collocati su un anello intorno alle cime degli scaffali; ognuno dei cammei era un'effigie commemorativa di uno dei suoi compagni o amici morti o caduti. Dei nove uomini raffigurati nelle altrettante effigi, due erano americani (George Washington e Benjamin Franklin) mentre uno era olandese, Albert van Ryssel, che guidò le forze patriote olandesi nel 1787 e che visse i successivi cinque anni in esilio in Francia, come punizione per aver aderito ai principi rivoluzionari. Le altre sei raffiguravano i francesi la cui morte risuonò a fondo nello spirito e nella coscienza di La Fayette, persone che durante la Rivoluzione avevano condiviso l'impegno dello stesso La Fayette ad adoperarsi per una monarchia costituzionale ed erano state per questo motivo giustiziate; tra di esse vi erano Jean Sylvain Bailly, amico e compagno politico di La Fayette, ghigliottinato il 12 novembre 1793; Louis-Georges Desrousseaux, sindaco di Sedan, che era stato tra le due dozzine di uomini condannati a morte per il sostegno a La Fayette nel 1792; e Louis-Alexandre, duca di La Rochefoucauld, membro della nobiltà liberale e amico di La Fayette e Franklin, che fu assassinato durante i massacri di settembre, poco dopo la fuga di La Fayette in Belgio.
Il ricordo di questi uomini accompagnò La Fayette per il resto della sua vita e durante la scrittura delle sue memorie, un segmento delle quali (un passaggio di circa cento pagine) è costituito da una lettera al deceduto Van Ryssel. Questa missiva fu completata nel 1807, l'anno in cui la moglie di La Fayette, Adrienne, che era stata colpita da una malattia sin dal suo tempo a Olmütz, morì nella casa di Parigi di sua zia, Madame de Tesse; lottando con il dolore mentre cercava di dare un senso alla sua vita intricata, La Fayette utilizzò la lettera al defunto Van Ryssel come un modo per esaminare il suo tormentato rapporto con Napoleone. Riconoscendo che un tempo aveva avuto fede che Bonaparte potesse riportare in auge i valori veri della rivoluzione, La Fayette ammise però di essersi sbagliato: secondo lui, ormai, Napoleone era un nemico della libertà. Rivolgendosi direttamente a Van Ryssel, La Fayette dedicò il documento alla sua "memoria" e pose una domanda struggente: «Perché non dovrei immaginare il testo davanti ai vostri occhi quando è in realtà la sacra memoria di alcuni amici, più che l'opinione dell'universo vivente, a cui desidero segnalare le mie azioni e i miei pensieri?».

## Utilizzi del nome La Fayette
La grande popolarità di La Fayette, acquisita per la sua storia sia in America sia in Europa, ha fatto sì che il suo nome (nella forma La Fayette o Lafayette) sia stato dato a molti centri abitati e luoghi geografici, a diverse unità militari, principalmente negli Stati Uniti e in Francia, oltre che essere citato in film, serie televisive, videogiochi.
- Negli Stati Uniti si contano numerosi luoghi che portano il nome di La Fayette o Lafayette: 19 località fra villaggi e città, una contea, un monte, un fiume, un lago artificiale, otto fra università e scuole superiori, oltre a vari altri luoghi (strade, piazze, colline, ecc.).
- Portava il nome di Fort Lafayette un'isola fortificata nei pressi del porto di New York, forte demolito nel 1960 per la costruzione del Ponte Giovanni da Verrazzano.
- In Francia un quartiere della città di Angers porta il nome di La Fayette-Eblé.
- Cinque navi da guerra sono state intitolate a suo nome: due francesi (la portaerei La Fayette e la fregata La Fayette (F 710), prima unità della classe omonima) e tre americane (la nave corazzata USS Lafayette del 1848, la nave trasporto truppe USS Lafayette (AP-53) e il sottomarino lanciamissili balistici USS Lafayette (SSBN-616), primo dell'omonima classe).
- Durante la prima guerra mondiale ebbero il nome La Fayette due squadriglie aeree francesi composte da piloti volontari statunitensi: la Squadriglia Lafayette e il Lafayette Flying Corps.
- Una delle maggiori catene di grandi magazzini francesi si chiama Galeries Lafayette, così chiamata perché la sua prima sede fu aperta nel 1893 in rue La Fayette a Parigi.
- La vita di La Fayette è raccontata nel film La Fayette - Una spada per due bandiere di Jean Dréville (1961), con la parte del marchese affidata all'attore Michel Le Royer; compare inoltre nella miniserie La rivoluzione francese (1989), interpretato da Sam Neill, e nel film Jefferson in Paris (1995), diretto da James Ivory e interpretato da Lambert Wilson.
- La Fayette compare come personaggio nei videogiochi Assassin's Creed III e The Order: 1886.
- La Fayette è nominato nella canzone di Rino Gaetano Sfiorivano le Viole.
- La Fayette è il nome di un personaggio del lungometraggio animato Gli Aristogatti: è il Basset Hound che insieme al bracco Napoleone forma la coppia di cani che sorvegliano la fattoria di campagna fuori Parigi.
- Lafayette è uno dei personaggi di Hamilton (musical) di Lin-Manuel Miranda, interpretato da Daveed Diggs nel cast originale.

## Onorificenze

### Onorificenze straniere
La Fayette, inoltre, fu membro anche di alcune società scientifiche americane:
La Fayette ha ricevuto, inoltre, varie lauree ad honorem da numerose università americane:
Nel 2002, anche se era diventato un cittadino naturalizzato americano durante la vita, a La Fayette fu garantita la cittadinanza onoraria degli Stati Uniti dal Congresso americano: